# Zichyújfalu
Zichyújfalu (latinul: Villa Nova, régi magyar nevein: Újfalu, Újfalupuszta, Pusztaújfalu) község az Alföld dunántúli része, a Mezőföld északi harmadában, Fejér vármegyében, a Gárdonyi járásban, a Velencei-tótól 10 kilométerre délre, Székesfehérvártól körülbelül 25 kilométerre délkeletre. A település megközelíthető közúton (6212-es út) és vasúton (Székesfehérvár–Pusztaszabolcs-vasútvonal) egyaránt. Az egykori grófi székhely a második világháború után Seregélyeshez tartozott, majd 1966-ban Gárdonyhoz csatlakozott, végül 1997 decemberében önálló községgé alakult. Az államszocializmus évtizedeiben a hazai mezőgazdaság egyik fellegváraként rendkívül sokat fejlődött, azonban a rendszerváltás ezen településen is súlyos következményekkel járt: fejlődése megakadt, az agrárium hanyatlásnak indult.
Területe legalább az ókor óta lakott, ezt gazdag kelta lelőhelyei bizonyítják. Első okleveles említése 1239-ből való, amikor a latin Villa Nova néven a Csák nemzetség vértesi birtokaihoz tartozott. 1447-ben említették először magyarul Újfaluként, Wyfalw formában, nemesi előnévben. Már a török időkben megjelent itt a Zichy család mint nagybirtokos, majd a török után egy ideig a seregélyesi jobbágyok bérelték. 1784-ben a Zichyek kúriát építettek itt, majd Zichy Nepomuk János (1834–1916) kastélyt, amelyet 28 hektáros parkkal vett körül, attól északkeletre pedig vadaskertet létesített. A megkülönböztető „Zichy” előtag, amit 1898-ban vett fel a település, az egykori földesurakra, a gróf Zichy család tagjaira utal.
Közigazgatásilag hozzá tartozik a falutól délkeletre elhelyezkedő kis település, Barákapuszta. Ma is jelentős agrártelepülés, de fejlődését nagy mértékben akadályozza elmaradott infrastruktúrája és a nem túl fejlett közlekedés. Az óriási területű, ám szinte teljesen elhanyagolt parkkal körülvett, kifejezetten rossz állagú Zichy-kastélyban jelenleg a község polgármesteri hivatala működik.

## Földrajza

### Éghajlat
A Mezőföld – így Zichyújfalu is – a mérsékelten meleg-száraz klímakörzetbe tartozik. Az évi átlaghőmérséklet 10,5 °C körül mozog. Az uralkodó szélirány északnyugat-nyugati, az átlagos szélsebesség 2–4 m/s között alakul. A napsütéses órák száma meghaladja az évi 2000 órát.
Zichyújfaluban a 2008-as esztendőben 693 milliméter, 2009-ben 570 milliméter, 2010-ben 1060 milliméter, 2011-ben 358 milliméter csapadék esett.

### Fekvése

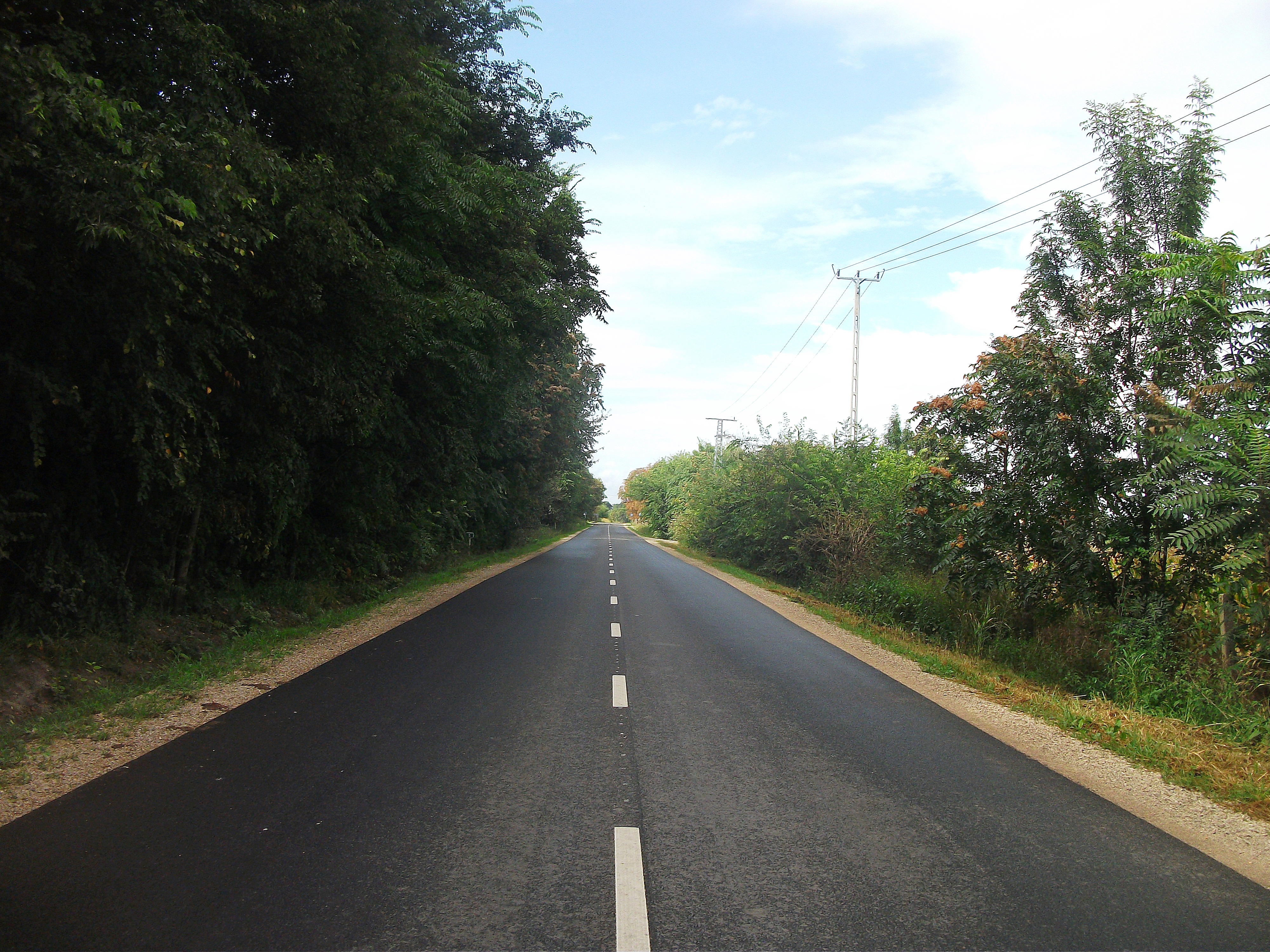
A 6212-es út, amely a települést Agárddal és Szabadegyházával köti össze

Zichyújfalu a Közép-Mezőföldön, a Velencei-tótól 10 kilométerre délre helyezkedik el. Északról Gárdony, keletről Pusztaszabolcs, délről Szabadegyháza, nyugatról Seregélyes határolja. A település keleti területét a Keleti-Hippolyt-árok szegélyezi.
Vonattal a Székesfehérvár–Pusztaszabolcs-vasútvonalon, autóbusszal a helyközi 8028-as és 8152-es járattal közelíthető meg Velence, Gárdony, illetve Székesfehérvár felől.

### Megközelítése
Zichyújfalut közúton a 6212-es úton lehet elérni, amelynek eleje a Szabadegyházához tartozó Lászlómajorban, a 6209-es útnál, vége a Gárdonyhoz tartozó Agárdon, a 7-es főútnál van. A falu két főutcája, a Kosztolányi Dezső utca és a Petőfi Sándor utca a 6212-es útból kiágazó, Zichyújfalu vasútállomásig tartó 62 312-es úttal egyezik meg.
Autóbusszal Velencéről, Gárdonyból, Agárdról, Dinnyésről, Csiribpusztáról, Székesfehérvárról és Szabadegyházáról közelíthető meg.
A község vonattal a 44-es vasútvonalon érhető el, amely Pusztaszabolcs, illetve Seregélyesen, Seregélyes-Szőlőhegyen és Börgöndön keresztül Székesfehérvár felé teremt közvetlen kapcsolatot. A vonalon korszerű Siemens Desiro motorvonatok közlekednek. A község Budapestről, Dunaújvárosból, Sárbogárdról és Dombóvárról induló járatokkal pusztaszabolcsi csatlakozással jól megközelíthető.

### Infrastruktúrája
Zichyújfaluban az áramszolgáltatás teljesen kiépült, a vízellátást önálló vízközmű biztosítja. A faluban három kút és egy 100 m³-es hidroglóbusz van, a vízhálózat 7115,5 méter hosszú. A földgázhálózatot 1991-ben, a telefonhálózatot 1995-ben építették ki a faluban, a szennyvízcsatorna-hálózat kiépítésére azonban még nem került sor.
A településen 4302 méter hosszú burkolt út, 4552 méter hosszú járda és 630 négyzetméternyi parkoló található. A községben polgárőrség működik.k

### Fejlettsége
Bár a település két vasúti fővonal között vezetett, rajta áthaladó mellékvonallal rendelkezik és mindössze 8-10 km távolságra fekszik a Velencei-tótól és 20 km-re a legfeljettebb megyeszékhelytől, Székesfehérvártól, a 2010-es évektől a szomszédos településekkel ellentétben gyorsuló hanyatlás, lemaradás jellemzi. Az Egyensúly Intézet településindexe 2021-ben még az 1762. helyre rangsorolta, 2025-ben már a 2475. helyre a 2885 településből, mellyel Fejér megye legelmaradottabb települése címet érdemli ki.

## Élővilága

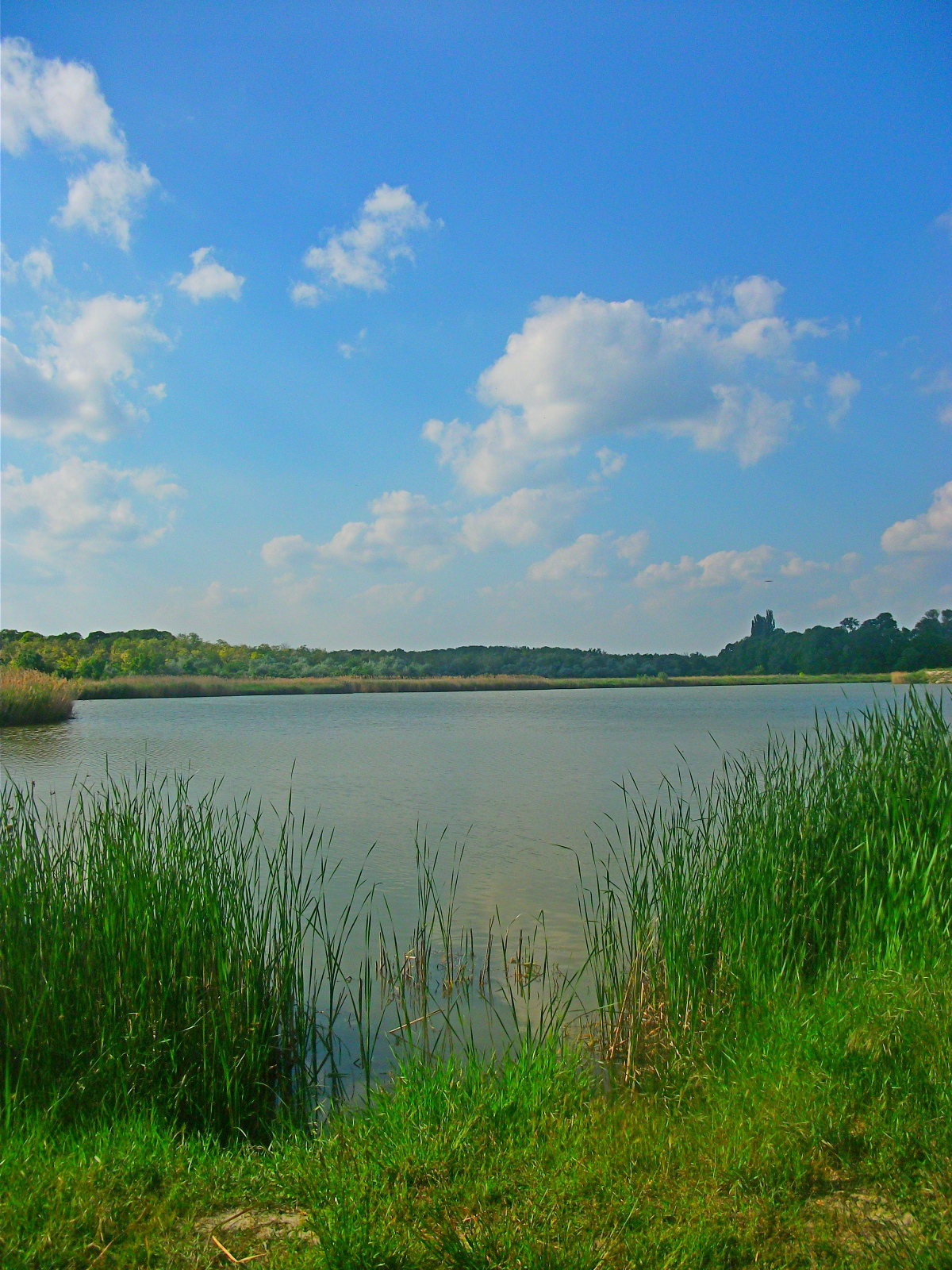
A Zichy-tó

A Magyar Madártani és Természetvédelmi Egyesület nyilvántartása szerint a településen egy gólyafészek található. Az évtizedek óta ott álló gólyafészek helyére 2000-ben újat építettek.

### Erdők, lápok, vízfolyások
A Velencei-tótól délre erdők csak foltokban maradtak fenn, melyeknek jelentős részük telepített akácos. Zichyújfalu keleti területén található Keleti-Hippolyt-árok völgyében viszonylag nagyobb egységes foltban van erdő. Ilyen erdő a település közigazgatási területén Buhini-erdő. A Keleti-Hippolyt-árok vizes élőhelyekben gazdag ökológiai folyosó. Zichyújfalu északi részén nyárfás erdőfolt, mocsaras, lápos terület helyezkedik el. A Zichy-tavat a Gárdony közigazgatási területén levő Pálmajor közelében eredő, árterületet is tápláló Pál-patak látja el vízzel.
A falutól délre és keletre levő, mára kiszáradt kopolyák (juhászkutak) élővilága is gazdag volt még az 1960-as években is.

### Zichy-tó, árterület
A tó, amelyet 2010 körül öntözőtóvá alakítottak, gazdag madár- és halállománnyal rendelkezik. 2011-ben tizenkét ott élő hattyút számoltak össze a falusiak. A tótól északra található vadvédelmi terület egy mocsaras árterületet foglal magába, ahol számos vadállatfaj van jelen. A területet a Gárdonyhoz tartozó Pálmajor közelében eredő, a Zichy-tóba torkolló Pál-patak önti el minden tavasszal.

## Demográfiai adatok
| Lakosok száma | 919  | 869  | 836  | 877  | 854  |
|               | 2018 | 2021 | 2022 | 2023 | 2024 |

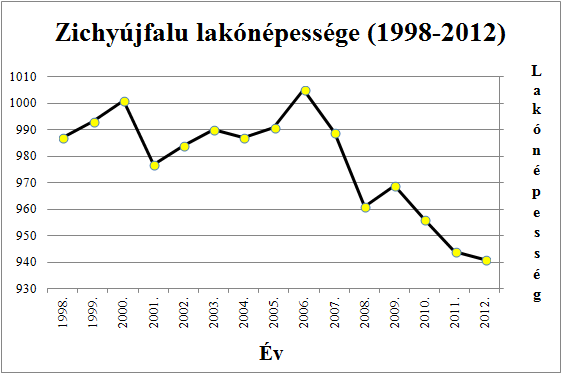
Zichyújfalu lakónépességének alakulása 1998 és 2012 között

Zichyújfalu lakossága 1870 óta csökkenést és növekedést is mutatott. Az 1970-es évekig folyamatosan növekedett a lakónépesség, csak az első és a második világháború következtében esett vissza a népességszám a településen. Az 1980-as évektől figyelhető meg a lakosság folyamatos csökkenése, amely 2001-től pár éven keresztül emelkedett ugyan, de 2006-tól megint csökkenő tendenciát mutat. 1970-ben 982 fő, 1980-ban 946 fő, 1990-ben 929 fő, 2001-ben 973 fő élt a faluban. 2006-tól folyamatos lakónépesség-csökkenés figyelhető meg. 2006-ban 1005 fő, 2007-ben 989 fő, 2008-ban 961 fő, 2009-ben 969 fő, 2010-ben 956 fő, 2011-ben 944 fő, 2012-ben 941 fő, 2013-ban 921 fő, 2014-ben 909 fő, 2015-ben 921 fő élt a faluban. Népességnövekedés 2009-re volt megfigyelhető, ekkor az előző évhez képeset nyolc fővel laktak többen a faluban. Kisebb népességnövekedés 2015. január 1-re is megfigyelhető volt, ekkor 2014. január 1-hez képest 12 fővel többen laktak a faluban.
A 2001-es népszámlálási adatok szerint Zichyújfalu lakónépessége 971 fő volt. Közülük 883 fő vallotta magát magyar, 1 fő görög és 1 fő román nemzetiségűnek, míg 86 fő nemzetisége ismeretlen.

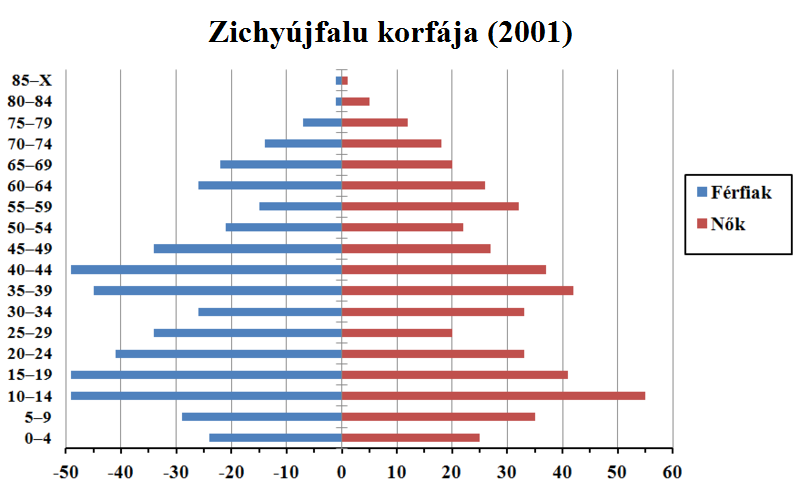
Zichyújfalu korfája a 2001-es népszámlálási adatok alapján

A településen 269 fő 18. életévét még be nem töltő személy (csecsemő, gyermek, kamasz) élt a népszámlálási adatok szerint. A 100 felnőtt korúra jutó gyermek- és öregkorú emberek száma 62 fő volt, ebből a 100 felnőtt korúra jutó gyermekkorúak száma 36 fő volt, míg a 100 felnőtt korúra jutó öregkorúak száma 25 fő volt, a 100 gyermekkorúra jutó öregkorúak száma pedig 71 fő volt.
2001-ben a településen lakó 971 főből 383 főnek nincs munkahelye, 301 fő helyben, 287 fő más településen dolgozott vagy tanult a népszámlálás szerint. A Zichyújfaluba más településről dolgozni, tanulni bejáró emberek száma 268 fő. A nappali népesség száma 952 fő. Zichyújfaluban 219 helyben lakó tanuló volt 2001-ben, ebből 129 fő helyben, míg 90 fő más településen tanult. Zichyújfaluba más településről bejáró tanulók száma 15 fő. A faluban 144 fő helyben tanuló diák volt.
Zichyújfaluban a népszámlálás szerint 2001-ben a 280 lakóegységből 267 lakás volt. A 267 lakásból 262 volt lakott, míg ötöt nem laktak. A településen lakott egyéb lakóegységek száma 2001-ben 13 volt. A 971 főből 926 fő lakott lakásban, 45 fő egyéb lakás célú helyen lakott. Zichyújfaluban a 100 lakott lakásra és lakott üdülőre jutó lakók száma 353 fő volt. A 267 lakásból 243 lakás magánszemély, 4 önkormányzati, 20 egyéb tulajdonban volt. A 267 lakásból 28 egyszobás, 94 kétszobás, 115 háromszobás, 30 pedig négy- vagy többszobás volt.
A 267 lakás között 1919 előtti építésű nincs a faluban, 1920 és 1944 közötti építésű lakásból csak 17 darab van, míg 1945 és 1959 között épült lakásokból 94 darab található. 1960 és 1969 között 35 lakás épült Zichyújfaluban, 1970 és 1979 között 45, míg 1980 és 1989 között 68 lakás épült a településen. Az 1990 és 2001 közötti években kevés, mindössze nyolc lakás épült az előző évekhez képest.
A 2011-es népszámlálás során a lakosok 83,8%-a magyarnak, 0,1% németnek, 0,4% románnak, 0,1% szerbnek mondta magát (16,1% nem nyilatkozott; a kettős identitások miatt a végösszeg nagyobb lehet 100%-nál). A vallási megoszlás a következő volt: római katolikus 33,7%, református 5,2%, felekezeten kívüli 37% (23,6% nem nyilatkozott).

## Története

### Etimológia
A község nevének ősibb része, az „-újfalu” újonnan létrejött települést jelent, a megkülönböztető „Zichy-” előtagot csak 1898-ban kapcsolták a falu nevéhez, és a gróf Zichy család tagjaira utal, akik a török hódoltságtól a Rákosi-korszakig birtokolták a települést.

### A kezdetektől a török időkig
Zichyújfalu területe már az ókorban is lakott volt, de írásban először 1239-ben említették az oklevelek, az akkori Villa Nova (villam Nouam írásmódban) a Csák nemzetség vértesi birtokaihoz tartozott. „Újfalu”-ként (Wyfalw írásmóddal) 1447-ben írták le elsőként, nemesi előnévben.

### A töröktől Zichy Jánosig

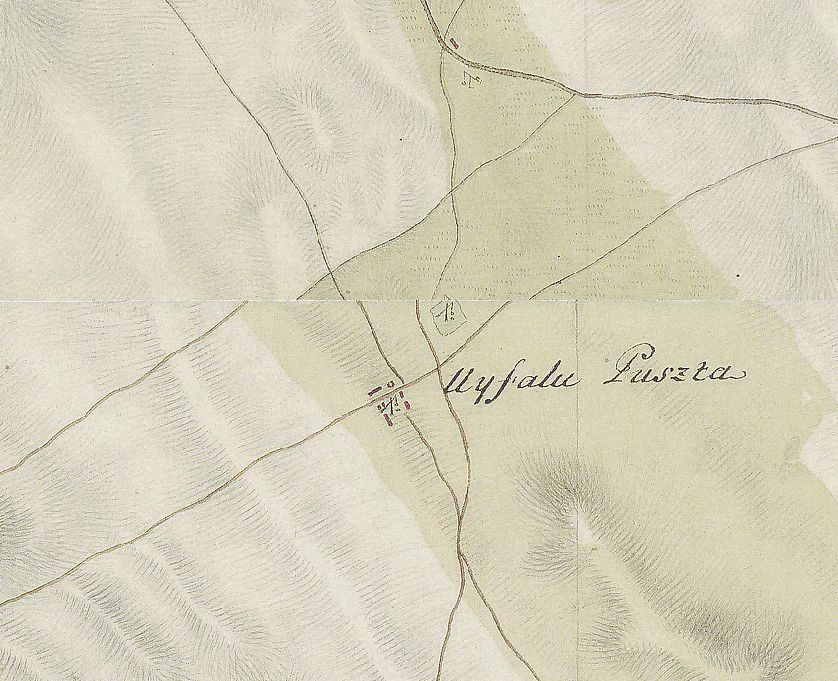
Zichyújfalu jozefiniánus térképe. Zichyújfaluról ezt a topográfiai térképet az 1780-as évek első felében Magyarország első katonai felmérése keretében készítették el, amely egy 1780 és 1784 között lezajló katonai topográfiai felmérés eredménye

A török megszállás alatt, 1650-ben a névleges várpalotai váruradalom részeként a Zichy család kezébe került (a zicsi és vázsonykői Zichy család 1655-ben kapott III. Ferdinánd királytól magyar bárói, 1679-ben I. Lipót királytól magyar grófi címet). Ekkor a területet birtokló magyar földesúr Győrben, az oszmán földesúr Székesfehérvárott lakott. A török után egy ideig a seregélyesi jobbágyok bérelték a pusztát, akik 1717-ben kérték a bérleti szerződés meghosszabbítását, elsősorban azért, mert kevés volt a határuk jószágaik eltartására. Újfalut a Zichy család vedrődi ágazata, ezen belül a seregélyesi ág birtokolta. Zichyújfalu és a szomszédos uradalmak határainak pontos kijelölésére 1745-ben került sor.
1784-től 1812-ig gróf Zichy Ferenc volt Újfalu birtokosa.
Zichy Ferenc 1784-ben vadászkúriát építtetett a faluban. Ez volt az úgynevezett kiskastély, amely a nagykastély megépülése után a gazdatiszt (Zichyújfaluban intéző) lakása lett. A puszta egyházigazgatásilag a seregélyesi káplánság filiája volt. Ekkor a településen 6 házban 18 család, összesen 91 fő élt, II. József 1785-ös népszámlálása során csak 61 embert vettek nyilvántartásba a településen. Zichy Ferenc zichyújfalui birtokát második fia, Ferenc Szerafin József örökölte.
1812-től 1861-ig Újfalu ura tehát gróf Zichy Ferenc Szerafin József volt.

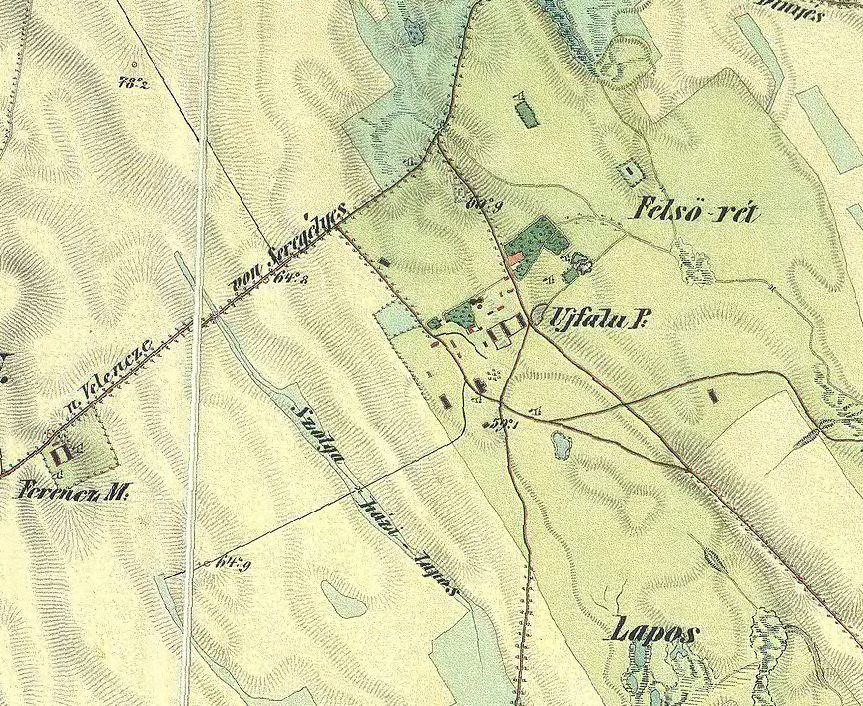
A falu franciskánus térképe. Magyarország második katonai felmérése 1806 és 1869 között zajlott le. A második felmérés a jozefiniánus térkép tapasztalatai alapján, annak aktualizálásával, újramérésével, hibáinak kiküszöbölésével történt

A település fejlődése Ferenc Szerafin József grófsága alatt újabb lendületet vett, amikor az uraság megalapította a falu első iskoláját az 1810-es években. Nagy szükség volt az intézményre, ugyanis Fényes Elek feljegyzései alapján a század közepére már 379 ember élt itt, és ezzel Zichyújfalu Fejér vármegye egyik legnépesebb uradalma volt. (A régi iskola épülete a ma is használatos iskolaépület 1958-as átadásáig eredeti funkciójában működött. Kb. 2010 óta elhagyatott, rendkívül rossz állapotban van.) A 19. században a feudális rendszer konzerválódott, a lakosság nagy része gazdasági cselédekből, napszámosokból állt, így az 1848-as jobbágyfelszabadítás tulajdonképpen nem hozott változást a település életében.
Zichyújfalu irányítását Seregélyesről végezték, a puszta földesura is ott élt állandó jelleggel. Újfaluban az 1850-es években többezres birkanyájakat legeltettek, a jó minőségű gyapjút külföldi kereskedők vásárolták föl az uradalomtól.
Zichy Ferenc 1861-es halálát követően a gazdag újfalui uradalmat harmadik fia, Kázmér (1802–1847) viszonylag korai halála okán annak fia, Nepomuk János örökölte.

### Zichy János kora
Zichy Nepomuk János gróf 1861-től 1916-ig birtokolta a települést.

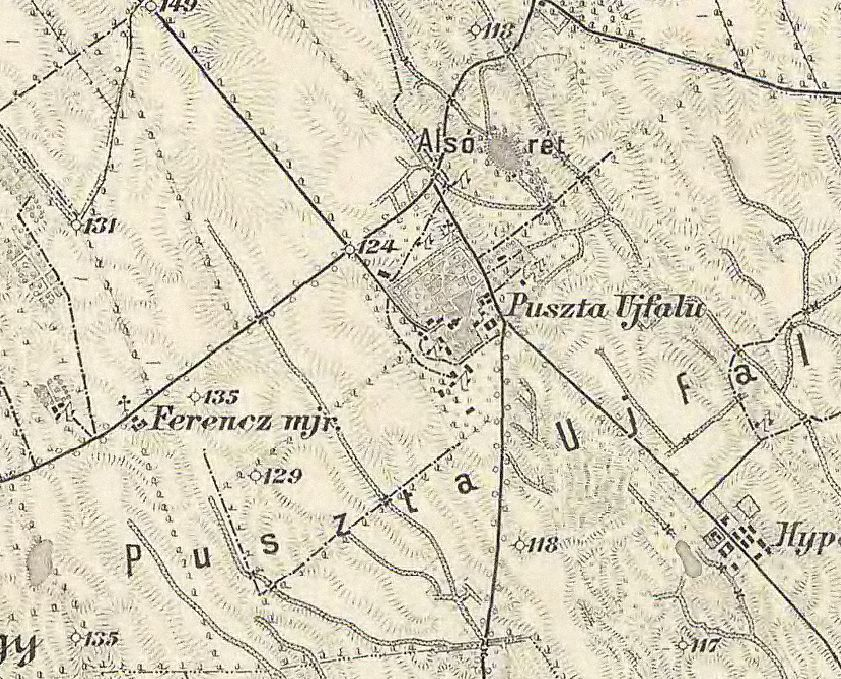
A falu ferencjózsefi térképe. A harmadik katonai felmérés Magyarországon 1872 és 1884 között valósult meg, az Osztrák–Magyar Monarchia utolsó nagy térképészeti vállalkozásának önálló részeként

Nepomuk János addigi életének nagy részét Újfaluban élte le, valószínűleg ez is belejátszott abba, hogy igen energikusan látott hozzá uradalma fejlesztéséhez. A föld jó termőképessége a növénytermesztésnek és az állattenyésztésnek egyaránt kedvezett. Az újfalui puszta területe ekkor 2721 kataszteri hold (1565,838 hektár) volt, ebből 2100 kataszteri hold (1208,475 hektár) szántóföld, 417 kataszteri hold (239,969 hektár) rét és 204 kataszteri hold (117,395 hektár) legelő.
Az 1870-es években az önálló majorság megteremtését célzó intézkedésekkel egyetemben a birtok tőkés fejlesztését is megkezdte az uraság annak érdekében, hogy megfelelően kamatoztatni tudja a puszta határainak kiváló természeti adottságait, mivel az 1850-es és az 1860-as években a mezőgazdasági termékeknek igen jó ára volt. A kifizetődő állattartásnak köszönhetően az újfalui legelőket juhnyájak és gulyák járták, az állattenyésztésből befolyt összegeket pedig a növénytermesztés fejlesztésére fordította a gróf: gépeket szerzett be, aztán az egyre magasabb termésátlagnak köszönhetően Újfaluban megindulhatott az istállózó állattartás is. A gazdaság ezzel óriási lendületet vett a településen. Ebben az időben havonta 65 mázsa gyapjút és 360 darab birkabőrt adtak el az újfalui juhászatból.
Zichyújfaluban, hasonlóan napjainkhoz, főként a római katolikus felekezet volt jellemző a lakosság soraiban, református családból kevés élt a településen, melynek iskolája római katolikus jellegű volt, de a református gyermekek oktatását is biztosították. Az 1870-es években Zichy János évi 400 forintot fordított az iskola működésére, a gróf azonban egy időben a támogatást beszüntette, így évekig abbamaradt a tanítás. A később újraindult oktatás 1958-ig zajlott a régi épületben, akkorra épült fel ugyanis az új, modern iskola.
A 19. század végére már jól jövedelmezett a mezőgazdaság, ám a cselédség életkörülményei nem sokat javultak, 1897 és 1906 között több munkásmegmozdulásra került sor (Seregélyessel együtt), az uraság ugyanis főként saját szükségleteire fordította a mezőgazdaságból szerzett jövedelmet.
Az 1890-es években részvényesként bekapcsolódott az 1896-ra átadott Adony-Szabolcs–Székesfehérvár-vasútvonal (ma 44-es vasútvonal) építésébe, és postahivatal felállítására tett kísérletet. Ebben az időben kastélyt építtetett, melyet 28 hektáros parkkal vett körbe, valamint vadaskertet létesített, ahol fácánokat tenyésztett. Az 1784-ben épült kúria, melyet ettől az időtől kezdve neveztek kiskastélynak, az intéző lakása lett. Zichy János az újfalui uradalom távolabbi területeit a helyi vasútállomással keskeny nyomtávú vasútvonal segítségével kötötte össze, az állomáson pedig rakodók épültek, így a korábbinál sokkal egyszerűbbé vált a mezőgazdasági áruk (akár termény, akár élőállat) szállítása, ennek köszönhetően pedig a megyeszékhely mellett már a főváros is felvevőpiacává válhatott az itt megtermelt jó minőségű árucikkeknek. 1900-ra megnőtt a gazdálkodás belterjessége, s bőséges árutermelés zajlott a faluban.
1898-tól hívják a települést Zichyújfalunak.

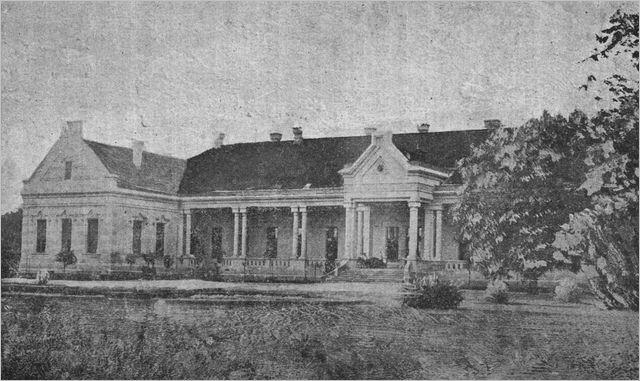
A nagykastély 1904-ben

Az első világháború előtt és alatt 200 kataszteri holdon cukorrépát termeltek Zichyújfaluban, amelyet Ercsibe, a cukorgyárba és Kisperkátára (ma Szabadegyháza közigazgatási területe), a szeszgyárba szállítottak el.
Az uradalomban már jóval a háború előtt megjelentek a cséplőgépek, a gőzekék és az aratógépek.
A világháború idején a gróf bérbe adta a birtokot. Ekkor a férfi munkaerőt nélkülöznie kellett az uradalomnak, ezért a bérlő, Reich Miklós 1916 március végén hadifoglyokat igényelt a katonai hatóságtól. Az Esztergom melletti kenyérmezői hadifogolytáborból 72 orosz hadifogoly érkezett a faluba. A csoport egész évben Zichyújfaluban maradt, és helyettesítették a cselédeket és az idénymunkásokat: szántottak, vetettek, fuvaroztak, gondozták az állatokat és a kapásnövényeket is ápolták. Az aratásra újabb csapat hadifogoly érkezett.
Zichy Nepomuk János 1916 októberében halt meg 82 évesen. A birtokot fiai, István és Kázmér örökölték. Idősebb lévén István került az uradalom élére.

### Háború és tanácsköztársaság

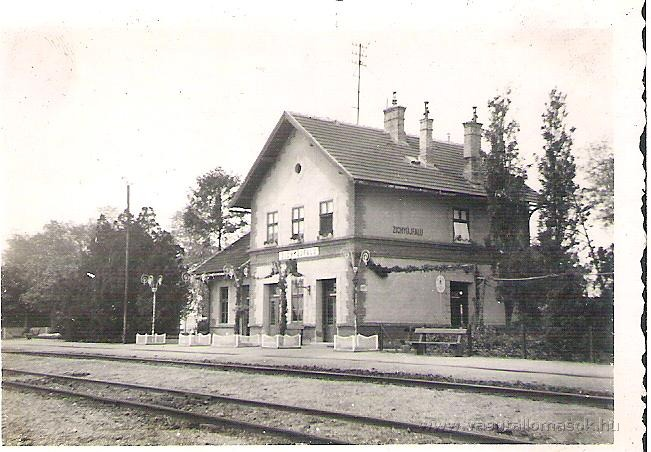
A vasútállomás az 1910-es években

1916-tól 1921-ig a majorság vezetője gróf Zichy István Ferenc volt, aki leginkább a közeli Hippolitpusztán élt, Zichyújfaluval nem sokat törődött.
1917 december végén téli munkára 14 orosz hadifoglyot hoztak a somorjai táborból, akiknek az állatok gondozása volt a feladatuk.
A Magyarországi Tanácsköztársaság (1919. március 21. – 1919. augusztus 1.) létrejötte utáni első hetekben önálló termelőszövetkezet jött létre Zichyújfaluban, amelyet intézőség irányított. A cselédség földosztást nem követelt. Az első világháborút követő földreform keretében 140 kataszteri holdat osztottak szét az uradalom területéből. A vagyonváltságot Kázmérnak kellett vállalnia, aki a földterületet le is adta az államnak.
Az 1920-as évekre visszaállt a nagybirtokrendszer. Zichy István tanult ember volt, iskolái befejezését követően politikai pályára lépett: 1910-ben országgyűlési képviselővé választották, mandátuma lejárta után pedig visszavonult gazdálkodni. 1921-ben meghalt, így öccse, Kázmér vette át az uradalom irányítását.

### 1920–1930-as évek

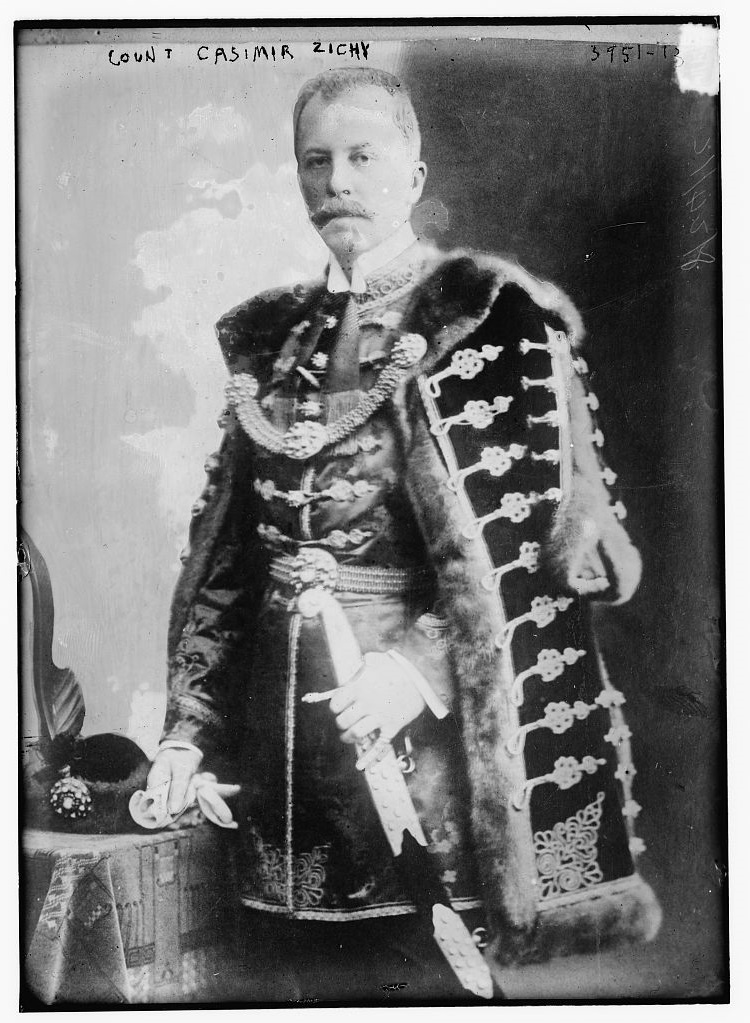
Gróf Zichy Kázmér, Zichyújfalu birtokosa 1921 és 1949 között

1921-től 1949-ig Zichyújfalu birtokosa Zichy Hippolit Kázmér volt.
Kázmér a korábbi hibákból tanulva immár megfontoltan látott hozzá a majorság vezetéséhez. Az uraság legendás vadász hírében állt, 1907–1908-ban kelet-afrikai vadászkörúton vett részt, amelyről naplót írt. A napló könyv formájában többször is megjelent A Guaso Nyiro mentén a Natron-tóig címmel. Kázmér valószínűleg szenvedélye miatt fejlesztette erőteljesen a vadgazdálkodást: a zichyújfalui vadaskert igen jól jövedelmezett és csakhamar országszerte ismertté vált.
Az uradalom gazdaságát az első világháborútól egészen a második világháború végéig a bérlő Elek család szervezte. A majorságot a bérlők tovább gépesítették, és modern, tőkés mezőgazdasági nagyüzemmé fejlesztették. Már 1920 körül megjelentek a traktorok és a pótkocsis vontatók a faluban. Az 1920-as és 1930-as években a helyi állattartás legkifizetődőbb ága a juhtenyésztés mellett a tehenészet volt. Ebben az időben a zichyújfalui bérgazdaság naponta 1600 liter tejet szállított Székesfehérvárra és Budapestre.
1938-ban Kázmér engedélyével a faluban forgatták Danielle Darrieux francia színésznő egyetlen magyarországi filmjének (Egy pesti éjszaka) egyes jeleneteit. A forgatás idején a vasútállomás homlokzatán a „Tállya” felirat volt látható.

### 1940-es évek
A második világháború idején a grófi családot és a lakosságot kitelepítették. A háború a térségben igencsak elhúzódott, 1945. március 21-ig tartott. Zichyújfalu romokban hevert: a harcok során mindkét kastély megsérült, a vasútállomás szenvedte a legsúlyosabb károkat. A vasútközlekedés szünetelt, ugyanis a vasútvonalat teljesen fölszántották.
A gazdaságot 1945-ig az Elek család bérelte. 1945 tavaszán fölosztották az uradalom földjeit. A seregélyesi Községi Földigénylő Bizottság első ízben úgy rendelkezett, hogy a zichyújfalui gazdaságot teljes egészében megváltás útján veszik igénybe. Később azonban megváltoztatták a döntést, Zichy Endrének és édesanyjának, Julia May Morannek 100-100 kataszteri holdat a kastély körüli földekből visszaadtak. Az 1945-ös földreformrendelet erre lehetőséget is adott. Igaerő hiányában a gazdálkodást nem kezdték meg. 1945-ben a föld kisebb részét bérbe adták, de a bérletet a gazdák nemigen tudták megfizetni, így 1946 tavaszán az újfalui földek parlagon maradtak. Ekkor ajánlat érkezett a Közjóléti Szövetkezettől, hogy a 200 kataszteri holdas területet bérbe venné. 1946 tavaszán a Közjóléti Szövetkezet a gazdálkodást kísérleti jelleggel meg is kezdte, és amikor látták, hogy a földekre érdemes bizonyos összegben tőkét invesztálni, akkor nagyszabású szervezkedésbe kezdett. A szövetkezet 1946 végére bérleti szerződésre lépett – a Zichyeken túl – Nedeczky Griebs Viktorral (100 kataszteri hold), Bánhegyi Istvánnal (100 kataszteri hold), és további öt gazdaság tulajdonosával. A Közjóléti Szövetkezet bérgazdasága végül 550 kataszteri holdon (316,505 hektáron) gazdálkodott. A gazdaság neve Közjóléti Szövetkezet Zichyújfalui Bérgazdasága lett, melynek élén intéző állt. Az intéző, Újvárosy István egyeztetést tartott a felsőörsi préposttal, hogy a dinnyési 100 kataszteri holdas földbirtokot a bérgazdasághoz csatolhassa. Újvárosy a soponyai Zichyekkel szintén megbeszélést tartott, mégpedig a nagylángi legelő kapcsán, hogy azt is bérbe vehessék.
A Közjóléti Szövetkezet bérgazdaságának használati joga kiterjedt a tulajdonosok gazdasági épületeire és felszerelésére. Újvárosy új traktort és műtrágyát szerzett be, vontatót és takarmánykészítő gépet javíttatott meg, házakat renováltatott. A gazdaság központja Zichyújfalu lett, így a helybeli lakosságnak ez jó munkalehetőséget biztosított. Amikor nem volt elegendő a helyi munkaerő a bérgazdaság számára, akkor a Heves vármegyei Parád és Bodony településekről hívtak summásokat Zichyújfaluba.
1949-ben az egész birtokot államosították, és létrejött a Zichyújfalui Állami Gazdaság, amelynek feje Szarvas Ferenc intéző lett. Ekkor a grófi család véglegesen elhagyni kényszerült birtokait. Zichy Hippolit Kázmér a Heves megyei Apcon halt meg 1955-ben.

### 1950-es évek
Az 1950-es évek elejének gazdasági környezete nem kedvezett a kisüzemeknek, így azok egy része Zichyújfaluban is tönkrement, sokan földjüket fölajánlották az állami gazdaságnak. A fölajánlott földeket 1952-ben tagosították. A zichyújfalui kisbirtokosok kisebb hányada termelőszövetkezeti csoportba szerveződött, azonban ennek működési feltételei hiányoztak, ugyanis a tönkrement birtokosok alkották a termelőszövetkezetet. 1953-ban a Zichyújfalui Állami Gazdaság megkezdte a gépesítést. Ebben az évben 6 traktorjuk volt, és kombájnnal arattak. Az állami gazdaság az 1950-es években még nem volt szakosítva, így sokféle növényt termelt. Még gyapottermesztéssel is próbálkoztak, azonban ezzel felhagytak, mivel túl magasak voltak a termelés költségei, a terméshozam pedig alacsony volt. A zichyújfalui termelőszövetkezet 1957-ben 30 fővel működött, 296 kataszteri holdon (170,337 hektár), amelyből 276 kataszteri hold (158,828 hektár) volt szántó. 1958-ban lassú növekedés figyelhető meg a termelőszövetkezet területében. 1959 nyarán már 364 kataszteri holdon (209,469 hektár) működött Kurucz István vezetésével. A szövetkezeti gazdálkodás Zichyújfaluban nem volt eredményes. 1959 őszén a zichyújfalui Felszabadulás Termelőszövetkezet beolvadt a seregélyesi Úttörő Termelőszövetkezetbe, azonban a Felszabadulás Termelőszövetkezet földjei jórészt az állami gazdasághoz kerültek.
Az 1950-es években a Zichyújfalui Állami Gazdaság jó eredményeket ért el, amit egész Fejér megyében elismertek. Ilyen körülmények között került sor három állami gazdaság összevonására, amelyek között a zichyújfalui is volt. Az újonnan létrehozott Agárdi Állami Gazdaság székhelye Agárdra, az Ürményi–Hartig–Nádasdy–Sigray-kastélyba került.
A második világháború után sok betelepülő érkezett a faluba, mely Seregélyes településrészre lett. A faluban méretéhez képest jelentős építkezések is történtek, a település gyors ütemben fejlődött. A lakosság ekkori növekedése miatt a közigazgatási feladatokat már nehezebben lehetett Seregélyesről ellátni és ezen nem sokat segített a tanácsi kirendeltség létrehozása sem. Az 1950-es évek közepére a településen olyan nagyüzemi gazdálkodás működött, amely a községi terhek nagyobb részét vállalni tudta. 1952-ben – stílszerűen – 52 lakást építettek egyszerre kalákában, amelyekbe főként az egykori cselédség költözhetett be. 1956-ban az egész település villanyvilágítást kapott, 1957 és 1959 között megépítették az új postahivatalt és az új iskolaépületet, amelyek mai napig eredeti funkciójukban működnek.
Az 1950-es években állandóvá váltak az évenkénti szüreti mulatságok, amely hagyomány a mai napig él a faluban.

### Az állami gazdaság fénykora
Az 1960-as évektől az Agárdi Állami Gazdaság Zichyújfalui Kerületében virágzott a mezőgazdaság: hibridkukorica termesztése, szarvasmarha- (100-as vagy úgynevezett csíraistálló) és sertéstenyésztés (a pálmajori, az annaligeti és barákapusztai sertéshizlalda), baromfitenyésztés (csiribpusztai csirkekeltető). Európa-hírű fácánrezervátumában az 1950-es évektől magas rangú állami tisztségviselők is vadásztak: Dobi István, az Elnöki Tanács elnöke és Kádár János miniszterelnök és pártfőtitkár látogatásai emlékezetesek maradtak.
Az Agárdi Állami Gazdaság igazgatója 1958-tól 1972-ig az Váncsa Jenő, aki 1967–1975 között országgyűlési képviselő, 1980–1989-ig mezőgazdasági és élelmezésügyi miniszter volt. Ő kezdeményezte Magyarországon a hibridsertés tenyésztésének megalapozását és a nagy hozamú tejelő tehenészetek meghonosítását. Munkásságáért 1974-ben Eötvös-díjat kapott.
1962. szeptember 14-én a település nagygyűlése a Gárdonyhoz való csatlakozás mellett döntött, mivel a lakosság mintegy 80%-a az Agárdi Állami Gazdaságban dolgozott. Az állami gazdaságon belül Zichyújfalu földjei különálló kerületet alkottak, a kerület irodája a Zichy-kastélyban volt. Az állami gazdasági dolgozók mellett többen voltak, akik ingáztak a 25 km-re fekvő Székesfehérvár nagy üzemeibe (pl. Videoton, Ikarus, Könnyűfémmű). A települést 1966. január 1-ével csatolták Gárdonyhoz.
Az 1960-as években megindult az infrastrukturális fejlődés is. Utak, járdák épültek, javult a kereskedelmi ellátás. Aszfaltos út épült a zichyújfalui vasútállomástól Csiribmajorig, így buszjárat indulhatott a Velencei-tó felé. Az 1970-es években elkészült a községet Hippolitpusztán át az adonyi úttal összekötő műút is. Ezzel teljes hosszában elkészült a 6212-es út, és megnyílt a lehetőség Dunaújváros elérésére a 62-es főúton keresztül.

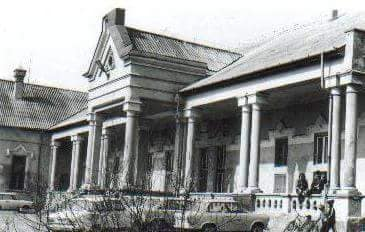
A nagykastély 1980-ban

1970-ben az állami gazdaság zichyújfalui traktorosai közül hárman, név szerint Fartel Mihály, Nagy József és Németh Tibor érdemeikért Állami Díjat vehettek át.
1980–1982 között megépült a Szent Imre-templom, melyet 1983-ban szenteltek föl.

### A rendszerváltástól napjainkig
A lakosság 1970-es években megkezdődött lassú elvándorlása az 1990-es években mérséklődött. A rendszerváltás után a virágzó állami gazdaság felbomlott, a közlekedés színvonala leromlott, egyre nehezebben lehetett elérni Gárdony többi részét (így a polgármesteri hivatalt) és más településeket is. Iskola-pénzügyi viták is felmerültek. Így a lakosság helyi népszavazáson az elszakadás mellett döntött, így Zichyújfalu 1997. december 15. óta ismét önálló település.
2003-ban átadták a Fekete István Általános Iskola új épületének egy részét, amely a Zichy-kastély kultúrházi funkcióit is átvette. A teljes épületegyüttes csak 2005-ben készült el. Az építkezést hitelből fedezte az önkormányzat. A kastélyban 1998 óta a polgármesteri hivatal működik.
2008-ban a település központjába, a posta mellé, az iskola ebédlőjének helyet adó épületrészbe költözött a kastélyból az orvosi rendelő. A rendelő helyén 2011 körül rövid ideig gyógyszertár üzemelt.
2013. január 1-jén a zichyújfalui és a sukorói polgármesteri hivatal összeolvadt, mivel az Alaptörvény 34. cikk (2) bekezdése alapján azon települések, melyeknek 2000 fő alatt van a népességük, nem tarthatnak fenn önálló polgármesteri hivatalt. Ez a következőképp alakult a két település esetében: a sukorói hivatal lett a székhely, a zichyújfalui pedig az állandó kirendeltség. Ez a gyakorlatban annyit tesz, hogy a polgármesteri hivatal munkáját irányító jegyző lett közös; a közös jegyző nevében a Zichyújfalu közigazgatási területén esedékes ügyeket az itteni aljegyző végezheti el. Ez az önkormányzati társulás nem korlátozza a települések önrendelkezésének jogát, egyszerűbben fogalmazva, attól, hogy a közös önkormányzati hivatal székhelye Sukorón van, Zichyújfalu még nem tartozik Sukoróhoz, képviselő-testülete a polgármester elnökletével továbbra is szabadon dönt a települést érintő összes felmerülő kérdésben, a két község pedig gazdasági életében is teljesen független egymástól.
2014–2016 között az önkormányzat a Zichy-kastélyon állagmegóvási munkákat végzett, a munkálatok azonban félbe maradtak, az épület állapota pedig emiatt rosszabb, mint amilyen korábban volt.

## Címere

Zichyújfalu címerét a település adottságainak és történelmének jelképrendszere alkotja

Zichyújfalu község címere álló helyzetű, háromszögű pajzs. A kék pajzsmező vörös cölöppel hasított, melyben egy aranykorona lebeg, amiből arany napraforgó nő ki. A napraforgó szárán három-három aranylevél látható. A kék pajzsmezőben jobbról-balról egy-egy ötágú arany szarvasagancs lebeg.
Az aranykorona a falu és az azt körülvevő földterület termékenységének, nagyon jó minőségének, a napraforgó a község mai életének jelképe. A címerben szereplő szép és hasznos növény nem csupán a környék mezőgazdaságára utal, amely a település megélhetését biztosította évszázadokon keresztül: e virág jelentése ennél több, Zichyújfalu lakóinak vágyát fejezi ki, hogy az önállóvá vált községük élete minél hamarabb felvirágozzék.
Az arany szarvasagancsok a falu határának több évszázados vadászkultúrájára és az egykori földbirtokos Zichy családra reflektálnak.

## Kultúra

### Szüreti mulatság

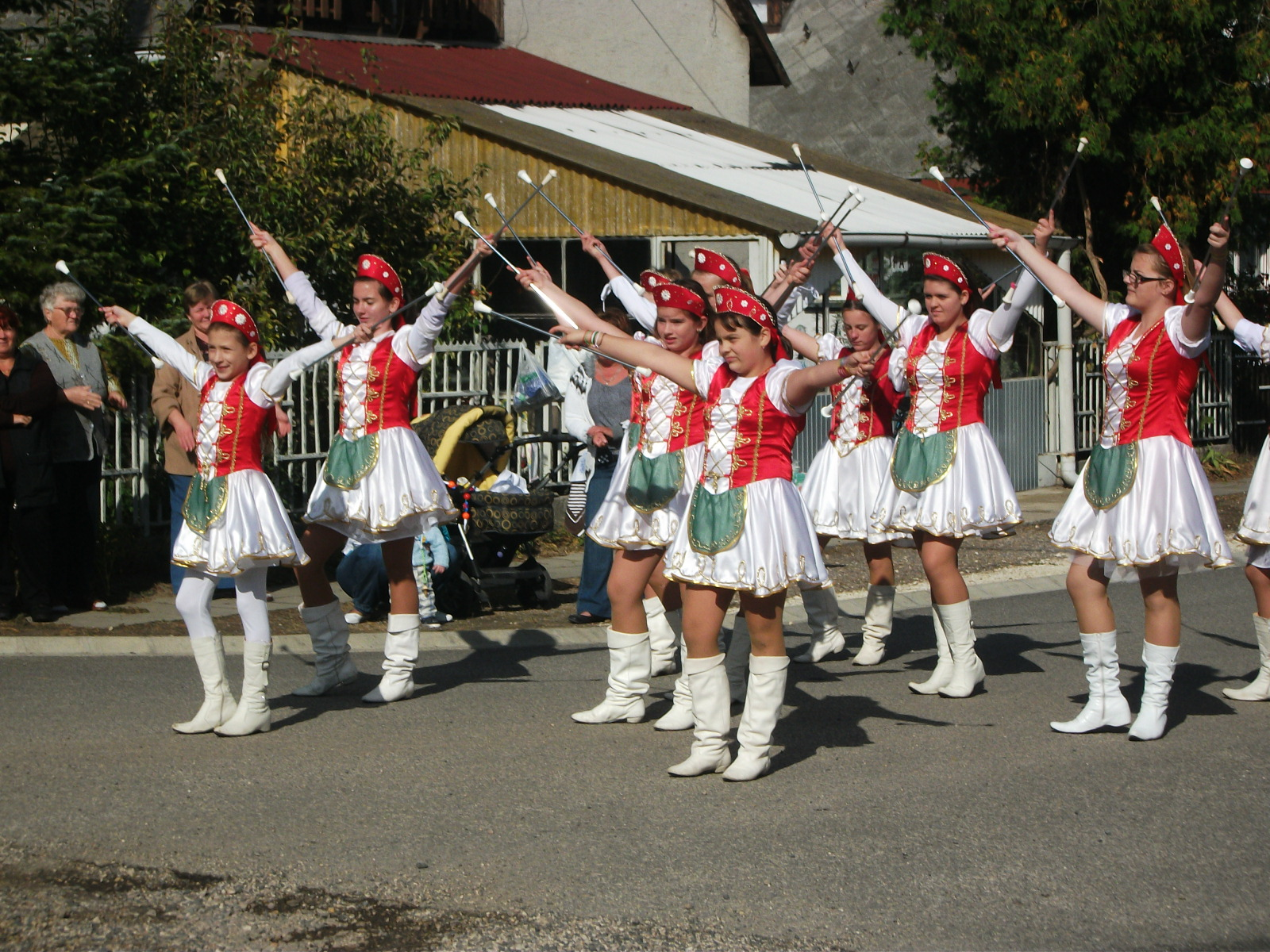
A zichyújfalui mazsorettcsoport fellépése a szüreti felvonuláson, 2011-ben

A szüreti mulatság csaknem egy évszázados hagyomány a településen. Az első 20 felvonulás nem évi rendszerességgel zajlott le, azonban 1950-es évek elejétől minden évben megrendezésre került a mulatság. 2013-ban a 80. szüreti felvonulást rendezte meg a község. Napjainkra egyre jobban válik turistalátványossággá és egyre erősödik a szüreti felvonulás hagyománya a faluban.

### Egyéb események
Szent Teréz tiszteletére 2008-ig minden évben megrendezték október 15-én a búcsút. Önálló községként a település a helyi Fekete István Általános Iskola épületét bővítve művelődési házat alakított ki. Megalakult a helyi mazsorettcsoport, amelynek tagjai rendszeresen lépnek fel helyi, országos, esetenként nemzetközi rendezvényeken, versenyeken, utóbbi esetben elismert helyezéseket elérve. A fiatalok példáját követve az anyukák megalakították a Zichyújfalui Asszony Tánccsoportot.
Augusztus 20-a környékén falunapot rendez a község, szeptember végén pedig az idősek világnapja alkalmából idősek napi rendezvényt tartanak a művelődési házban. A karácsony közeledtével az adventi készülődés jellemző, húsvétkor – stílszerűen – húsvéti készülődést és mazsorett gálát szerveznek.
Talán hagyományt teremthet a Lady M. Esküvői Ruhaszalon bemutatója is Zichyújfaluban, eddig két alkalommal került megrendezésre az esemény. A Velencei-tavi Nyári Játékok egyhetes rendezvénysorozata Zichyújfalut is érintette, azonban az egész programsorozat néhány éve megszakadt.
2017. november 6-án, 14 órakor Tudománytörténeti Vándorkiállítás nyílt a helyi általános iskolában, ami november 24-ig volt látható. A kiállítás Pálfi György agrármérnök–biológus, nyugalmazott egyetemi tanár 16 éves kutatómunkáját volt hivatott bemutatni, ami 330 magyarországi származású személyt és azok szellemi alkotásait mutatta be.

### Egyéb kulturális adatok
A helyi általános iskolában iskolai és községi könyvtár működik. 1963-ban a kastélyban szakszervezeti könyvtár jött létre, amelynek az alapítója az Agárdi Állami Gazdaság Szakszervezeti Bizottsága volt. A könyvtár könyvállománya 10 220 kölcsönözhető könyvből állt. Napjainkban a kastélyban már nem működik könyvtár.
1938-ban a településen forgatták Danielle Darrieux francia színésznő egyetlen magyarországi filmjének, az Egy pesti éjszakának egyes jeleneteit. A forgatás idejére az állomás épületének a homlokzatára a „Tállya” felirat került.
Mazsorettcsoport
A Napraforgó Mazsorettcsoport 1999. február 28-án alakult meg Zichyújfaluban. Műsoraikban a hagyományos menetzenei indulók mellett a latin-amerikai táncműfaj stilizált mazsorett koreográfiái is szerepelnek különböző eszközökkel (zászló, mazsorettbot, pompom). A Napraforgó Mazsorettcsoportban három csoport működik: egy mini csoport, egy kis kadet és egy junior korcsoport. A mini csoportban résztvevők életkora 4–8 év, a kis kadet tagjainak életkora 9–13 év közötti, a junior korcsoport tagjai azok, akik már a kezdetektől együtt vannak. A három korcsoport létszáma változó, általában 30 és 40 fő között ingadozik. A mazsorettcsoport tagja a Magyar Fúvószenei Szövetségnek, a Magyar Mazsorett Szövetségnek, a Twirling Szövetségnek és a Mazsorett Szövetségnek. Gyakori meghívásokat kapnak a Velencei-tó és a megye más településeinek rendezvényeire, folyamatosan részt vesznek az említett szövetségek által szervezett versenyeken, és több kategóriában is országos bajnokságot nyertek. Az IIG Nemzetközi Táncszövetség által szervezett kvalifikációs versenyen, Kapuváron a Napraforgó csoportnak sikerült megszereznie az Európa-bajnokságra való kijutáshoz szükséges pontszámot. A Hollandiában megrendezett bajnokságon Monti Csárdás című darabjával Európa-bajnok lett a csapat. A Napraforgó Mazsorett Csoport utánpótláscsoportja a Százszorszép Mazsorett Csoport.
2015. június 26. és június 28. között rendezték Balatonfüreden a VI. Látványtánc Európa-bajnokságot, ahol Zichyújfalu mazsorettcsoportja két csapatszámban is első helyezést ért el, valamint szólóban egy aranyérmet és egy ezüstérmet, párosban pedig egy ezüstérmet nyertek.
Kézművesség
Zichyújfalu kézművességét a Zichyújfalui Kézműves Szakkör élesztette föl. A szakkör 2012-ben alakult meg, jelenleg nagyjából 20 főt számlál, azonban ez a létszám egyre gyarapszik. A szervezet 2013. szeptember 15-én bemutatkozási lehetőséget kapott a „Kézművesség mesterei” kiállításon, amely ekkor Sárosdon került megrendezésre.

## Vallás

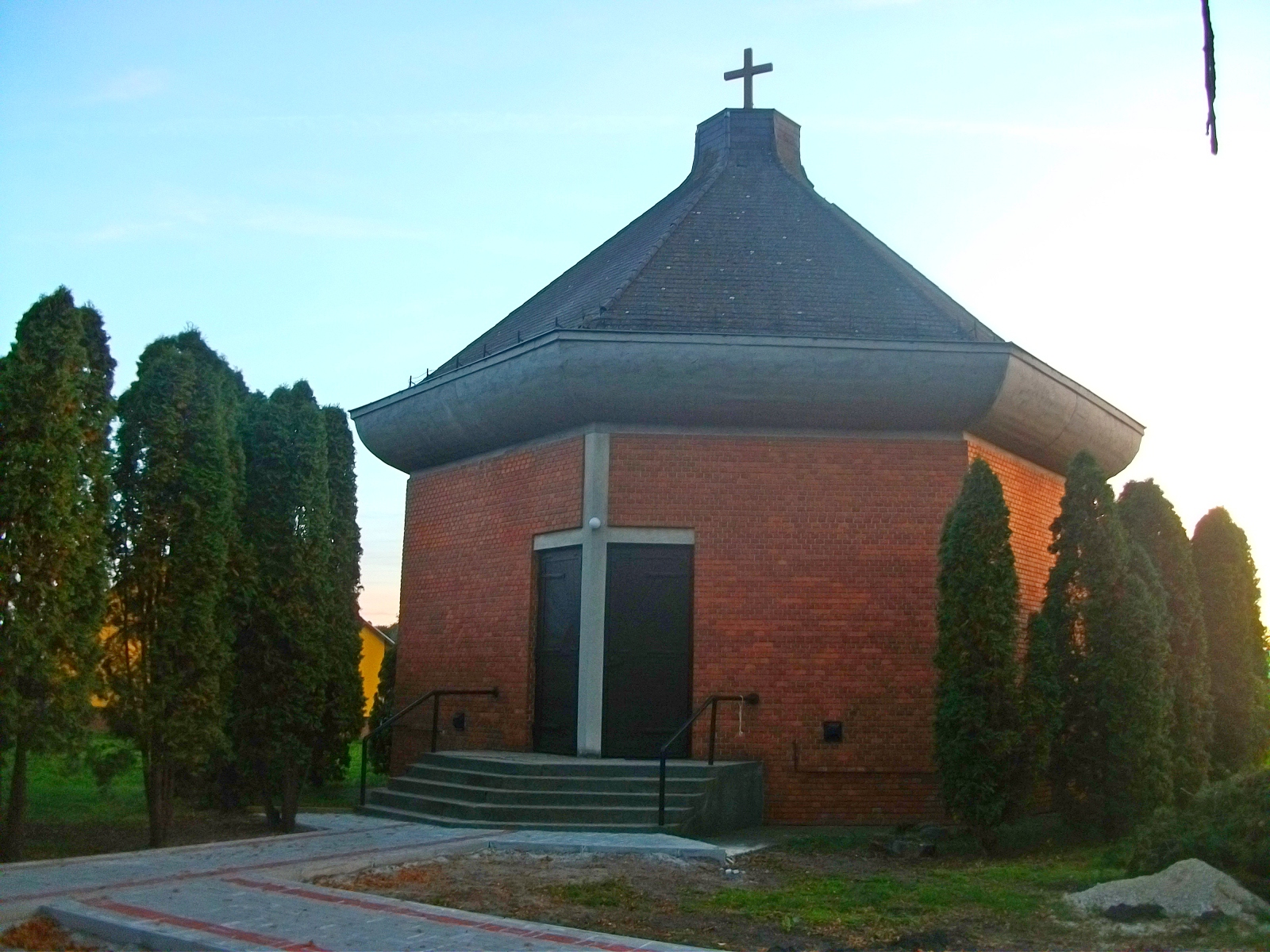
Szent Imre-templom

A vallási élet közösségi gyakorlása a katolikus templom megépítéséig egy imaházban, az 1800-as évek elején készült iskolaépületben történt. A templomépítés kérdése már korábban felvetődött, de csak az 1970-es évek végétől valósult meg lakossági segítséggel. Felmerült a közeli Szabadegyháza (volt Szolgaegyháza) felsőpusztai kápolnájának lebontása és áttelepítése. Bontás közben azonban a kápolna építési anyaga annyira elporladt, hogy a terv kivitelezhetetlenné vált. Ezután került sor az új templom megépítésére, amely 1982-re készült el. A modern stílusú templom a Petőfi és az Ady Endre utca kereszteződésében áll. A templomkert egy része gondozott, virágosított park.
A 2001-es népszámlálási adatok szerint Zichyújfalu lakosságának 58,9%-a római katolikus, 7,5%-a református, 0,3%-a evangélikus vallású, illetve 0,5%-a más egyházhoz vagy felekezethez tartozik, továbbá a lakosság 11,6%-a nem tartozik egyházhoz vagy felekezethez sem, míg a lakónépesség 21,1%-a nem válaszolt.

## Sport
A helyi sportklub (MEDOSZ) az 1960-as években kitűnő lovas díjugratóval rendelkezett,  Szabó Istvánnal. Több területi versenyt megnyert, az országos bajnokságokon is nagyszerűen szerepelt. 
Az 1970-es években a női és a férfi kézilabda-együttesek a megyei bajnokságban játszottak. Azóta megszűntek.
A korábban a körzeti bajnokságban szereplő labdarúgócsapat hosszú kihagyás után 2000 körül újjáalakult. A megyei III. osztály déli csoportját 2007-ben megnyerték, így a következő bajnoki idényben a megyei II. osztályban indulhattak, de kiestek.

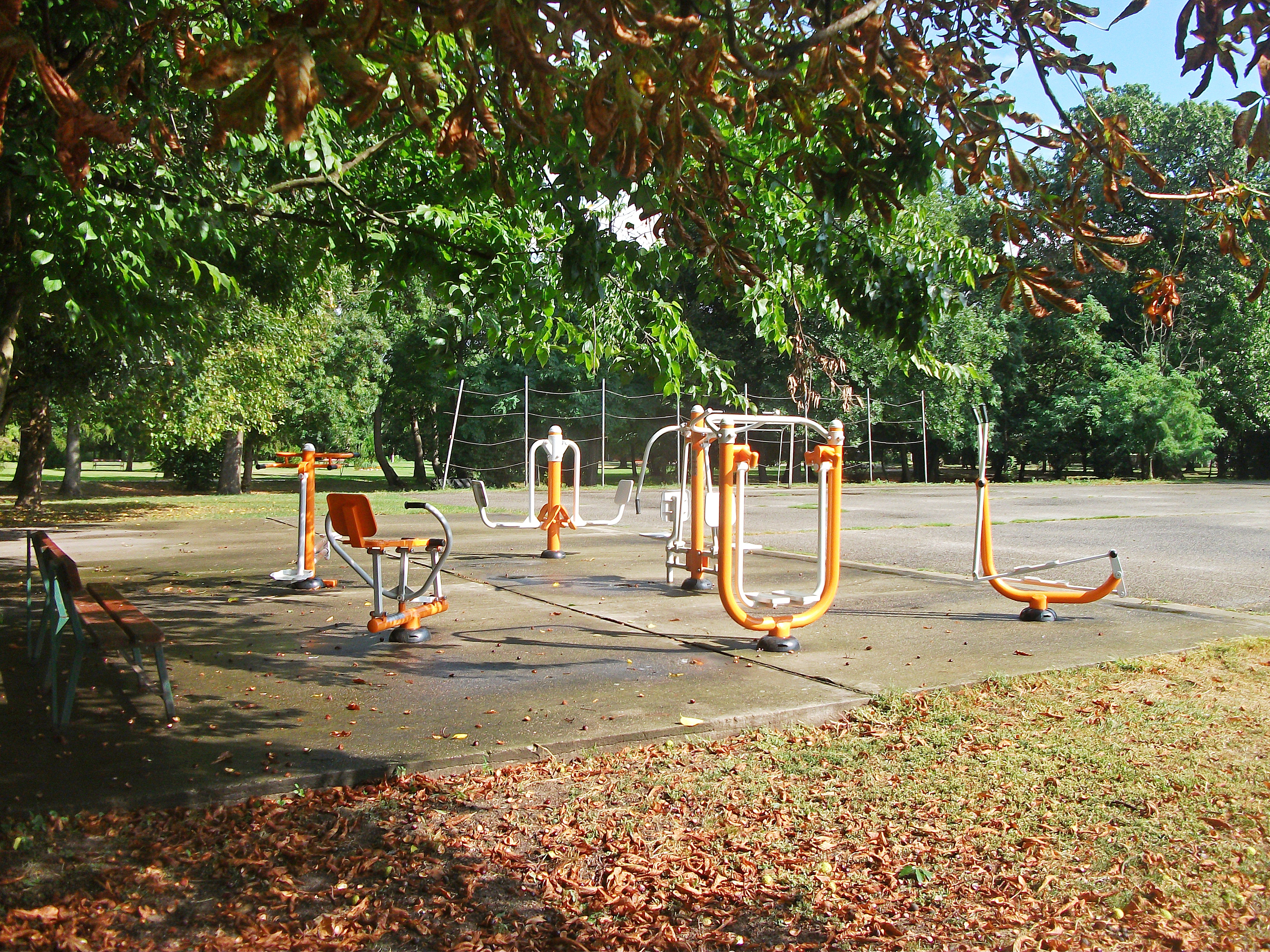
Kondipark a sportpályáknál

2013. december 1-jén Zichyújfaluban rendezték meg a HSMA által szervezett II. osztályú Erős Emberek Páros Országos Bajnokságot. 2014-ben a HSMA a Felföldi Játékok Országos Bajnokságát tartotta a faluban.
2015. október 20-án, a sportpályák mellett szabadtéri fitneszparkot létesítettek Zichyújfaluban, hat darab kondigép került kihelyezésre.

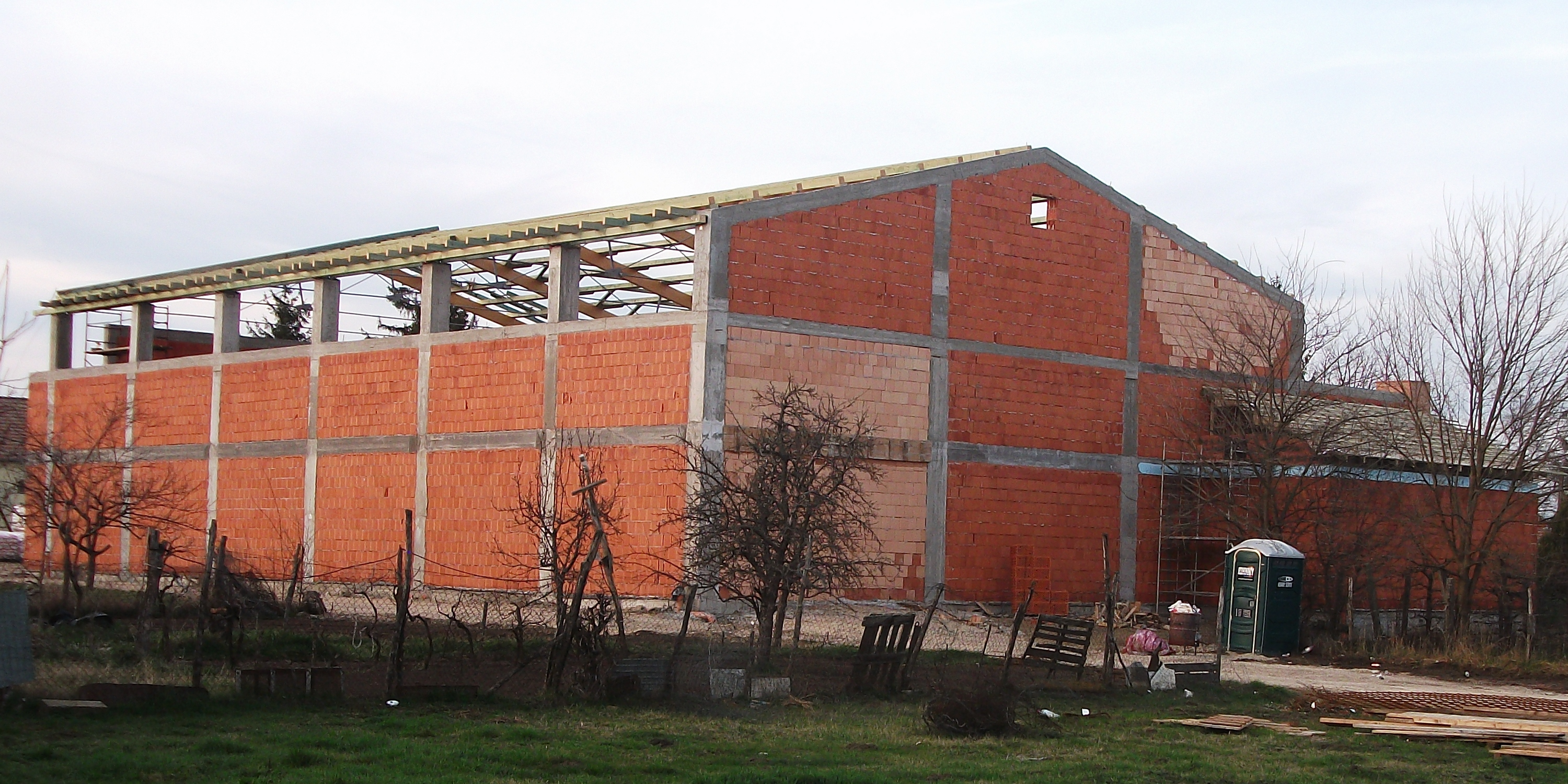
Az épülő Zichy Csarnok (2017)

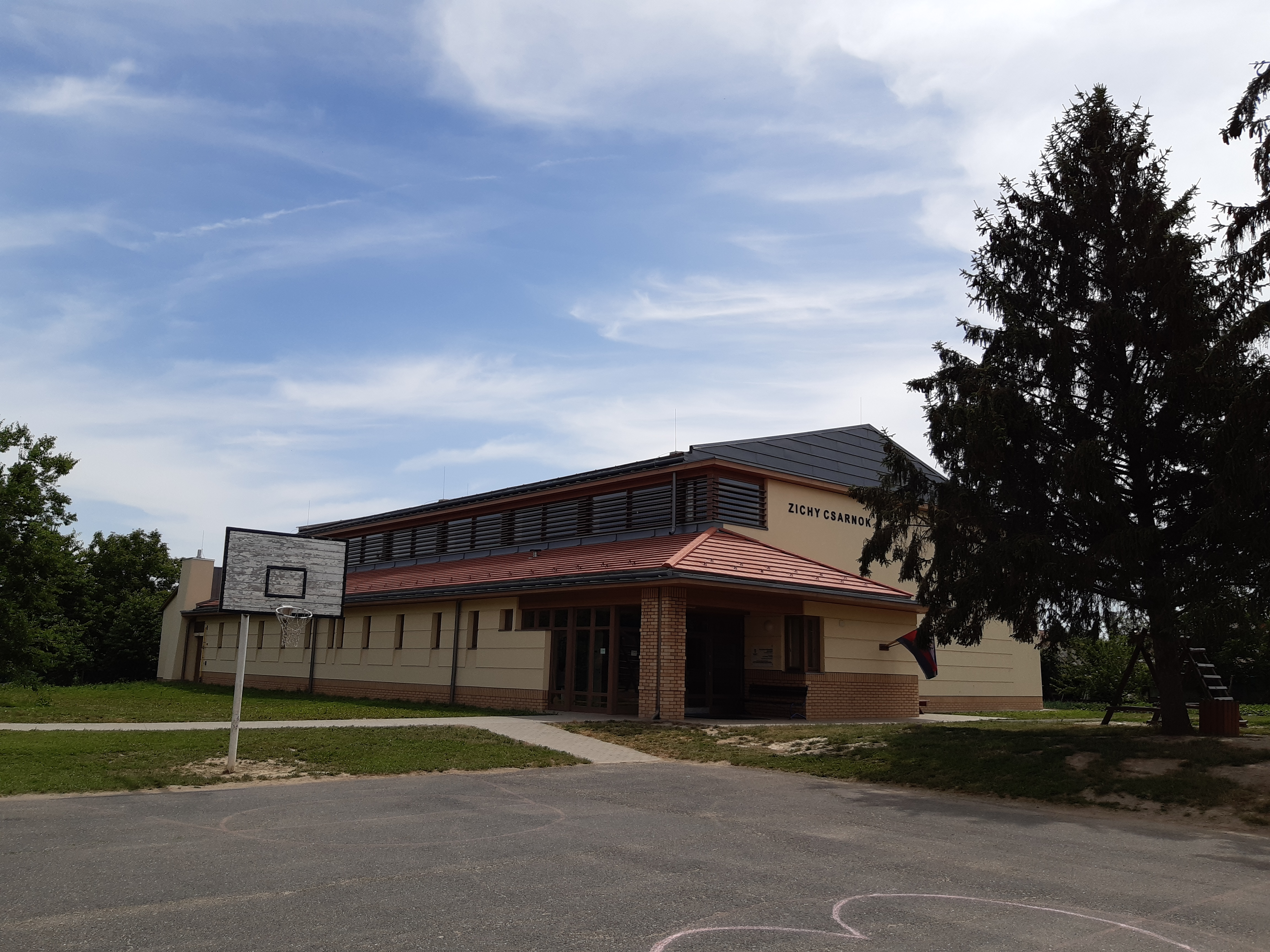
Az elkészült Zichy Csarnok (2019)

A településen „A” típusú, 18×30 méteres pályával rendelkező tornaterem épült a Nemzeti Köznevelési Infrastruktúra Fejlesztési Program keretében. 2015. október 16. és november 11. között lezajlott az „A” típusú tornaterem megépítésére kiírt közbeszerzési eljárás, amely közbeszerzésnek végül nem lett nyertes ajánlattevője. A Közbeszerzési Értesítőben 2016. szeptember 2-án megjelent „Zichyújfalu "A" típusú tornaterem építése, kivitelezése” nevű beszerzésen a „Polip 2001” Kft. vállalkozás lett a nyertes ajánlattevő. A tornaterem alapkövét 2016. október 13-án tették le. Az eseményen a község polgármestere mellett részt vett Tessely Zoltán országgyűlési képviselő és Boros Anita helyettes államtitkár is.
2017. szeptember 18-án átadásra került a „Zichy Csarnok” névre elkeresztelt tornaterem. A tornaterem átadóján részt vett és felszólalt Füzesiné Kolonics Ilona polgármester, Tessely Zoltán országgyűlési képviselő, Molnár Krisztián, a Fejér megyei közgyűlés elnöke és Szabó Tünde sportért felelős államtitkár. A Zichy Csarnokot Spányi Antal székesfehérvári megyés püspök és Karl Melinda református lelkész szentelte meg.
Ez a csarnok mindenek előtt az általános iskolát mentette meg az elsorvadástól, hiszen melyik szülőnek lenne szíve eztán elvonszolni más település iskolájába a gyermekét, ha helyben ilyen jók a nevelés feltételei? Ennek ellenére hiszem, hogy mégsem csak a település iskoláskorú gyermekeit fogja szolgálni ez az építmény, de hatással lesz a település egészére is. Nem csak a sport, de kultúra és a közösségépítés is itt kaphat helyet a jövőben, itt találhat otthonra.

## Oktatás

### Óvoda
Az óvoda épülete eredetileg nem óvodának épült, szolgálati lakásból lett kialakítva egykoron. Óvoda a településen 1975-től van, ami 1993 áprilisáig az agárdi óvoda tagóvodája, majd 1993 és 2007 szeptembere között önálló létesítmény volt. Egy 2007. augusztus 23-án létrejött megállapodás alapján Gárdony, Vereb, Kápolnásnyék és Zichyújfalu között a kötelező óvodai nevelési feladatok teljes körű ellátása érdekében a települések intézményei közös fenntartásba kerültek, ami Gárdonyi Óvoda Közoktatási Intézményi Társulás néven jött létre. A társulás óvodáinak 2009/2010-es évfolyamában bevezetésre került a TÁMOP-3.1.4-08/2 pályázat keretében a Kompetencia alapú oktatás, egyenlő hozzáférés nevelési programcsomag.
Az óvoda konyhája 2005 óta melegítőkonyhaként működik, ahova az ételt az iskolánál levő községi konyhából szállítják.

### Általános iskola

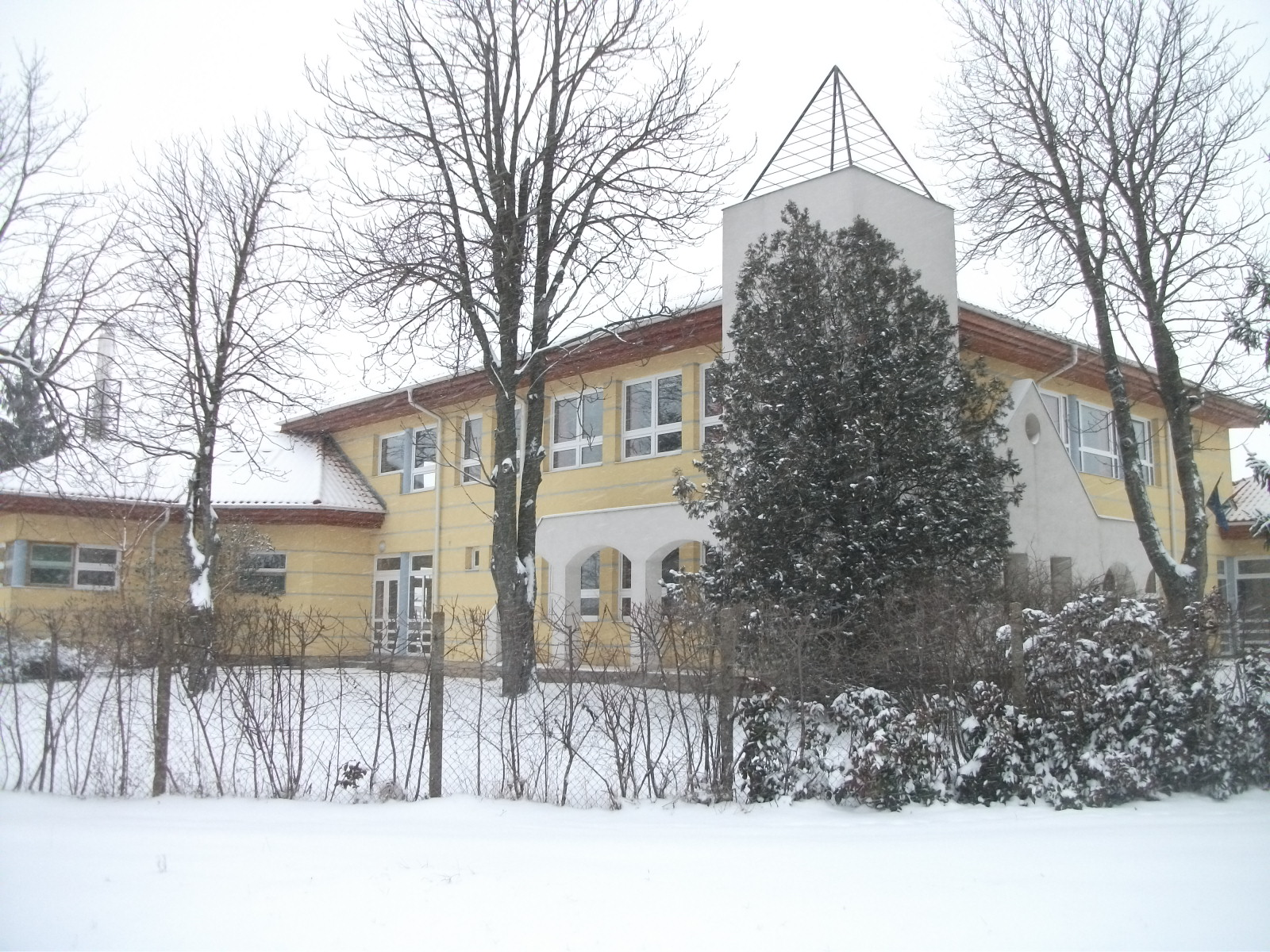
Az iskola újabbik tömbje művelődési házként is funkcionál

A község első iskoláját a 19. század elején alapították. A jelenleg is az iskola alsó tagozatának helyet adó épületet 1958-ban adták át. Az iskola 1992-től a 2018-as fenntartóváltásig Fekete István író nevét viselte.
Az általános iskola új épületszárnynak 1999-ben megkezdett építése 2000-ben forráshiány miatt félbeszakadt. Ekkor a projekt körülbelül 40%-on állt.
2003. szeptember 27-én adták át Zichyújfalu általános iskolájának új épületszárnyát, aminek a felépítési költsége 150 millió forint volt. Az átadón ott volt Szabados Tamás, az Oktatási Minisztérium politikai államtitkára.
A Kele nap nevezetű eseményt, ami az író nevét viselő iskolák országos találkozója, 2004-ben rendezték meg.
Az iskola 2005. január 3-án elnyerte a Környezetvédelmi Világnapon, az Oktatási Minisztérium és a Környezetvédelmi és Vízügyi Minisztérium Ökoiskola címét, és a székesfehérvári Rákóczi Ferenc Általános Iskolával közös ökoiskola kapcsolatot alakított ki.
2018 szeptembere óta az intézmény fenntartója a Magyarországi Református Egyház.

## Közélete

### Polgármesterei
- 1998. január 25.–október 18.: Moldicz Lászlóné (független)
- 1998–2002: Moldicz Lászlóné (független)[94]
- 2002–2006: Füzesiné Kolonics Ilona (független)[95]
- 2006–2010: Füzesiné Kolonics Ilona (független)[96]
- 2010–2014: Füzesiné Kolonics Ilona (független)[97]
- 2014–2019: Füzesiné Kolonics Ilona (független)[98]
- 2019-2024: Füzesiné Kolonics Ilona (független)[99]
- 2024-től: Füzesiné Kolonics Ilona (Fidesz–KDNP)[1]

### Önkormányzati választások

#### 1998-as választások

##### Január 25.
Zichyújfalu 1997. december 15-én vált önálló településsé Gárdony várostól. A polgármester- és képviselő-választást 1998. január 25-én tartották. A polgármesteri címért 5 fő, míg a képviselő-testületi pozíciókért 14 fő indult. A választáson a jogosultak 74%-a vett részt. A megválasztott polgármester Moldicz Lászlóné lett, illetve 7 fő képviselőt választottak.

##### Október 18.
Az 1998-as önkormányzati választáson a részvételi arány 68,07% volt. A 711 névjegyzékben szereplő választópolgárból 484 jelent meg szavazóként.
Az 1998-as önkormányzati választáson polgármesternek indult Hercigh István, Moldicz Lászlóné és Zsédely András György. Mindhárom polgármester-jelölt függetlenként indult a választáson. A polgármester-választást Moldicz Lászlóné nyerte, az érvényes szavazatok 55,21%-ával, 265 szavazattal. Zsédely András György az érvényes szavazatok 27,29%-ával, 131 érvényes szavazattal a második lett. Hercigh István a szavazatok 17,50%-ával, 84 érvényes szavazattal a harmadik legtöbb szavazatot kapta. A megválasztott képviselők száma 7 fő volt.

#### 2002-es választás
A 2002-es önkormányzati választáson a részvételi arány 72,39% volt. A 728 névjegyzékben szereplő választópolgárból 527 jelent meg szavazóként.
Az önkormányzati választáson polgármesternek indult Hercigh István, Füzesiné Kolonics Ilona, Moldicz Lászlóné és Zsédely András György. Mind a négy polgármester-jelölt függetlenként indult a választásokon. A 2002-es választásokon Füzesiné Kolonics Ilona a Fidesz által támogatott független polgármesterként indult.
A polgármester-választást Füzesiné Kolonics Ilona nyerte meg a szavazatok 37,90%-ával, 199 érvényes szavazattal. Hercigh István a szavazatok 31,81%-ával, 167 érvényes szavazattal a második lett. Zsédely András György a szavazatok 17,71%-ával, 93 érvényes szavazattal a harmadik lett. Moldicz Lászlóné a szavazatok 12,57%-ával, 66 szavazattal a negyedik lett. A megválasztott képviselők száma 7 fő volt.

#### 2006-os választás
A 2006-os önkormányzati választáson a részvételi arány 58,70% volt. A 787 névjegyzékben szereplő választópolgárból 462 jelent meg szavazóként.
Az önkormányzati választáson polgármesternek indult Hercigh István és Füzesiné Kolonics Ilona. Mindkét polgármester-jelölt függetlenként indult a választáson. A polgármester-választást Füzesiné Kolonics Ilona nyerte meg a szavazatok 83,04%-ával, 377 érvényes szavazattal. Hercigh István a szavazatok 16,96%-ával, 77 érvényes szavazattal a második lett.

#### 2010-es választás
A 2010-es önkormányzati választáson a részvételi arány 67,26% volt. A 788 névjegyzékben szereplő választópolgárból 530 jelent meg szavazóként.
Az önkormányzati választáson polgármesternek indult Füzesiné Kolonics Ilona, Karácsonyné Haiter Ilona és Vassné Zsolnai Margit. Mindhárom polgármester-jelölt függetlenként indul a polgármester-választáson. A polgármester-választást Füzesiné Kolonics Ilona nyerte meg a szavazatok 63,26%-ával, 334 érvényes szavazattal. Karácsonyné Haiter Ilona a érvényes szavazatok 27,08%-ával, 143 szavazattal a második lett. Vassné Zsolnai Margit a szavazatok 9,66%-ával, 51 érvényes szavazattal a harmadik lett. A megválasztott képviselők száma 4 fő volt.

#### 2014-es választás
A 2014-es önkormányzati választáson a részvételi arány 30,08% volt. A 778 névjegyzékben szereplő választópolgárból 234 jelent meg szavazóként.
Az önkormányzati választáson polgármesterként csak Füzesiné Kolonics Ilona (független) indult, és ő nyert a szavazatok 100%-ával, 229 érvényes szavazattal.
A megválasztott képviselők száma 4 fő volt: Bolla Tibor (független), Balogh Anikó (független), Lábadi Zoltán (független), Zámbó Jánosné (független).

### Torgyán József Zichyújfaluban
2000. november 24-én Torgyán József, Magyarország akkori földművelésügyi minisztere Zichyújfaluban járt, aki a településen tapasztaltakat összegezve úgy látta, nemcsak a kelet-magyarországi és az észak-magyarországi országrészek elmaradottak, hanem adott esetben a nyugathoz közelebb levő települések, s köztük mindenekelőtt a „nemzet megtartó erejét jelentő” kistelepülések is. Torgyán a település lakóinak átadta a kormány millenniumi emlékzászlaját.
Az, hogy a Zichyújfaluban élő gyerekek hihetetlenül nyomorúságos körülmények között, kifűthetetlen fabarakkban kénytelenek tanulni, az egész országra nézve szégyen.

### Zichyújfalui Községi Polgárőr Egyesület
1998. szeptember 10-én 22 taggal alakult meg a Zichyújfalui Községi Polgárőr Egyesület. Elnökének ekkor Németh Józsefet választották, aki 10 éven keresztül töltöttbe be a pozíciót. 2012-ben Zámbó Jánosnét, az akkori alpolgármestert választották az egyesület vezetőjévé.
A Mezőgazdasági és Vidékfejlesztési Hivatal 2015-ben kiírt pályázatán egy Škoda Yeti terepjárót nyertek a zichyújfalui polgárőrök. 2017-ben pályázati forrásból teljes téli gumi készletet szereztek a Škoda Yetihez. A Škoda Yeti megszerzése előtti időkben kerékpárokkal, illetve saját gépjárművekkel, majd egy leadott rendőrségi autóval látták el a polgárőri teendőket.
2017-ben Zámbó Jánosnét az Év Polgárőévé választották, 2020-ban pedig a Zichyújfalui Községi Polgárőr Egyesület kapta meg az Év Polgárőr Egyesülete címet, mindezt annak ellenére, hogy sem az egyesület feje, sem az egyesület nem fejt ki semmilyen értékelhető tevékenységet a településen azon kívül, hogy Mindenszentek napján ácsorognak a parkolónak nem nevezhető füves terület sarkán, az érkező megemlékezők között.

## Barákapuszta
Barákapuszta a falu központjától körülbelül 2,5 kilométerre fekvő település, Zichyújfalu községrésze. A kis település mellett halad el a 44-es vasútvonal, de megálló nem tartozik a majorsághoz. A pusztára vezető bekötőútra a 6212-es út és a vasútvonal kereszteződésénél lehet rákanyarodni.

## Gazdaság
A településen a vállalkozások száma a megyei, a regionális és az országos átlag alatt van. A pályakezdők aránya a munkanélküliek között eléri az országos átlagot.
A faluban a T-Paletta Bt., a Turi és Társa Bt., valamint a Cserepes-major Kft. a legnagyobb gazdasági szereplő. A községben három élelmiszerbolt, három vendéglátó egység és két fagylaltozó működik. A lakosság nagy része a településen kívül (Székesfehérvárott vagy a Velencei-tó környékén) dolgozik. A településen a három nagyvállalaton kívül munkalehetőséget jelentenek még a polgármesteri hivatal, az óvoda, az iskola, a kereskedelmi és vendéglátó egységek, valamint a vasútállomás is.

### Mezőgazdaság
A település mezőgazdasága kiterjedt, a legfontosabb ág a növénytermesztés. A településen működik az egykori Agárdi Állami Gazdaság földjeinek egy részén gazdálkodó Cserepes-major Kft., továbbá üzemeltetnek itt telephelyet egyéb agrárvállalatok is.

#### 2015–2016-os földárverések
A Földet a gazdáknak! program keretében 2015. november 23-tól értékesítésre kerültek a magyar állam tulajdonába, a Nemzeti Földalapkezelő Szervezet vagyoni körébe tartozó, 3 hektár feletti, kijelölt földterületek. 2015-ben december 17-ig voltak földárverések. 2015-ben hat darab, 3 hektárnál nagyobb zichyújfalui földterületnek volt árverése. A Földet a gazdáknak! program 2016. március 1-től folytatódott, ahol egy darab, 3 hektárnál nagyobb zichyújfalui földterületnek volt az árverése, március 3-án. A „Földet a gazdáknak!” program kiemelt célja, hogy a helyben lakó magyar földművesek juthassanak földhöz, a föld azé legyen, aki megműveli.
| Árverés-azonosító    | Árverés időpontja  | Helyrajzi szám | Terület (hektár) | Eredmény      | Nyertes ajánlat (forint) | Nyertes ajánlattevő neve | Nyertes ajánlattevő lakcíme                  | Forrás          |
| -------------------- | ------------------ | -------------- | ---------------- | ------------- | ------------------------ | ------------------------ | -------------------------------------------- | --------------- |
| Zichyújfalu0140      | 2015. november 27. | 0140           | 98,71            | Eredménytelen | –                        | –                        | –                                            | [ 115 ] [ 116 ] |
| Zichyújfalu0130      | 2015. december 8.  | 0130           | 31,3769          | Eredményes    | 47 300 000               | Varvasovszki László      | 2483 Gárdony, Madarász Viktor utca 6.        | [ 117 ] [ 118 ] |
| Zichyújfalu0112/4    | 2015. december 16. | 0112/4         | 203,6380         | Eredményes    | 346 650 000              | Csikós Péterné           | 1112 Budapest, Bodajk utca 15.               | [ 119 ] [ 120 ] |
| Zichyújfalu0114      | 2015. december 16. | 0114           | 237,8770         | Eredményes    | 328 000 000              | Eppel Dániel Soma        | 1140 Budapest, Lovász u. 10.                 | [ 119 ] [ 120 ] |
| Zichyújfalu0119/1    | 2015. december 16. | 0119/1         | 109,3600         | Eredményes    | 192 350 000              | Pató János               | 8220 Balatonalmádi, Dózsa György utca 7.     | [ 119 ] [ 120 ] |
| Zichyújfalu0143/5    | 2015. december 17. | 0143/5         | 10,5451          | Eredményes    | 2 250 000                | Halász Anita             | 2840 Oroszlány, Népekbarátsága utca 33.10/1. | [ 121 ] [ 122 ] |
| 2016-Zichyújfalu0140 | 2016. március 3.   | 0140           | 98,7100          | Eredményes    | 160 600 000              | Tamási László            | 1038 Budapest, Rókahegyi út 38               | [ 123 ] [ 124 ] |

### Ipar

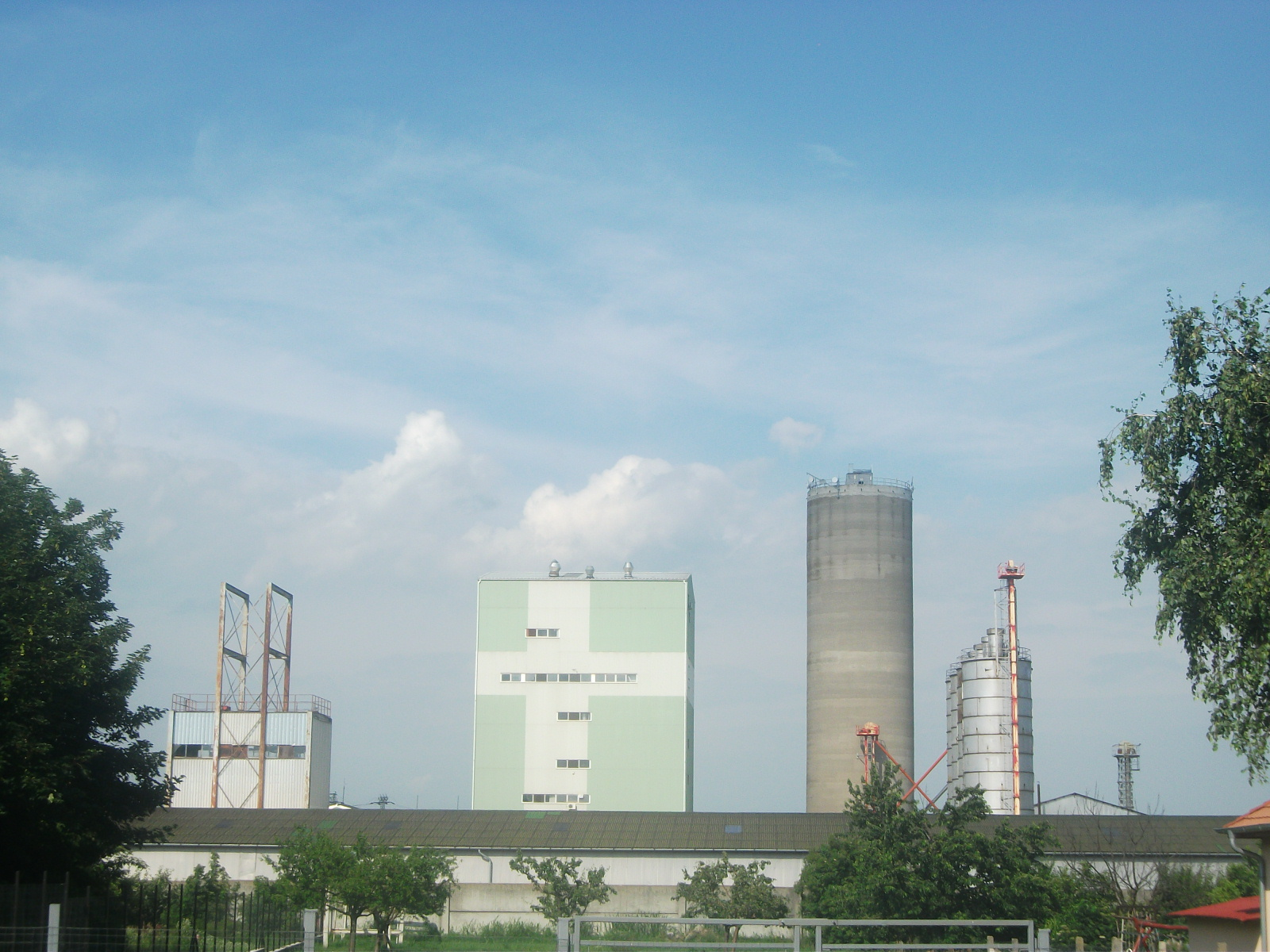
A falu közepén álló hatalmas iparterület

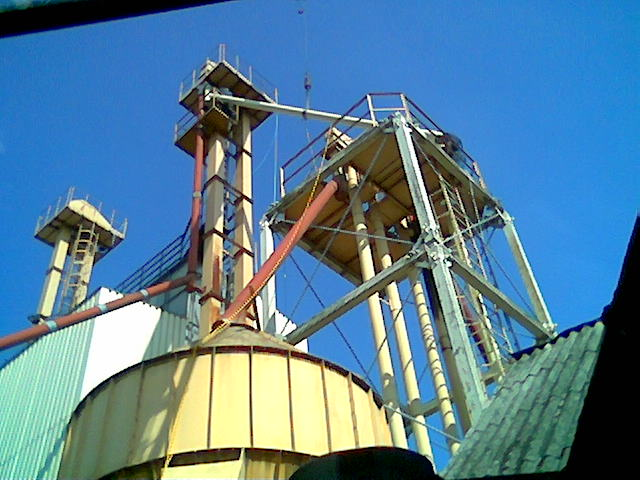
A terményszárító szállító és elosztó elemei az egykori takarmánygyárban

Az első takarmánygyártó épület Zichyújfaluban 1963-ban épült fel. 1968-ban alakult meg a mai cégnek a jogelődje, az Agrokomplex. 1969-ben az amerikai Central Soya Company vállalattal felvették a kapcsolatot, és egyre széleskörűbb együttműködés bontakozott ki a két cég között. 1977-ben a komplex premixekre alapozott tápgyártás vette kezdetét a faluban, majd megépült az új komplex premixüzem 1987-ben. 1995-ben átadásra került az új tápüzem, amely Európa második legkorszerűbb üzeme volt. A gyár termelésének visszaesése a falu önállósodása után következett be, különösen az Európai Unióhoz való csatlakozást követően, a magyar mezőgazdaság hanyatlásával párhuzamosan. A vállalat 2008. december 31-én tápüzemét bezárta és csak premixek gyártásával próbált a piacon helytállni.
Az Agrokomplex gyár sokáig Zichyújfalu legnagyobb munkaadója és adófizetője volt. Az 1980-as évek második felében és az 1990-es évek első felében a gyár dolgozóinak száma meghaladta a 425 főt.
A zichyújfalui takarmánygyár a rendszerváltást követően számos tulajdonosváltáson esett át.
2011 novemberében az amerikai Cargill felvásárolta a rotterdami székhelyű Provimit, így a zichyújfalui takarmánygyár is a Cargill tulajdonába került.
2012. július első hetében a falu határában betakarítási bemutatót tartott a KITE Zrt. A gépbemutatót a cég vezetői a 2011-es sárbogárdi bemutató folytatásának szánták. A program célja a hatékony betakarítás mint komplex feladat bemutatása volt. A bemutatón a John Deere traktorok legújabb fejlesztései is bemutatásra kerültek.
2013. január 10-én a Cargill bejelentette, hogy március 29-ével bezárja a premix állati takarmánygyárát Zichyújfaluban. Ezáltal a község legnagyobb adófizetőjét és munkáltatóját veszítette el. A zichyújfalui üzem termelését a Cargill karcagi integrált állati takarmányozási üzeme veszi át. A bezárás a Zichyújfalu területén dolgozó 68 személy közül 50 főt érint. A település az iparterület bezárásával nehéz helyzetbe került, az önkormányzat évi 20 millió forint iparűzési adótól esik el. Mivel Zichyújfalu 2012 végén utolsó hitelét is visszafizette, így kimaradt az önkormányzati adósságkonszolidációból.
A zichyújfalui üzemet 2014-ben vásárolta fel az iváncsai székhelyű faipari vállalkozás, a T-Paletta Bt. A T-Paletta Bt. megbízásával egy bontóvállalkozás bontja az ipari ingatlanegyüttes fémalapú épületeit. 2015. június 4-én Európai Uniós támogatást (Széchenyi 2020 program) nyert a T-Paletta Bt. a faipari gyártó és megmunkáló géppark korszerűsítésére, új berendezések beszerzésére a termelési hatékonyság növelése érdekében (projekt település: Zichyújfalu). Az elnyert támogatás 46 089 439 forint, a támogatás aránya 50%. (A T-Paletta Bt. ügyvezetője Turi Péter Tamás.) A cég székhelye azóta Zichyújfaluba került át.

## Egészségügy

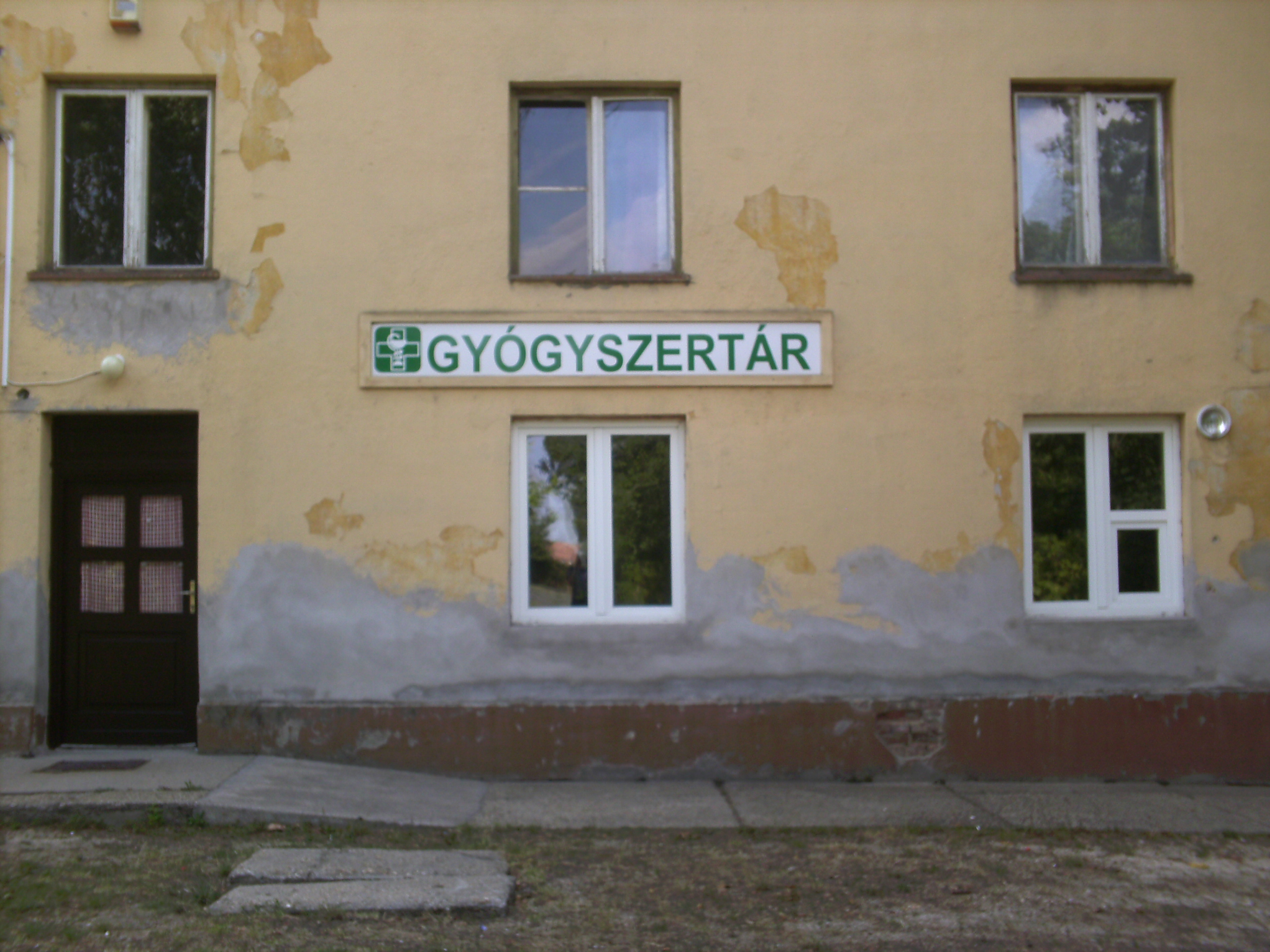
A falu gyógyszertára a kastélyban, a régi orvosi rendelő helyén kapott helyet. Alig néhány hónapos működés után a azonban bezárt

Zichyújfalu jelenlegi orvosi rendelőjét 2008. január 25-én adták át, ami a postahivatal melletti épületrészben kapott helyet. A rendelőt pályázati pénzekből valósították meg. Az új orvosi rendelő kialakítása előtt az orvosi ügyelet a Zichy család egykori kastélyában kapott helyet. A falu 2009. december 1-jétől fiókgyógyszertárral is rendelkezett, amit az orvosi rendelő helyén, a kastélyban alakított ki a gárdonyi Balzsam Patika, az önkormányzat közreműködésével. A fiókgyógyszertár megnyitása előtt a falu lakosságának más településre kellett utaznia, ha gyógyszerét ki akarta váltatni. A gyógyszertár a gárdonyi patika csődje miatt nem sokkal később bezárt, a helyiséget pedig azóta szinte teljesen szétverték a kastélyon végzett állagmegóvási munkálatok során.
A településen a gyermekek orvosi ellátását heti két alkalommal látja el gyermekorvos, ugyanígy a felnőttek számára is kétszer rendel felnőttorvos. A településen fogorvosi rendelő nincs, a betegeket a gárdonyi fogorvosi rendelő látja el.
A gárdonyi orvosi ügyelet – ahova Zichyújfalu is tartozik – 2016. augusztus 31-én beolvadt a velencei orvosi ügyeletbe. 2016. szeptember 1-jétől december 31-ig próbaüzemként csatlakozott a gárdonyi orvosi ügyelet a velencei orvosi ügyelethez, tesztelték és vizsgálták az új rendszert. A gárdonyi orvosi ügyelet beolvadása ellen aláírásgyűjtésbe kezdtek civilek, aminek végül nem lett következménye.

## Közlekedés

### Vasút

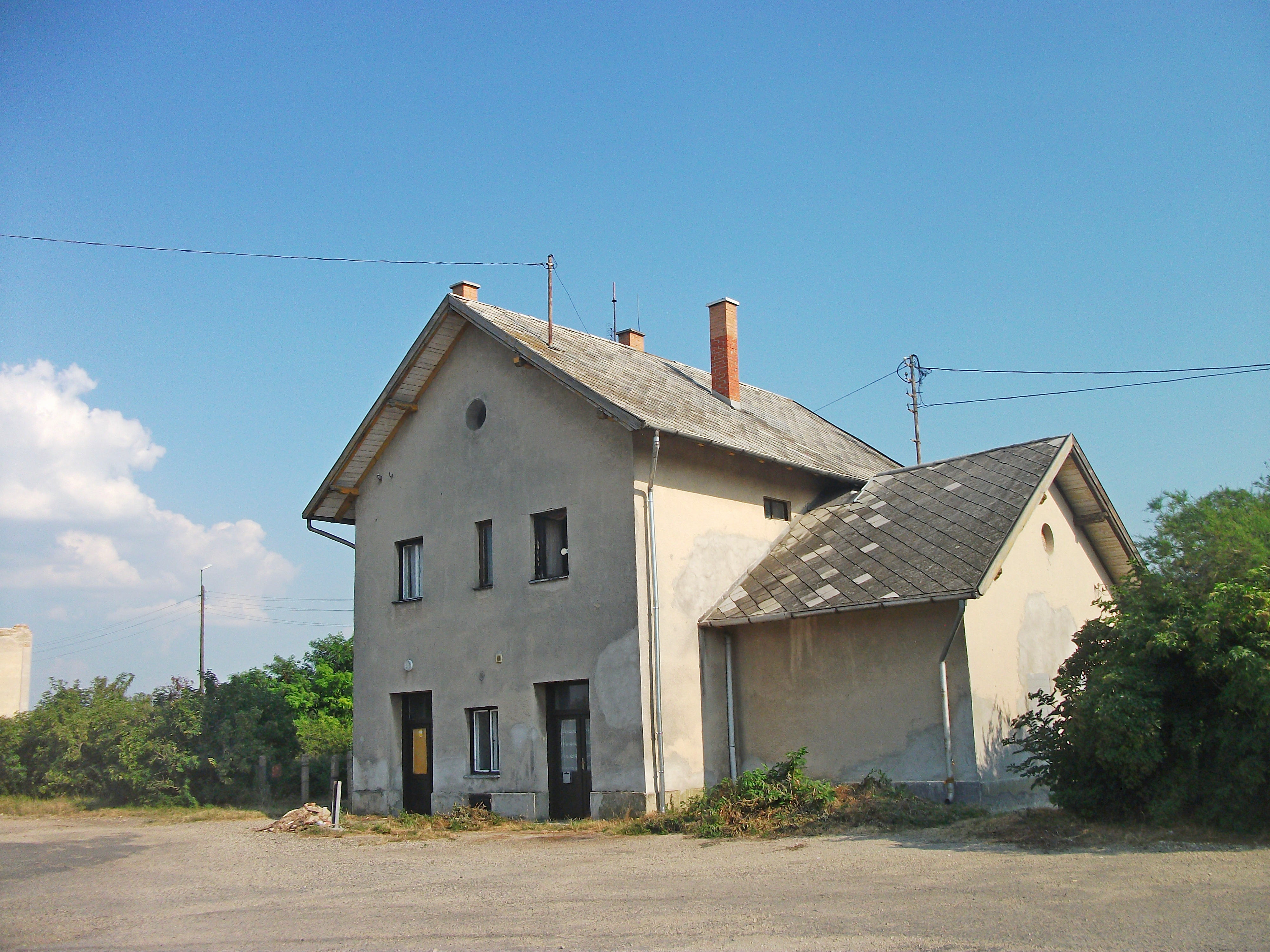
Zichyújfalu vasútállomásának felvételi épülete a Vasút utcából nézve

Zichyújfalu fő tömegközlekedési eszköze a vonat. A falut 44-es számú Pusztaszabolcs–Székesfehérvár-vasútvonal érinti, amely transzeurópai fővonalként és másodfokú személyszállítási fővonalként viszonylag jó közlekedési viszonyokat biztosít főleg Székesfehérvár felé, valamint 3–10 perces pusztaszabolcsi átszállással elérhető a főváros és jól megközelíthető a megyei jogú nagyváros Dunaújváros is.
A vonalat 1896-ban nyitotta meg a Fejér és Tolna vármegyei HÉV. A falu birtokosa, gróf Zichy Nepomuk János részvényesként vett részt a beruházásban. A vonal teljes hossza 30 km. Székesfehérvár 22, Pusztaszabolcs pedig 8 km-re van a falutól vasúton. Zichyújfalu állomás a legforgalmasabb közbenső megálló a vonalon. A vasútvonalat a Budapest–Murakeresztúr-vasútvonal felújításához kapcsolódóan 2009-ben teljeskörűen felújították, azonban a tervezett villamosítás nem valósult meg, illetve nincs napirenden. A pályasebességet a korábbi 40-ről 100 km/h-ra emelték.
A falu lakosságának (középiskolások, dolgozók) jó része vonattal jár be a környező településekre (ritkábban Pusztaszabolcsra és Seregélyesre, leginkább Székesfehérvárra).

### Közút

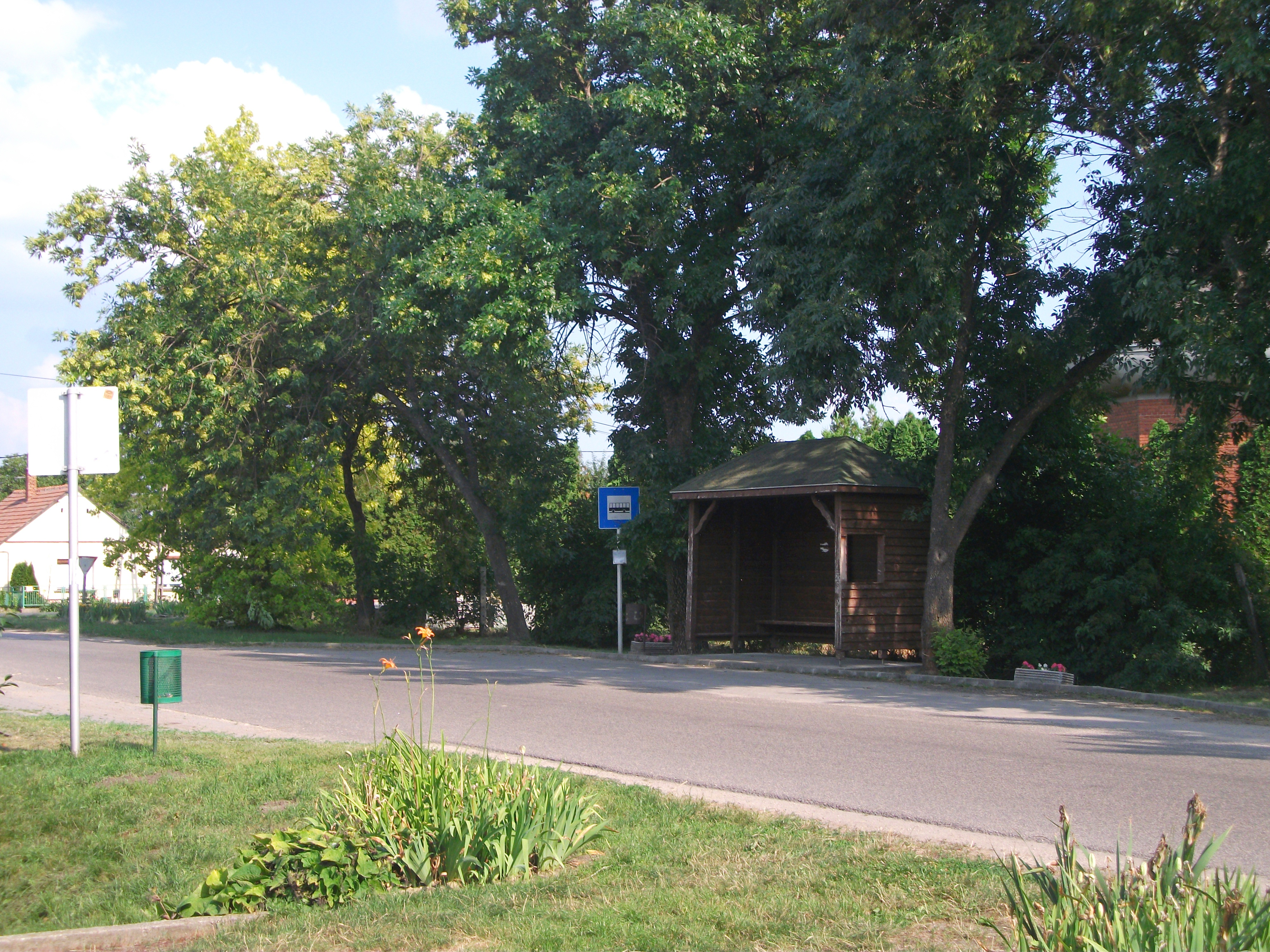
A Zichyújfalu, templom autóbusz-megálló a Szent Imre-templomnál

A falut a 6212-es út kapcsolja be az országos közúthálózatba.
Zichyújfalu autóbusz-közlekedéséről a Volánbusz gondoskodik. Az autóbuszjáratok a falut Csiribpusztával, Agárddal, Gárdonnyal, Velencével, Dinnyéssel és Székesfehérvárral kötik össze. A Volánbusz buszmenetrendjében három Zichyújfalut érintő buszviszonylat szerepel: a 8152-es Velence–Gárdony–Zichyújfalu-, a 8029-es Székesfehérvár–Dinnyés–Agárd–Zichyújfalu- és a 8157-es Velence–Gárdony–Szabadegyháza–Gárdony–Velence-vonalak. A buszközlekedést ezeken a viszonylatokon a Volánbusz általában Credo EC 11 vagy Ikarus C56 típusú autóbuszokkal oldja meg. A helyközi autóbuszjáratokon kívül több szerződéses járat is közlekedik, ilyenek például a székesfehérvári Videoton Holding Zrt., a Mondelez Hungária Kft. (Győri Keksz) és a Denso Kft. buszai.

## Látnivalók

### Zichy-nagykastély

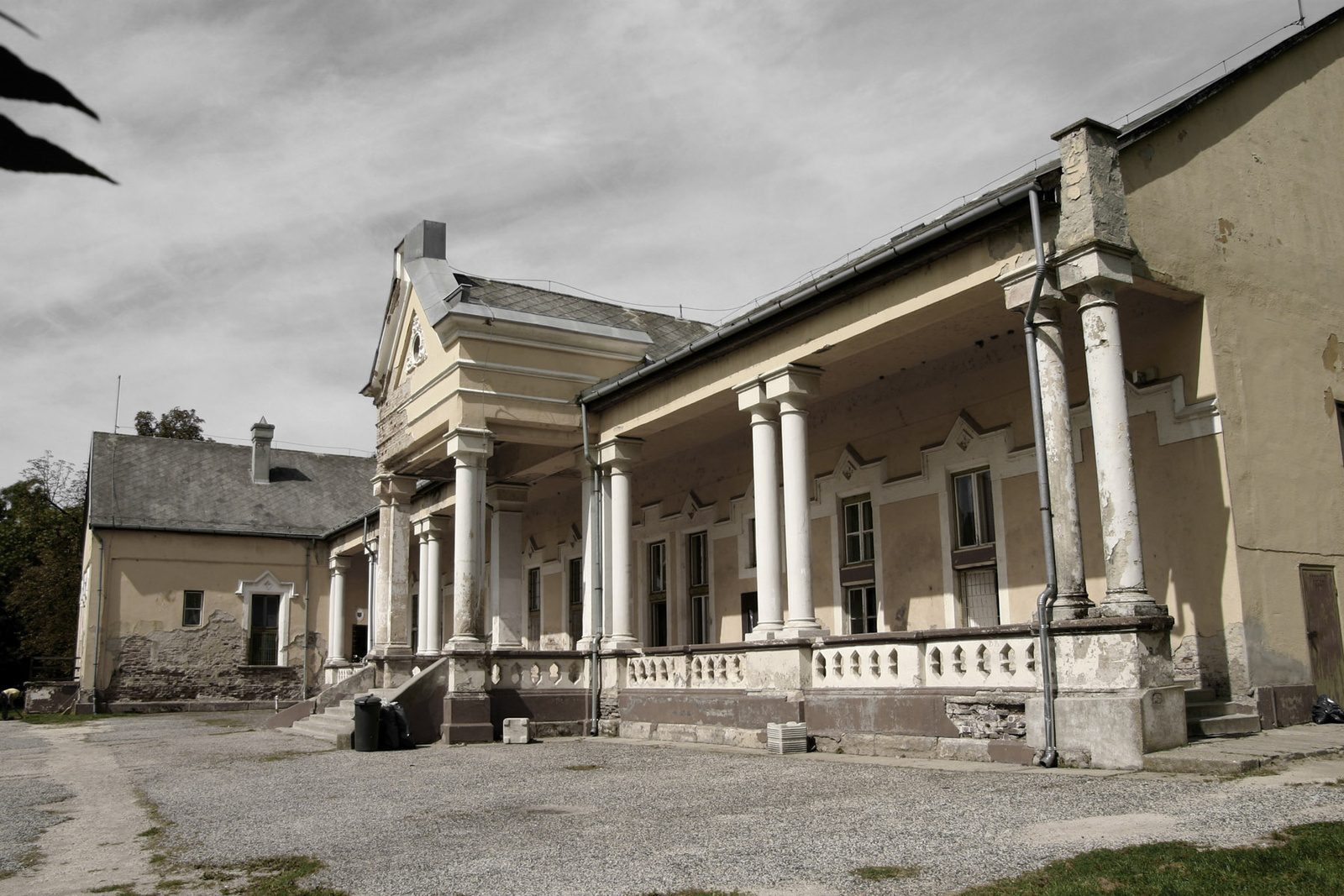
A Zichy-kastély főhomlokzata

A Zichy család 1784-ben emeltette kúriáját Zichyújfaluban. Ez volt az úgynevezett kiskastély, amely a nagykastély megépítése után az intéző lakása lett. A nagykastélyt Zichy Nepomuk János építtette 1900 előtt romantikus stílusban. 28 hektáros park övezi. Főhomlokzata előtt 14 dupla oszlopon nyugvó veranda fut végig, közepén két oszlopon nyugvó, csúcsosodó rész lép ki.
A grófi kastélyban korábban üzemi konyha, klubszoba, mozi, kultúrház – helyi színjátszó körrel – működött. Az épületben jelenleg csak a polgármesteri hivatal, sportöltözők és a mazsorettcsoport tükörterme található.

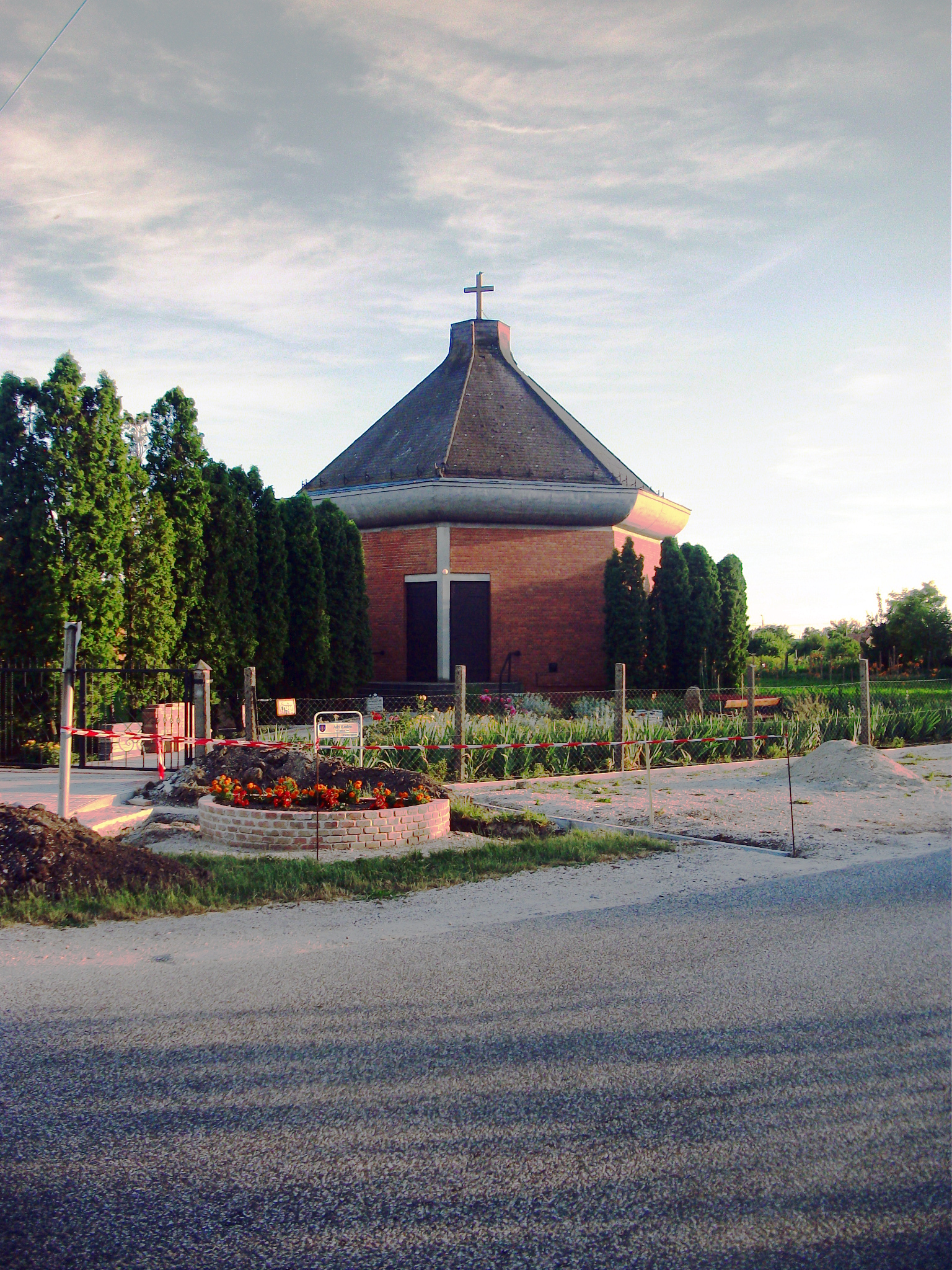
Szent Imre-templom

A rossz állapotú épületet körülvevő Kastélykertnek nevezett településrészt egy ápolt közpark, egy nagy területű, szemetes, elhanyagolt parkerdő és több száz éves védett fák jellemzik.

### Szent Imre-templom és kertje
A római katolikus templom modern stílusú, az 1980-as évek elejére készült el. Védőszentje Szent Imre herceg. Az épületet Rékasi György székesfehérvári építész tervezte, a felszentelését pedig Szakos Gyula székesfehérvári megyés püspök végezte el 1983. november 5-én.
A templomban a védőszent szobra mellett egy nagy feszületet, orgonakarzatot orgonával és gyóntatófülkét is találunk. Két harangja van. A nagyharang 155, a kisharang 49 kilogramm tömegű.
A templom előtt tuják sorakoznak. Itt található az 1848-as emlékkő, amit minden év március 15-én az általános iskola a községi szervezetek közreműködésével fáklyás felvonulás után megkoszorúz. A kőtömb, melyen az emléktábla olvasható, a pákozdi csata helyszínéről származik. A templomkert 2013-ban megújult.

### Az egykori Fogyasztási és Értékesítő Szövetkezet épülete

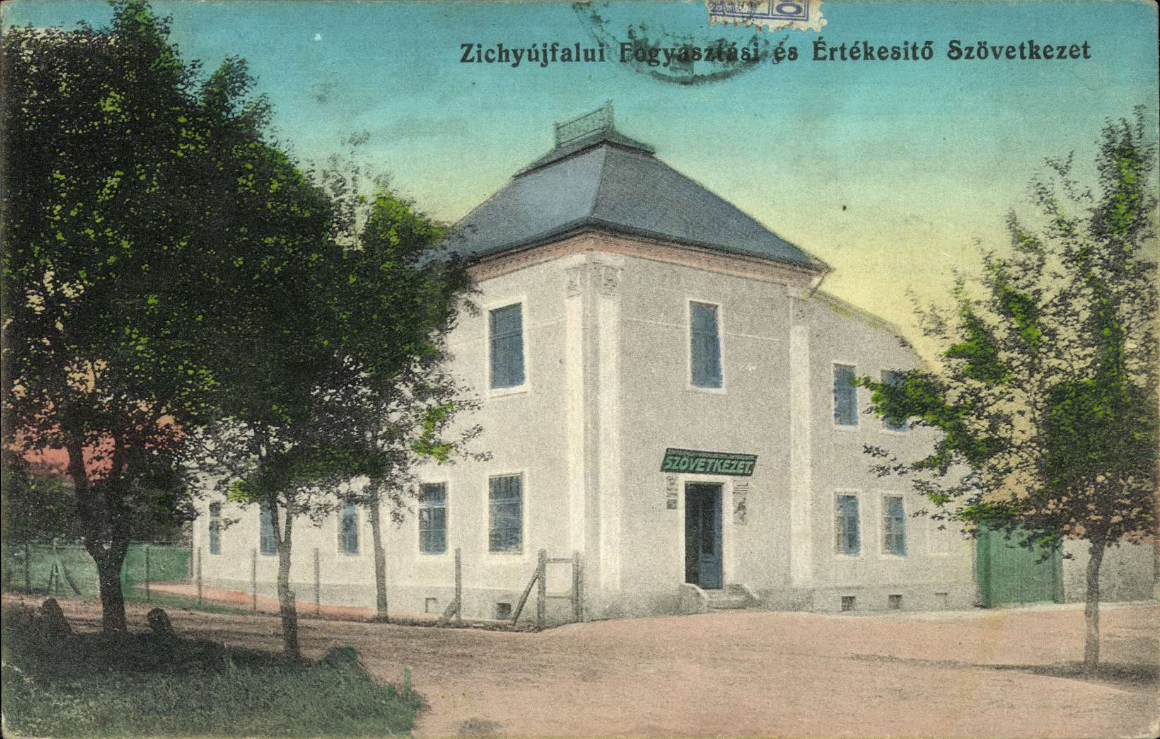
A Fogyasztási és Értékesítő Szövetkezet épülete 1920 körül

A Zichyújfalui Fogyasztási és Értékesítő Szövetkezet épülete a Vasút utca és a Dózsa György utca sarkán található. Építése a 20. század elején történt. Két szárnyból áll, egyik szárnya földszintes, a másik emeletes. Mindkét szárny homlokzatának felső élén fűrészfog-díszítés fut végig, a sarkokon pilaszterek, azokon stilizált, bajszos férfiarcmások láthatók. Az ablakokat egyszerű keret veszi körül. Ma lakóház. Az emeletes rész színezése az eredeti színvilágot tükrözi. Az épületegyüttes helyi védettséget élvez.

### Kos-szobor

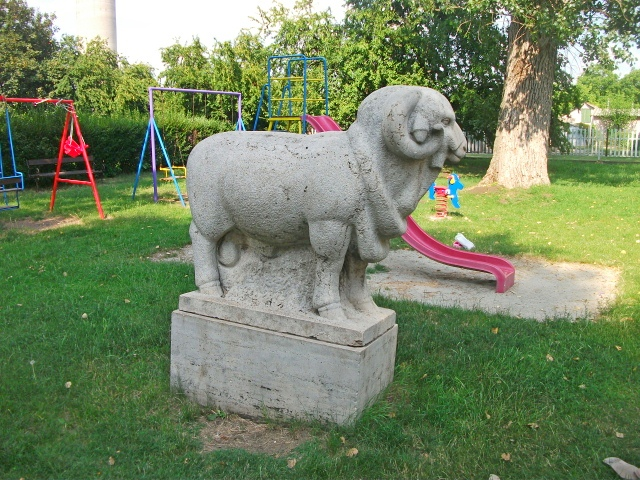
Garami László Kos-szobra

A falu központjában, az orvosi rendelő és a posta közelében, a főtéren, a játszótéren található Garami László hímivarú juhot ábrázoló alkotása.
A szobrot a háborúkban megsérült Zichy-kastély szárnyrészének a maradványaiból faragta ki a művész. A szobor 1966-ban lett felállítva, anyaga mészkő. Eredetileg az agárdi Nádasdy-kastély előtt állt az alkotás, nem sokkal felállítása után azonban jelenlegi helyére szállították.

### Zichy János fája
A hagyomány szerint ezt a fát Zichy Nepomuk János maga ültette el. A monda szinte biztos, hogy egy tévedésen alapul, mivel az óriási hársfa legalább 350 esztendős lehet. Elképzelhető, hogy Zichy János valamelyik felmenője kötődik a fához, de erre nincsenek bizonyítékok. Egy biztos, ha az agárdi Gárdonyi Géza utcában (6212-es út) található több száz éves tölgy utolsó ágai is elhalnak, a János-fa jó eséllyel pályázhat a tókörnyék legöregebb fája jelképes címre.

### Lenkey-kopjafa

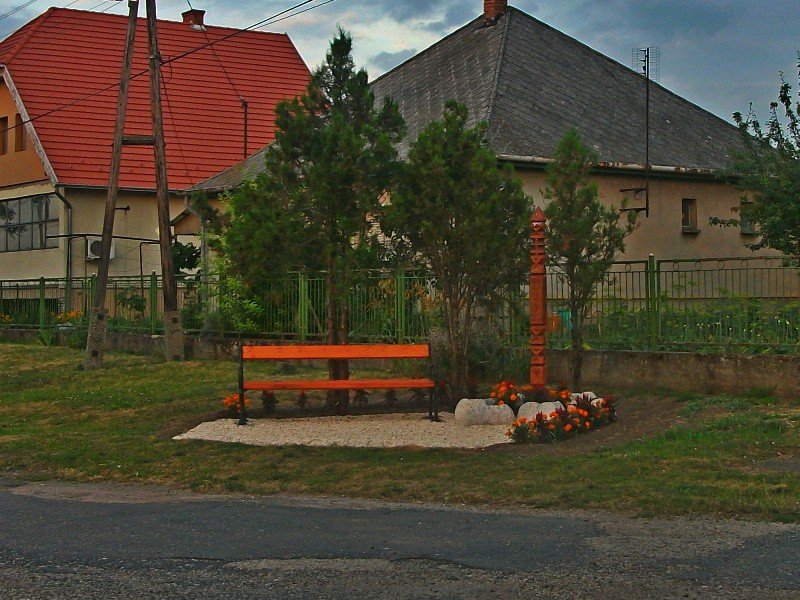
Lenkey-kopjafa

Az 1848–49-es forradalom és szabadságharc 150 éves évfordulója alkalmából Lenkey János honvédtábornok tiszteletére állították fel ezt a kopjafát az Ady Endre utca és a Lenkey utca kereszteződésénél. A kopjafát a Zichyújfaluért Díj birtokosa, Rujsz Ferenc helyi születésű fafaragó készítette 1999-ben. Minden év október 6-án koszorúzással emlékeznek a kopjafánál a szabadságharc áldozataira, kiemelten pedig az aradi vértanúkra.
A kopjafán hibásan szerepel az utcának is neved adó tábornok neve: nevét nem y-nal, hanem i-vel, „Lenkei” formában faragta ki a készítője.

### Temető

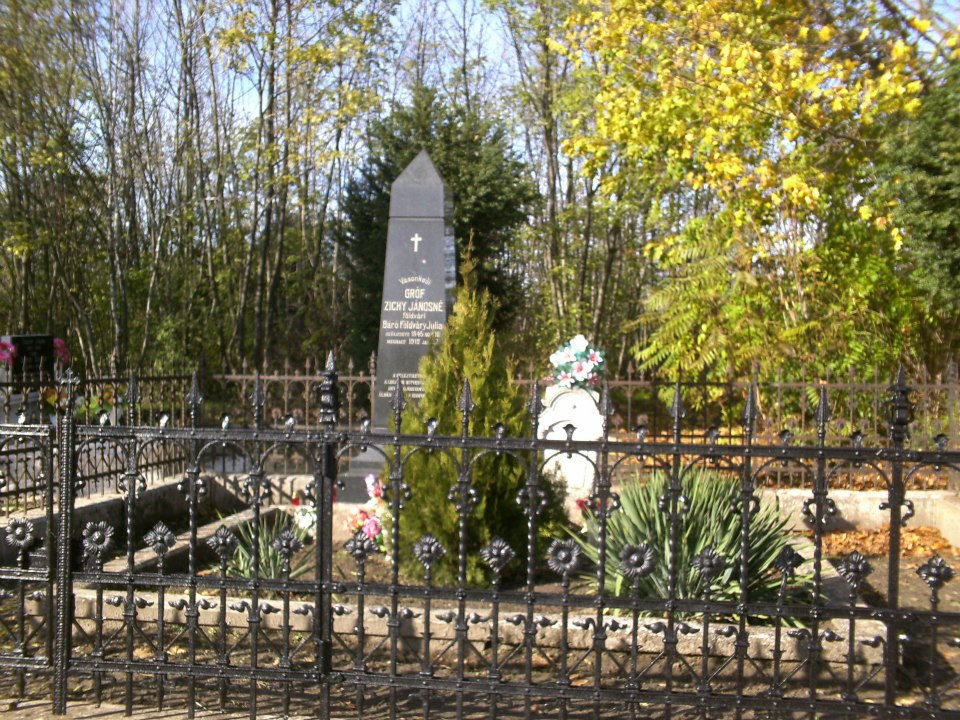
A Zichyek sírja

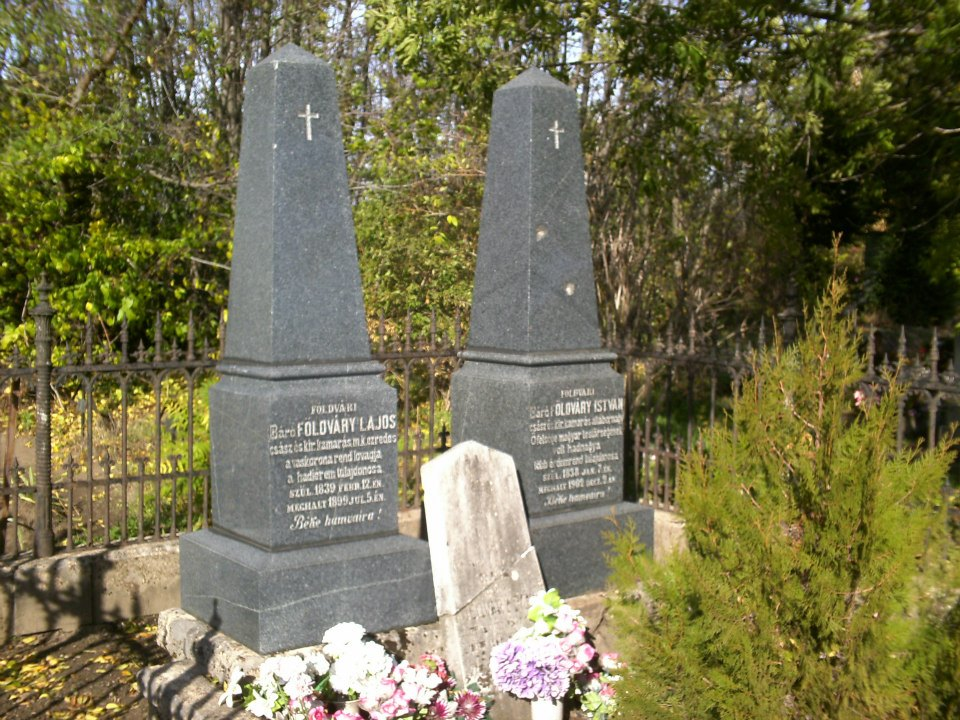
A Földváryak sírja

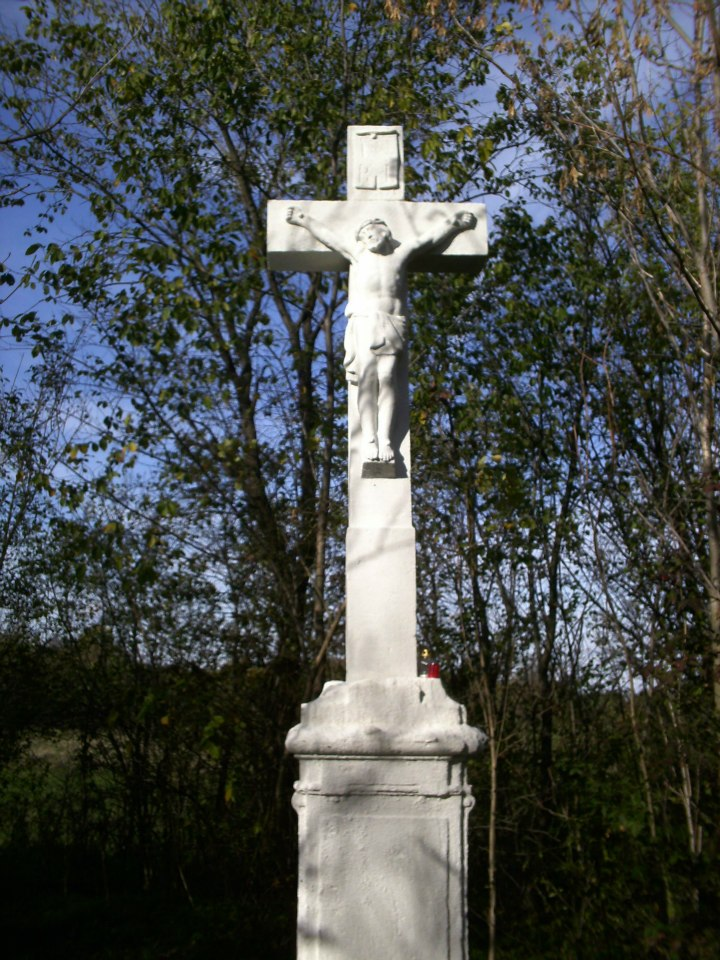
A 19. századi feszület

Zichyújfalu temetője a településtől északnyugatra, a 6212-es út mellett található. Használaton kívüli részében több száz éves sírhelyek vannak épségben. A legrégebbi, még felismerhető feliratú sír 1679-ből származik, a második legrégebbi kivehető sírkő pedig egy kislányé, aki 1702-ben hunyt el négyévesen.
A zichyújfalui temetőben azért maradhattak meg a rég elhanyagolt sírhelyek, mert a település utolsó birtokosa, gróf Zichy Kázmér rendelkezése alapján nem kell a sírhelyeket megváltani, így a helyiek a mai napig szabadon temetkezhetnek itt.
A 2000-es évek elején a hullaház mellé modern stílusú ravatalozót építettek, mellette kolombáriumokat helyeztek el.
Nemesi sírhelyek
Több – a települést egykor birtokló – grófot temettek el a falu temetőjében. A bejárathoz közelebb eső látványos sírhely egy kovácsoltvas kerítéssel körülvett, mintegy 35 négyzetméternyi terület, melyen egy óriási, fekete színű márványobeliszk és egy szerény fehérmárvány sírkő földalatti sírkamrát jelöl. Itt Zichy Jánosné (született Földváry Júlia Gizella, 1845–1912), Zichy János (1834–1916) és fiuk, Zichy Kázmér (1868–1955) nyugszik.
A bejárattól messzebb levő kovácsoltvas kerítéssel körülölelt, két fekete márványobeliszk és egy, az obeliszkeknek támasztott, trapéz alakú fehérmárvány kő által jelölt, körülbelül 20 négyzetméter alapterületű sírban a báró Földváry családból Zichy Jánosné közeli rokonságába tartozók közül három személy nyugszik. Név szerint Földváry Lajos császári és királyi kamarás m. k. ezredest (1829–1899), Földváry István királyi kamarás altábornagyot (1838–1902) és Földváry Paulát (1851–1910) temették el itt.
Feszület
A temető érdekessége még az 1800-as évekből származó feszület, melyet a Zichyújfalut 1861 és 1916 között birtokló Zichy Nepomuk János az uradalom kőfaragómesterével, Pénzes Józseffel készíttetett. A feszülethez kapcsolódik egy helyi legenda, miszerint a kőfaragó dédunokáját, Pénzes Évát (1931–1945) a térségben hónapokig zajló második világháború idején a falut megszálló német katonák a temetőben, több helybélivel együtt golyólövéssel kivégezték (elképzelhető, hogy zsidó származásúnak vélték). A legenda szerint a fiatal lány Zichy Kázmér fiának, az akkor 28 esztendős Zichy Mihálynak volt a szeretője. Pénzes Éva pár évvel korábban elhunyt apja mellett nyugszik a feszülettől néhány lépésre. Neve sokáig olvasható volt a feszület hátoldalán; a vésett felirat azonban egy felújítás alkalmával eltűnt néhány évvel ezelőtt.

### Egyéb látnivalók
- Fekete István domborművű képmása a falu iskolájában, amely korábban az ő nevét viselte.
- Az 1956-os forradalom emlékműve a Kosztolányi Dezső utca, a Dózsa György utca és a 6212-es út által határolt területen, a vízmű szomszédságában. Az emlékművet 2016-ban avatták, és Boga András katolikus kántor szentelte föl.

### Kapcsolódó látnivalók
- A székesfehérvári Szent István Király Múzeumban látható, Zichyújfaluban feltárt kelta temetkezési leletanyag.
- A dunaújvárosi Intercisa Múzeumban található, a falu területén talált 268 darab kelta ezüstpénzérme.

## Híres emberek
- Életének egy részét itt töltötte gróf Zichy Ferenc (1749–1812), a falu birtokosa, a kiskastély építtetője
- Életének egy részét itt töltötte gróf Zichy Ferenc Szerafin József (1774–1861) főispán, titkos tanácsos, a falu birtokosa és első iskolájának alapítója
- Itt élt Zichy Kázmér (1802–1847) gróf
- Itt született, itt élt és itt halt meg Zichy Nepomuk János (1834–1916), a falu birtokosa, a nagykastély építtetője
- Itt született, itt élt és itt halt meg Zichy István Ferenc (1865–1921) politikus, országgyűlési képviselő, a falu földesura
- Itt született és itt élt Zichy Hippolit Kázmér (1868–1955) író, a település utolsó földesura
- Itt élt és itt halt meg Hangyál Károly (1893–1967), az uradalom utolsó grófi lovásza
- Itt élt és itt halt meg Fartel Mihály (1935–2010), az Állami Díj tulajdonosa, az Agárdi Állami Gazdaság egykori dolgozója
- Itt dolgozott az Agárdi Állami Gazdaságnál Németh Tibor (1938–), az Állami Díj tulajdonosa, az Agárdi Állami Gazdaság egykori dolgozója
- Itt élt Nagy József (1938–2021), az Állami Díj tulajdonosa, az Agárdi Állami Gazdaság egykori dolgozója
- Itt született Rujsz Ferenc fafaragó, a Lenkey-kopjafa készítője, a Zichyújfaluért Díj birtokosa

## Galéria

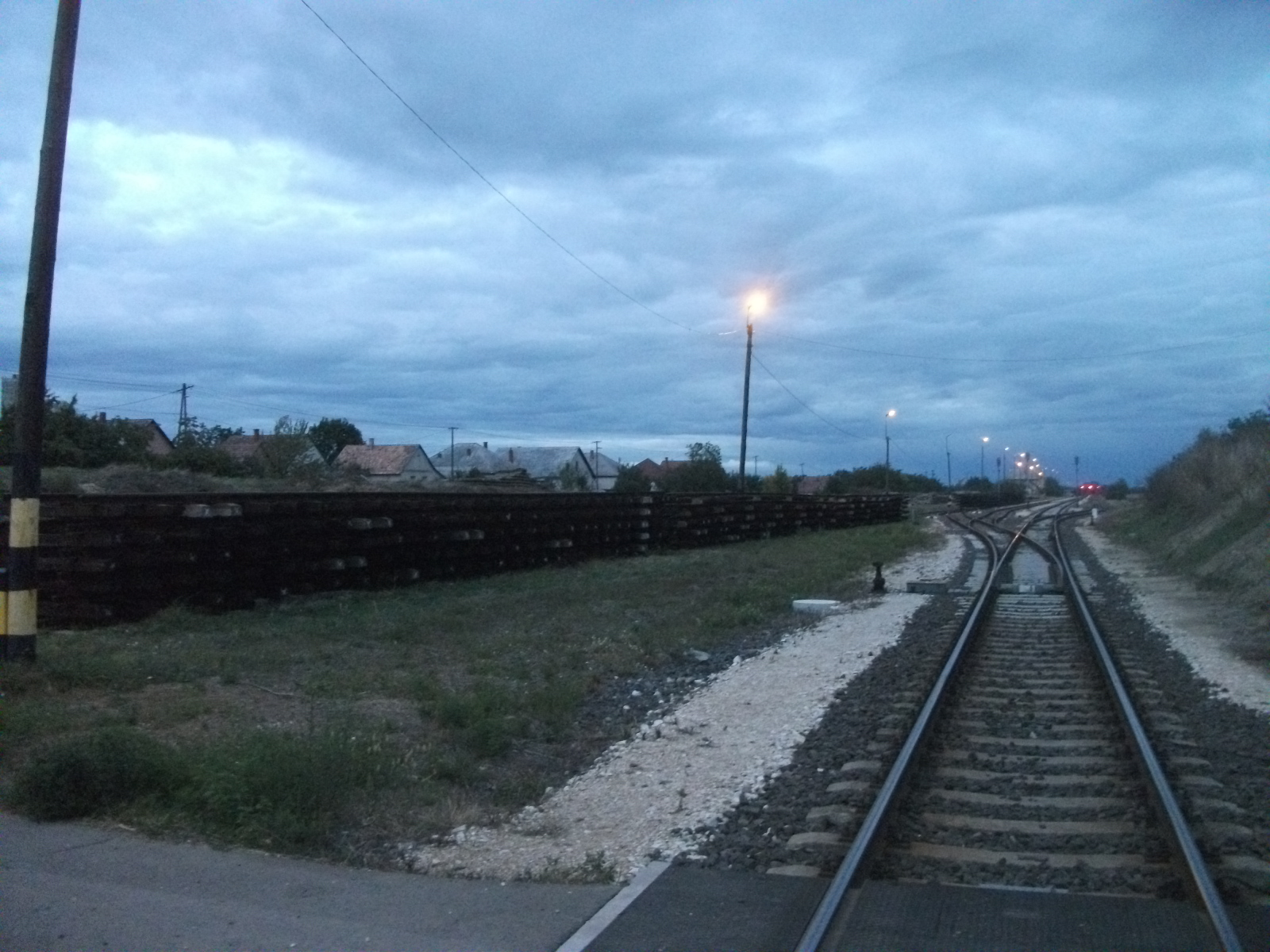
A 44-es vasútvonal Zichyújfalunál
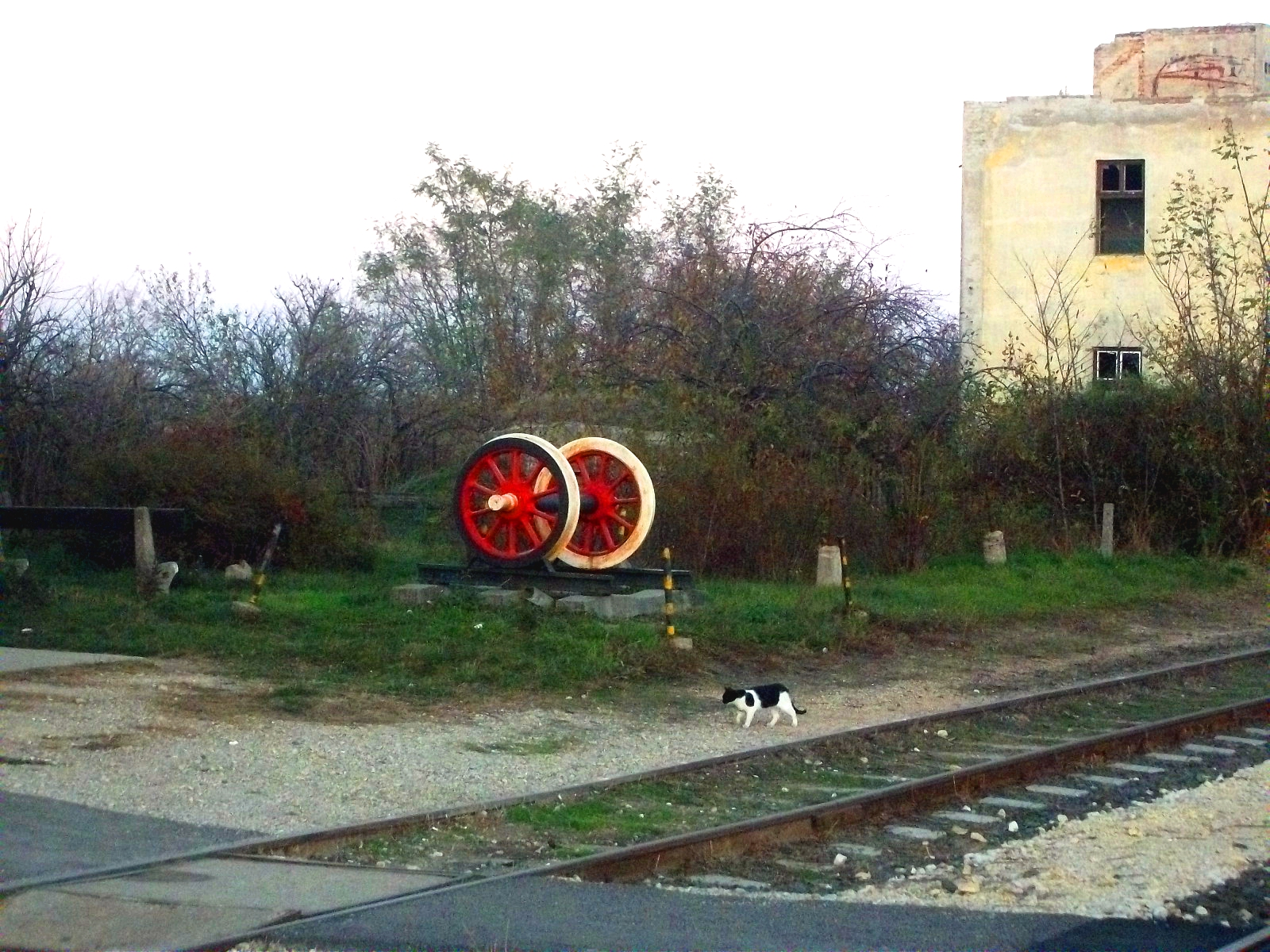
A kiállított vasúti kerékpár az állomáson
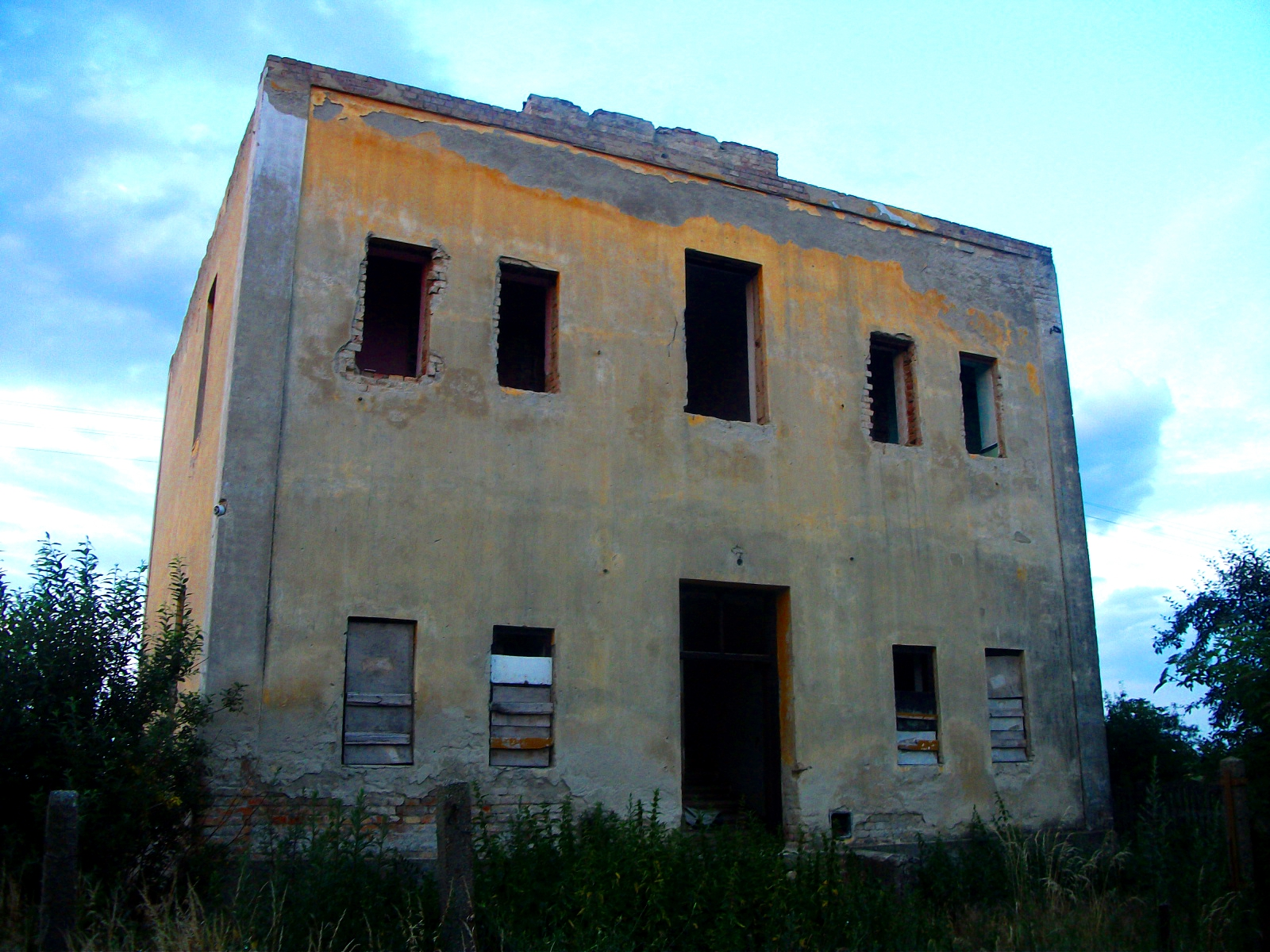
Az egykori szolgálati lakótömb az állomáson
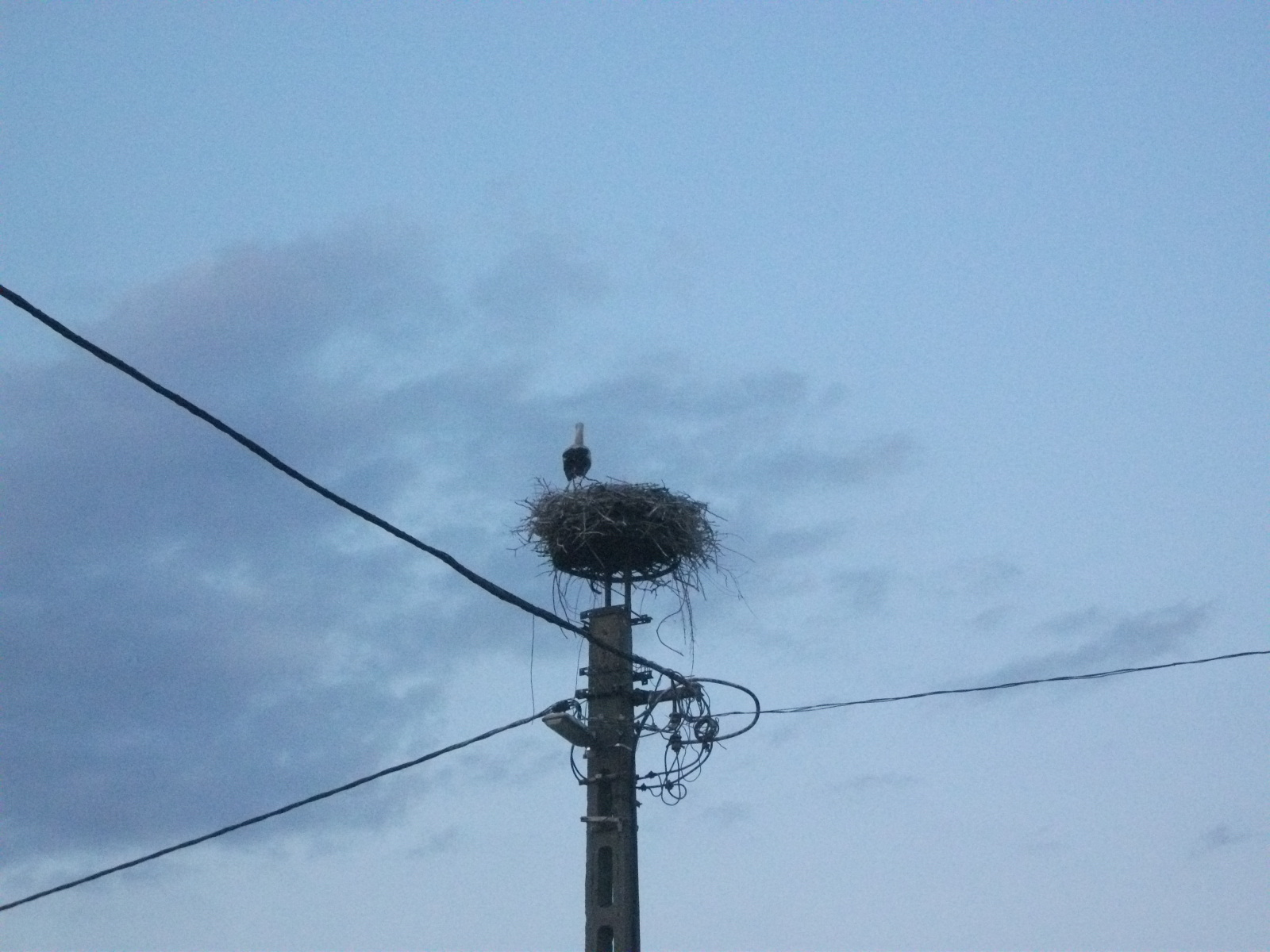
A vasútállomás melletti gólyafészek
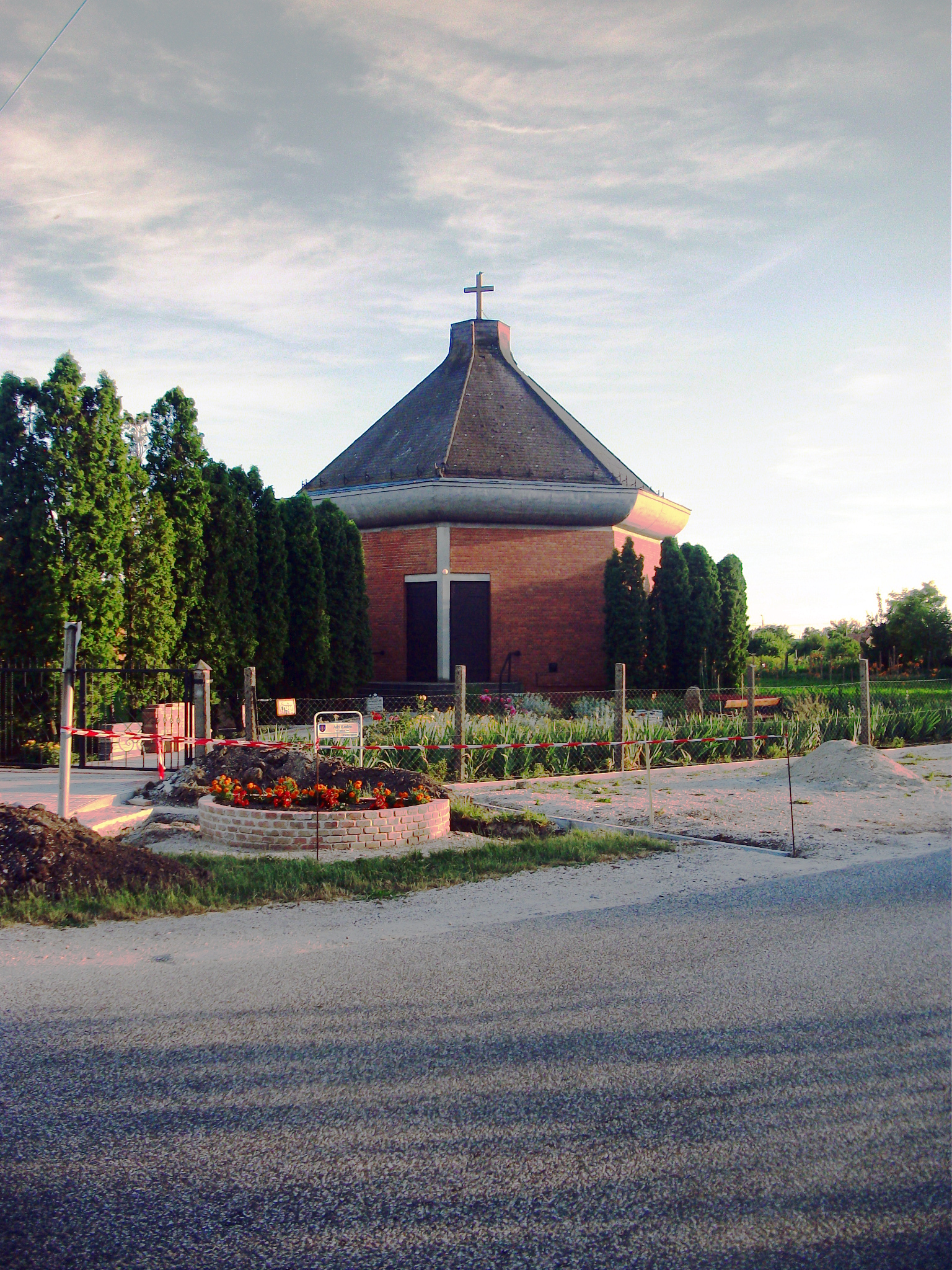
Szent Imre-templom
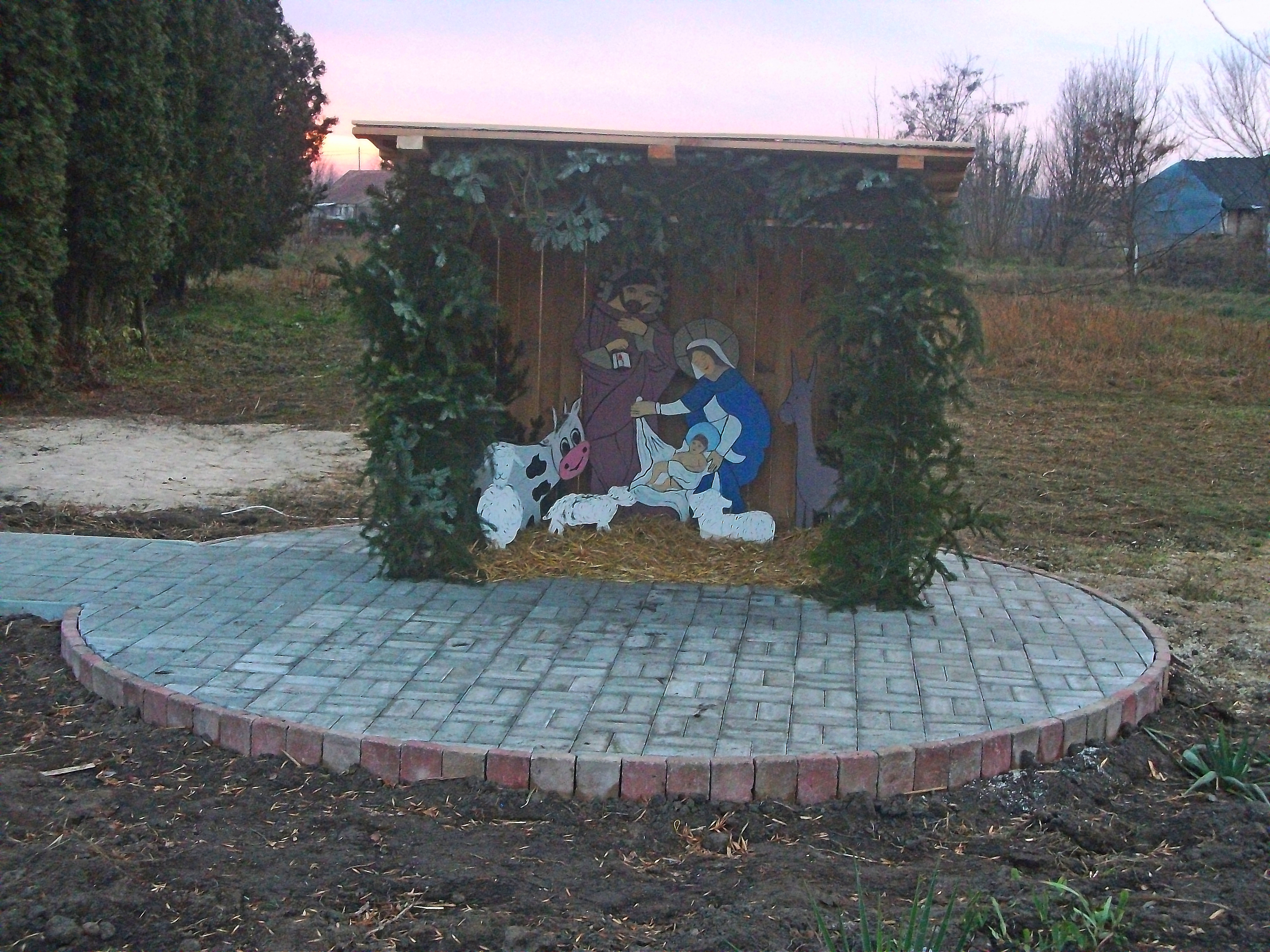
Betlehem a templomkertben, 2016-ban
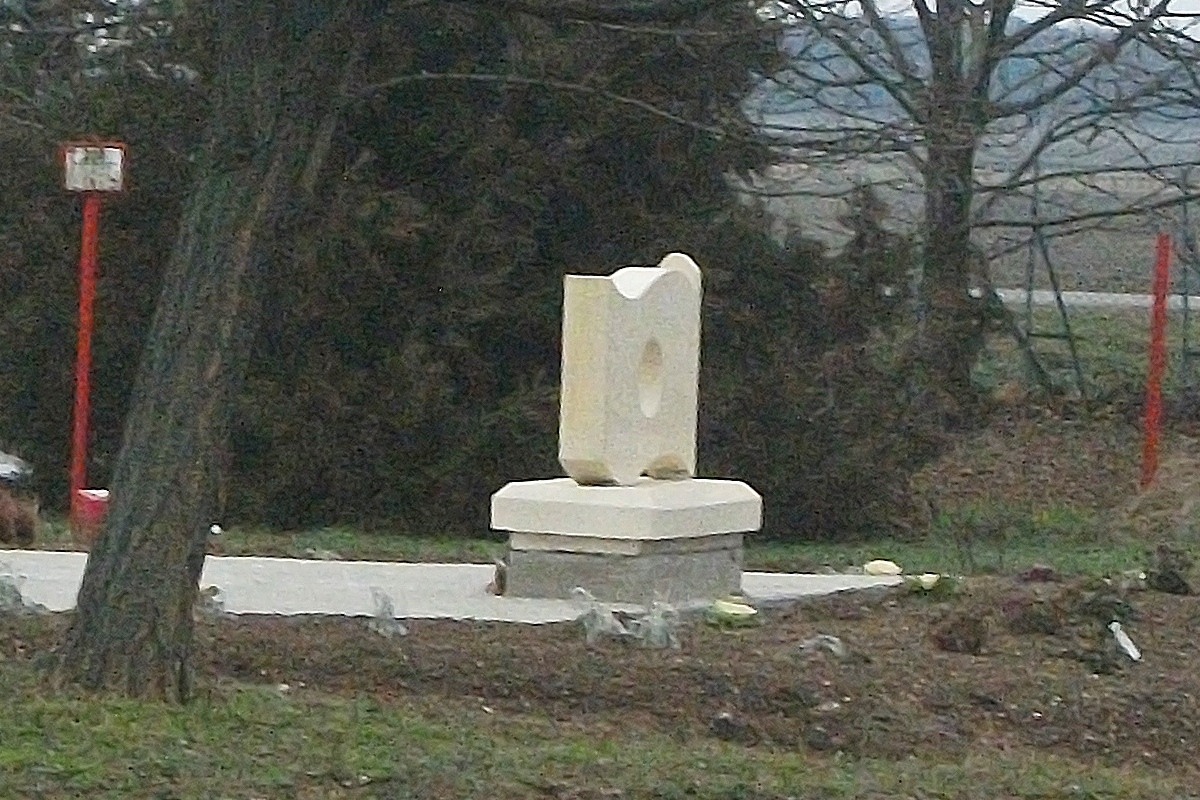
Az 1956-os forradalom emlékműve
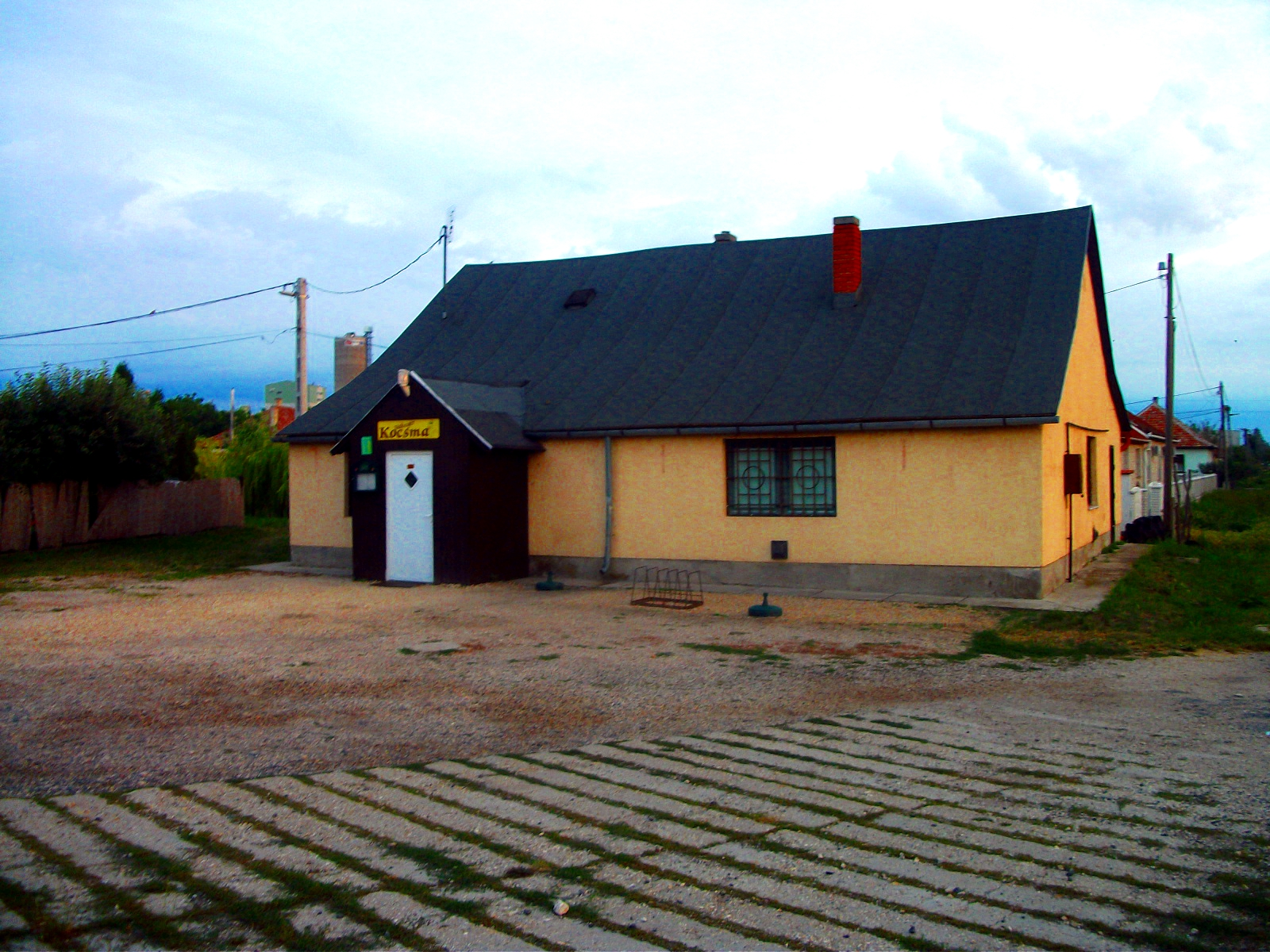
A Vakegér kocsma
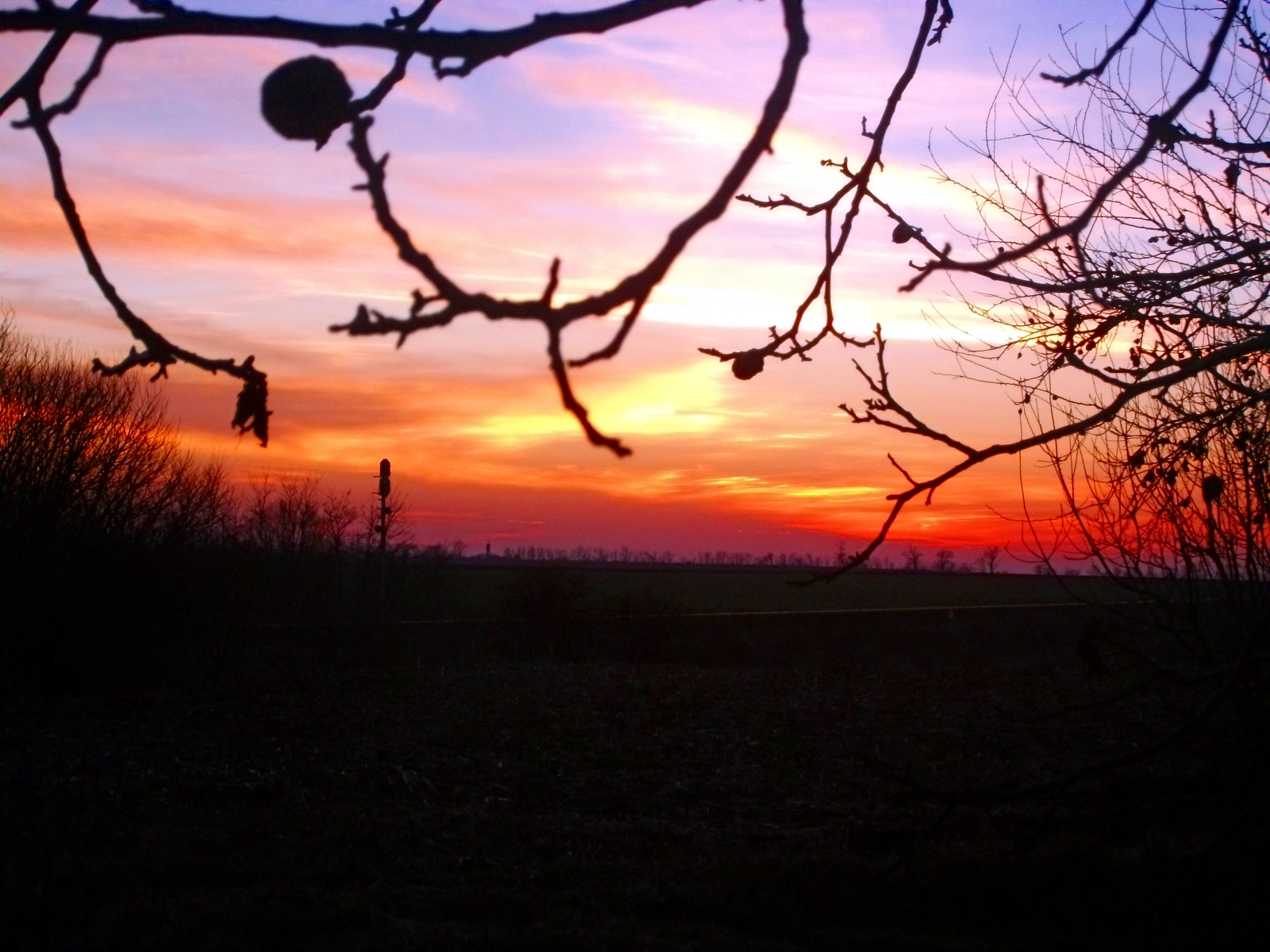
Naplemente a falu határában
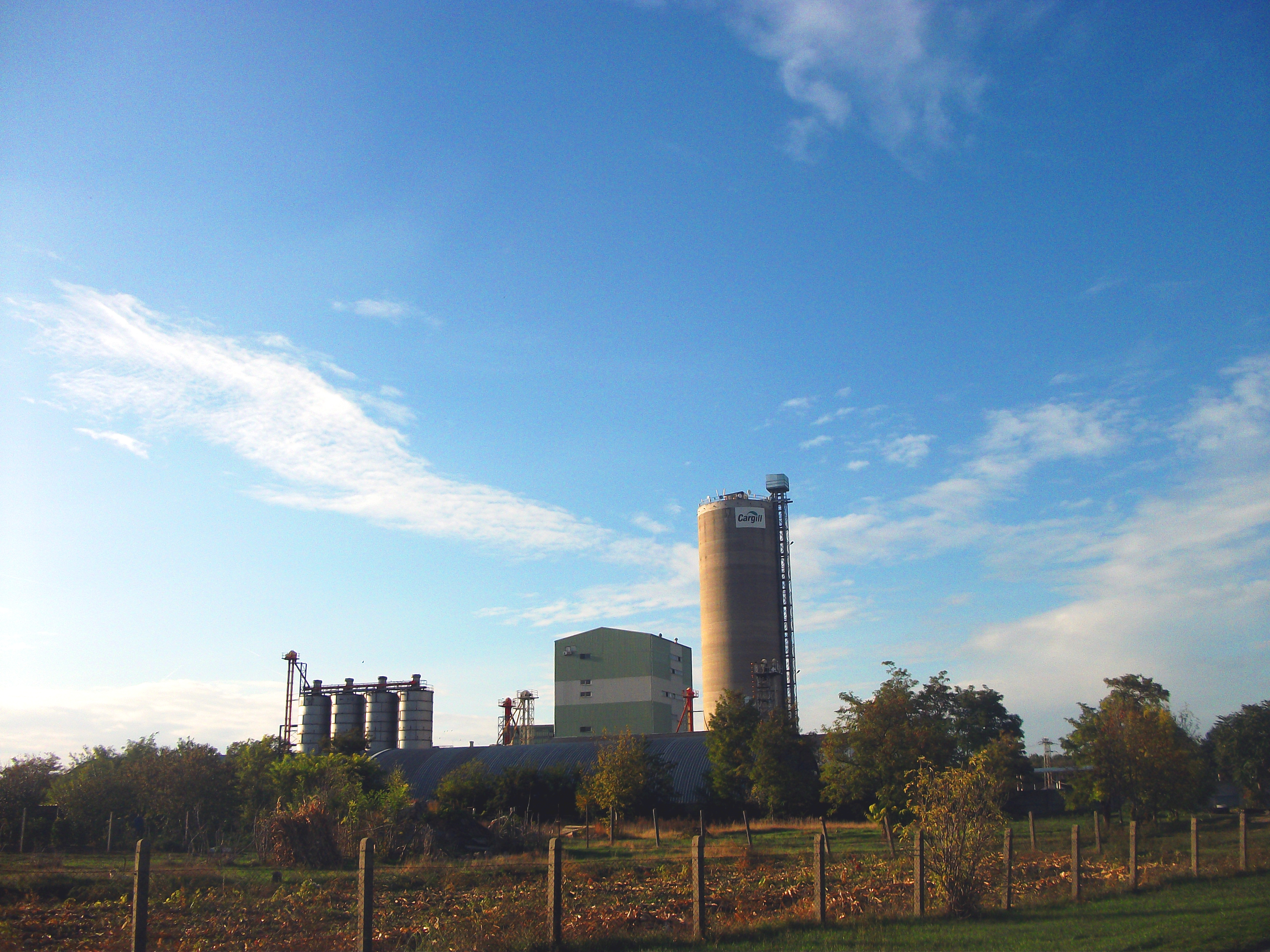
A takarmánygyár épületei a Petőfi utca felől
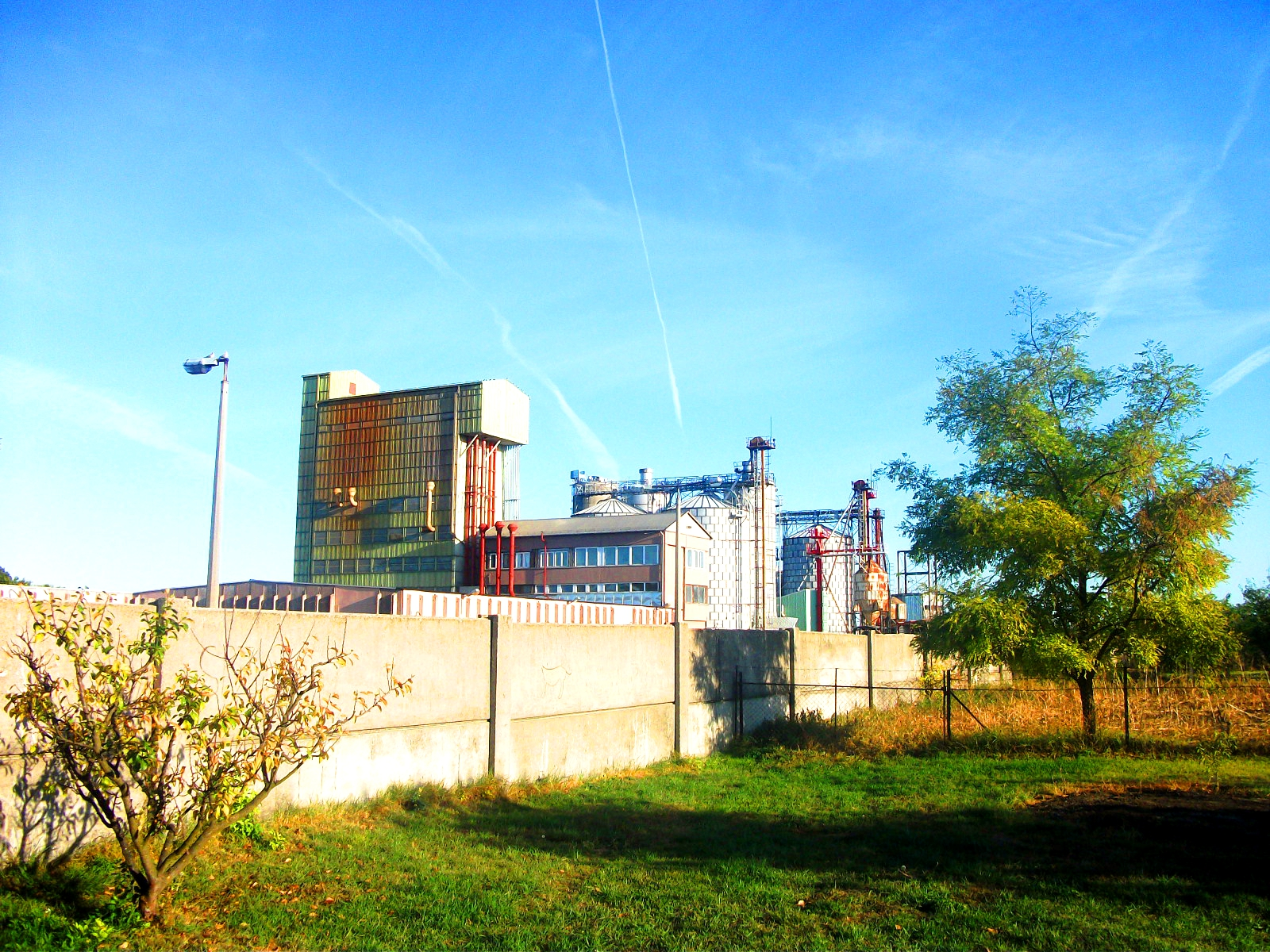
A takarmánygyár épületei a Móra Ferenc utcából
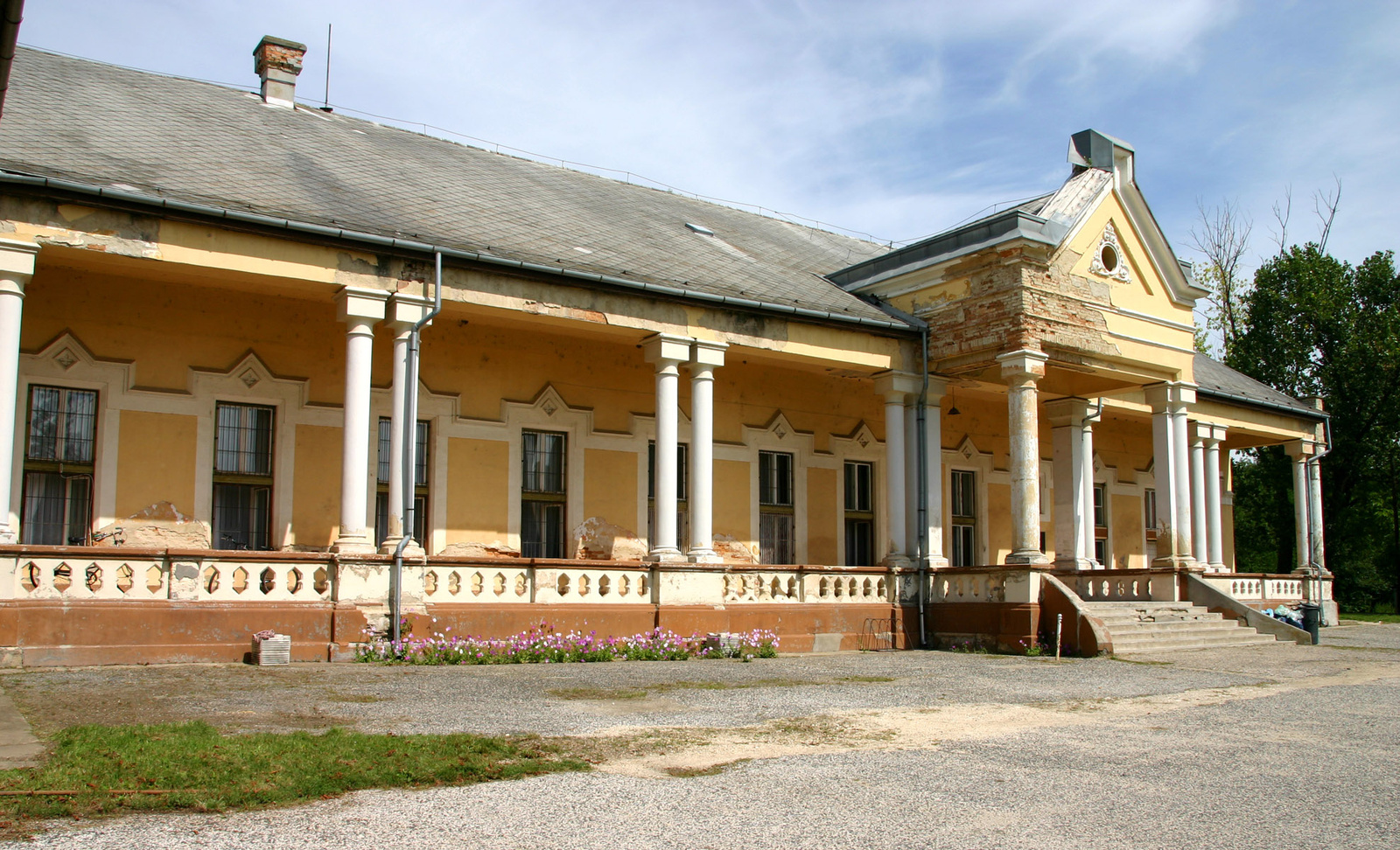
A Zichy-kastély főhomlokzata
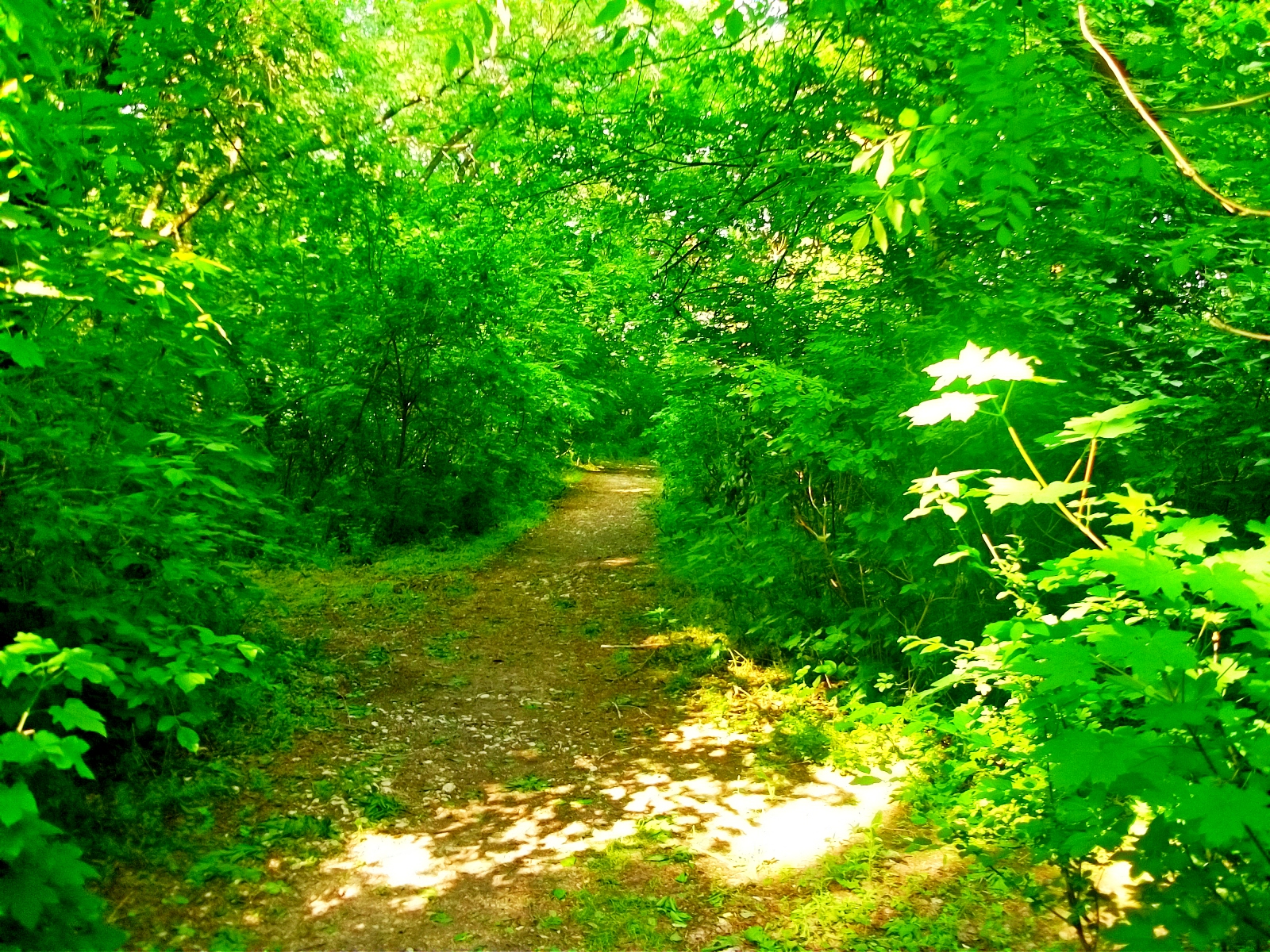
Az egykori grófi vadaskert a kastély mögött
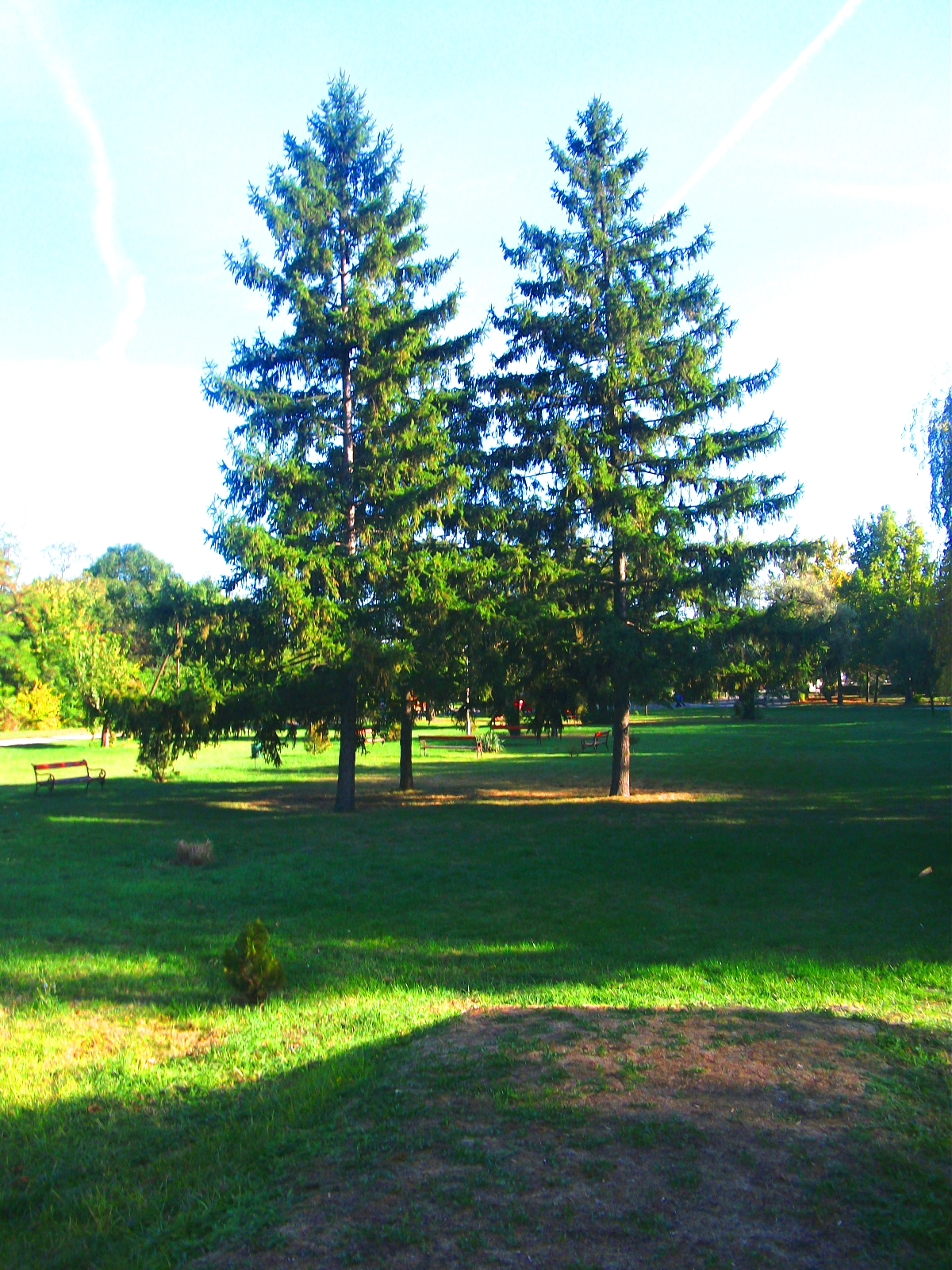
A Kastélypark védett fenyőfái
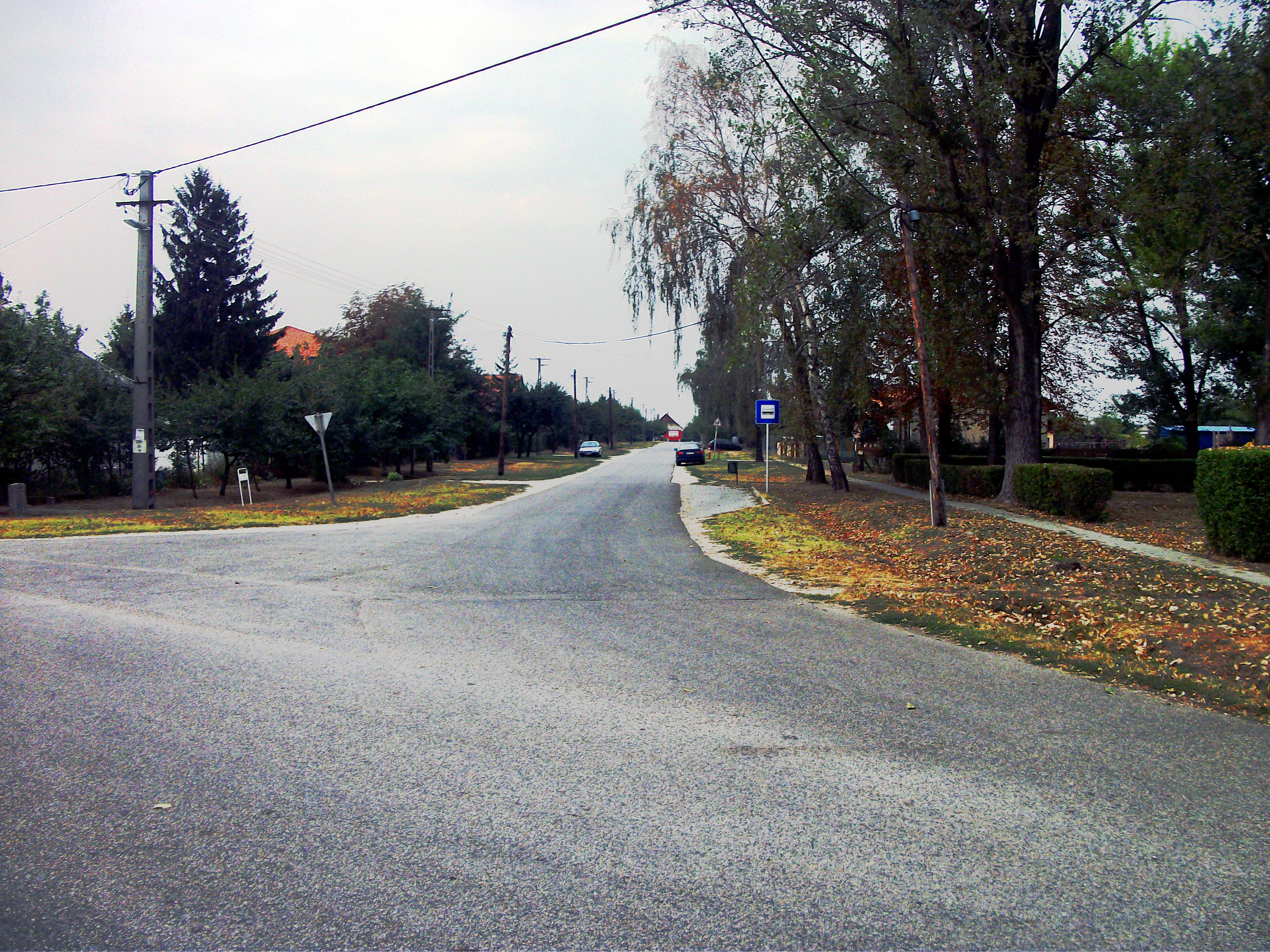
Az Iskola és Ady Endre utcák kereszteződése
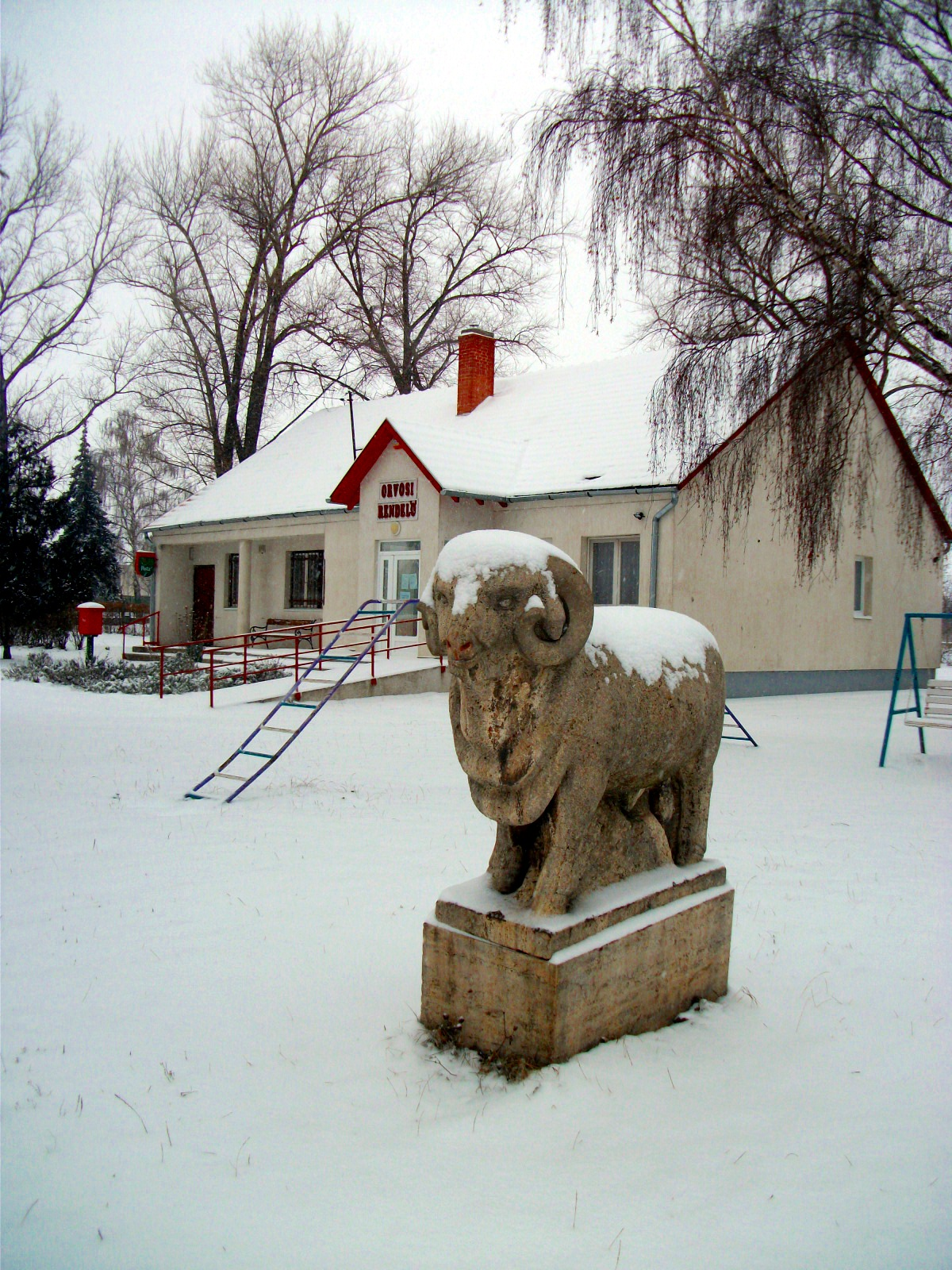
A Kos-szobor a postánál
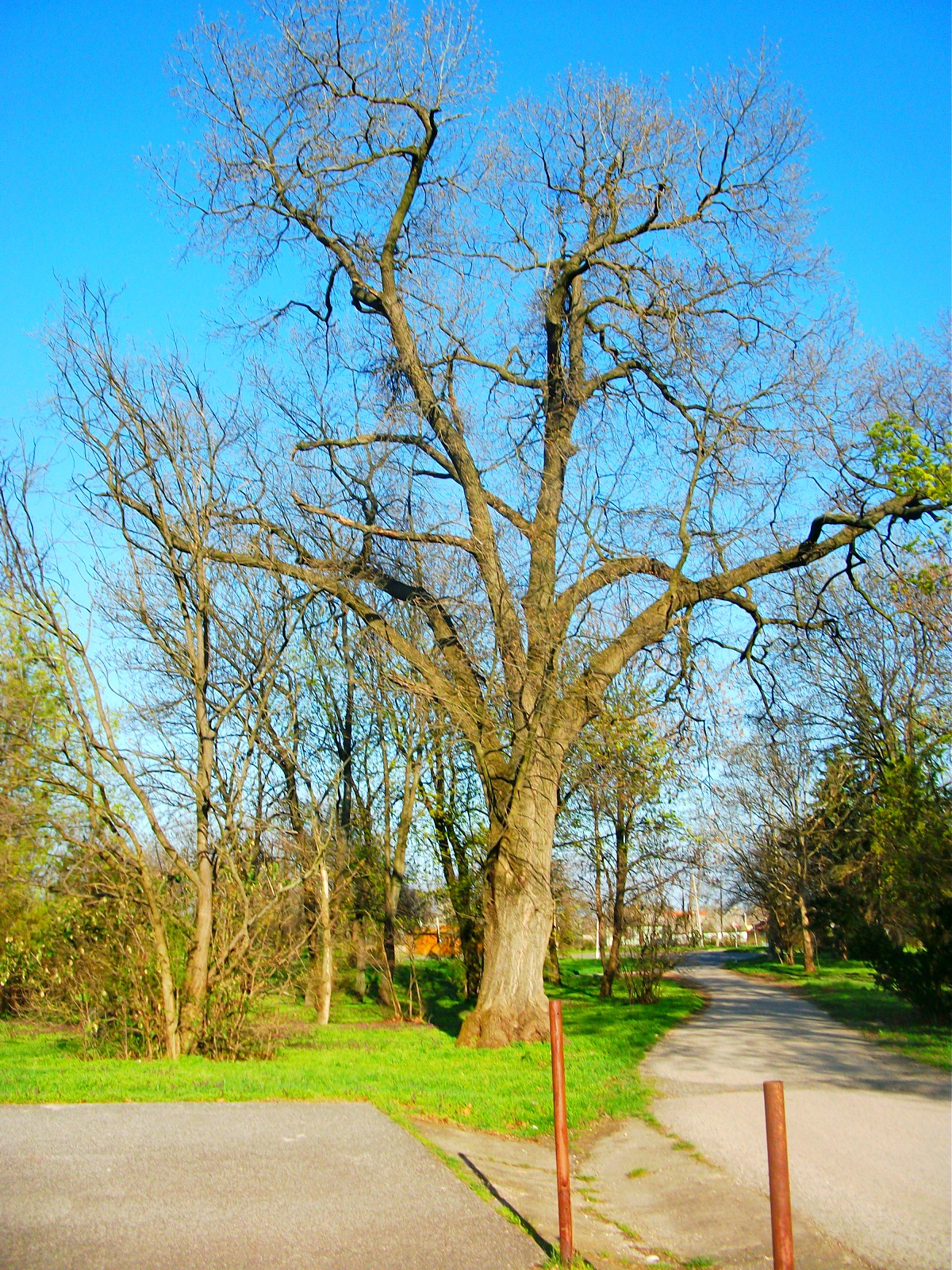
Zichy János „fája”
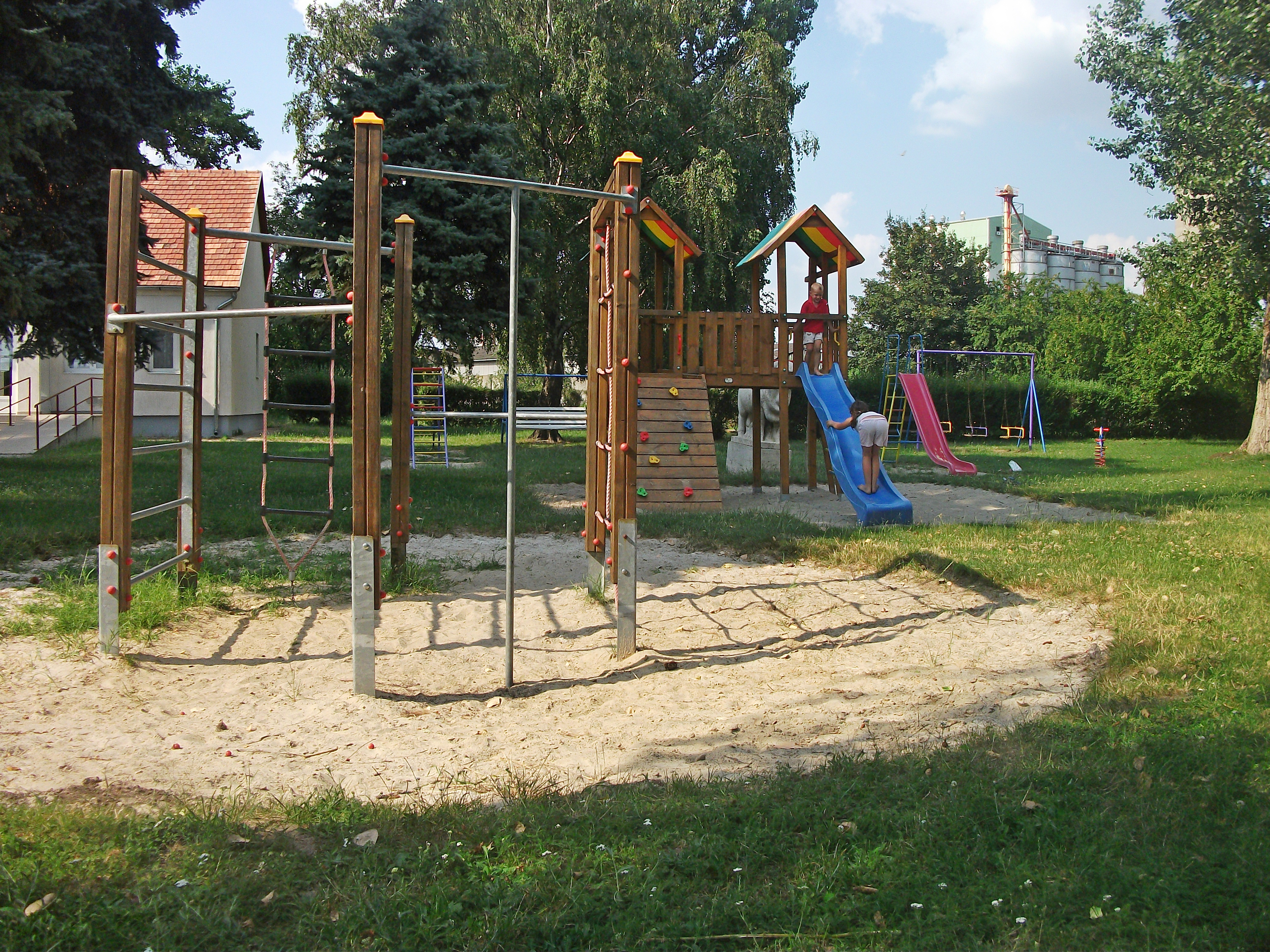
A község Ady Endre utcai játszótere
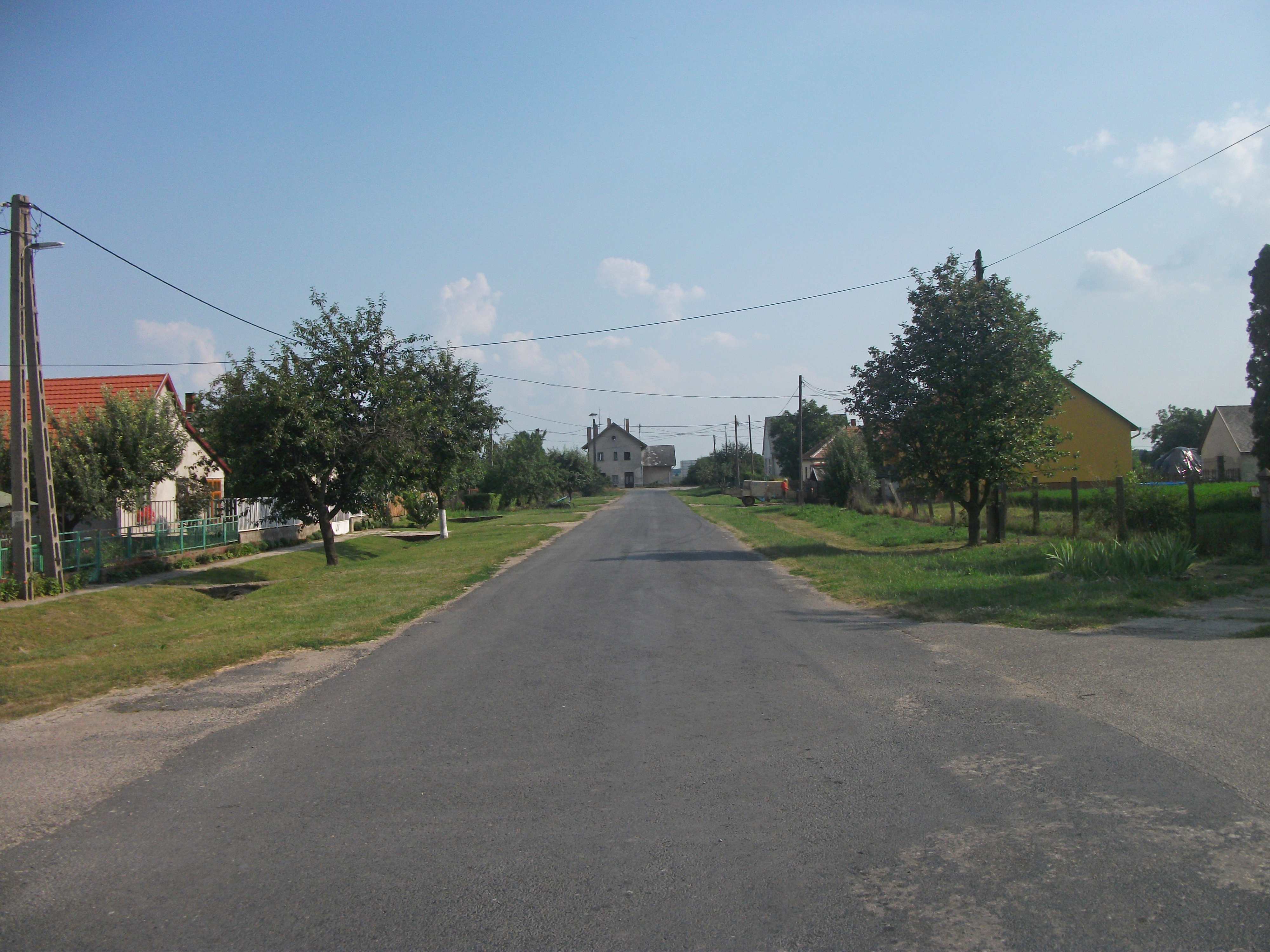
A Petőfi utca részlete, szemben a vasútállomás
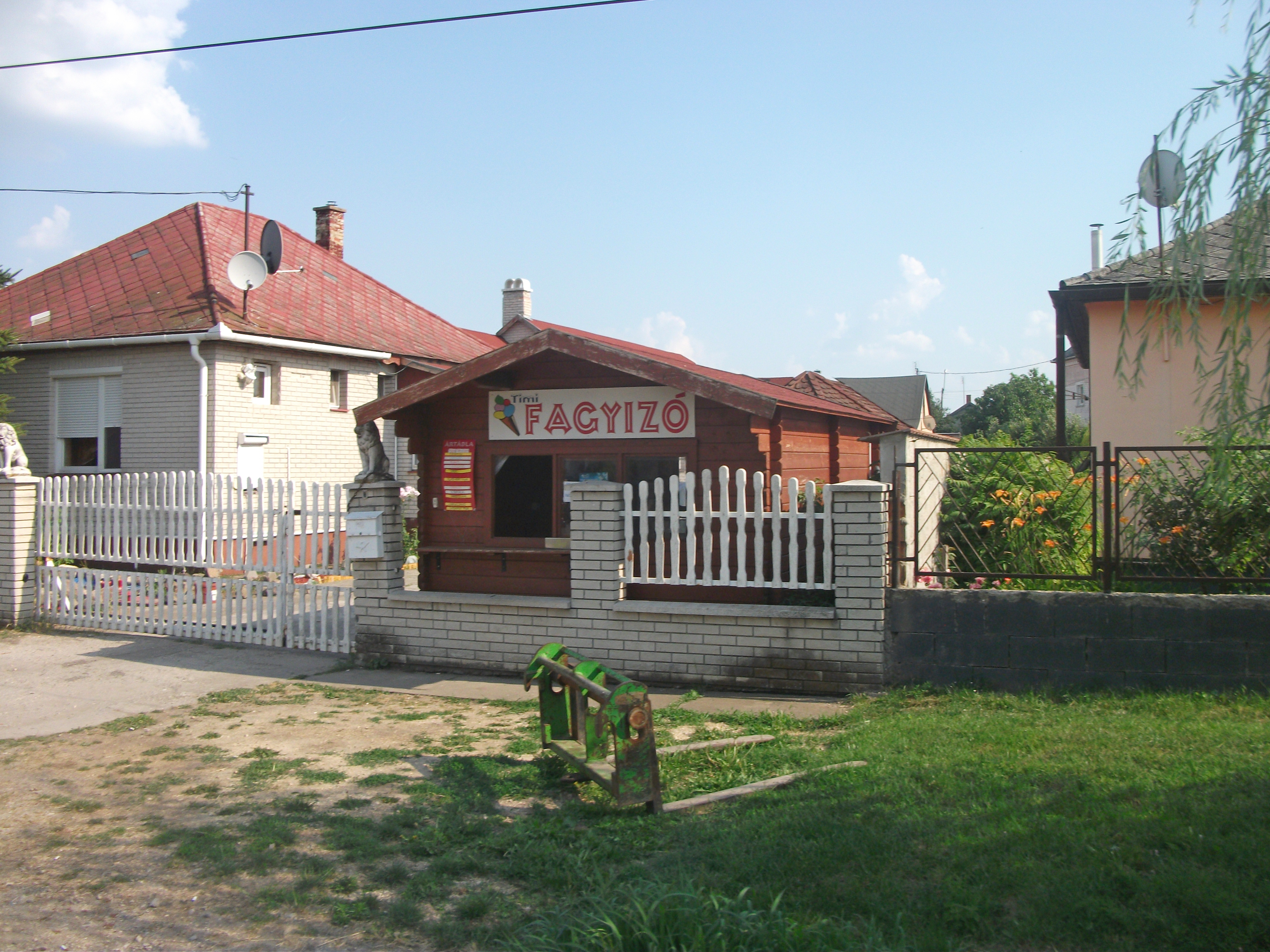
Timi fagyizó, Kossuth utca